# Norden (Ostfriesland)

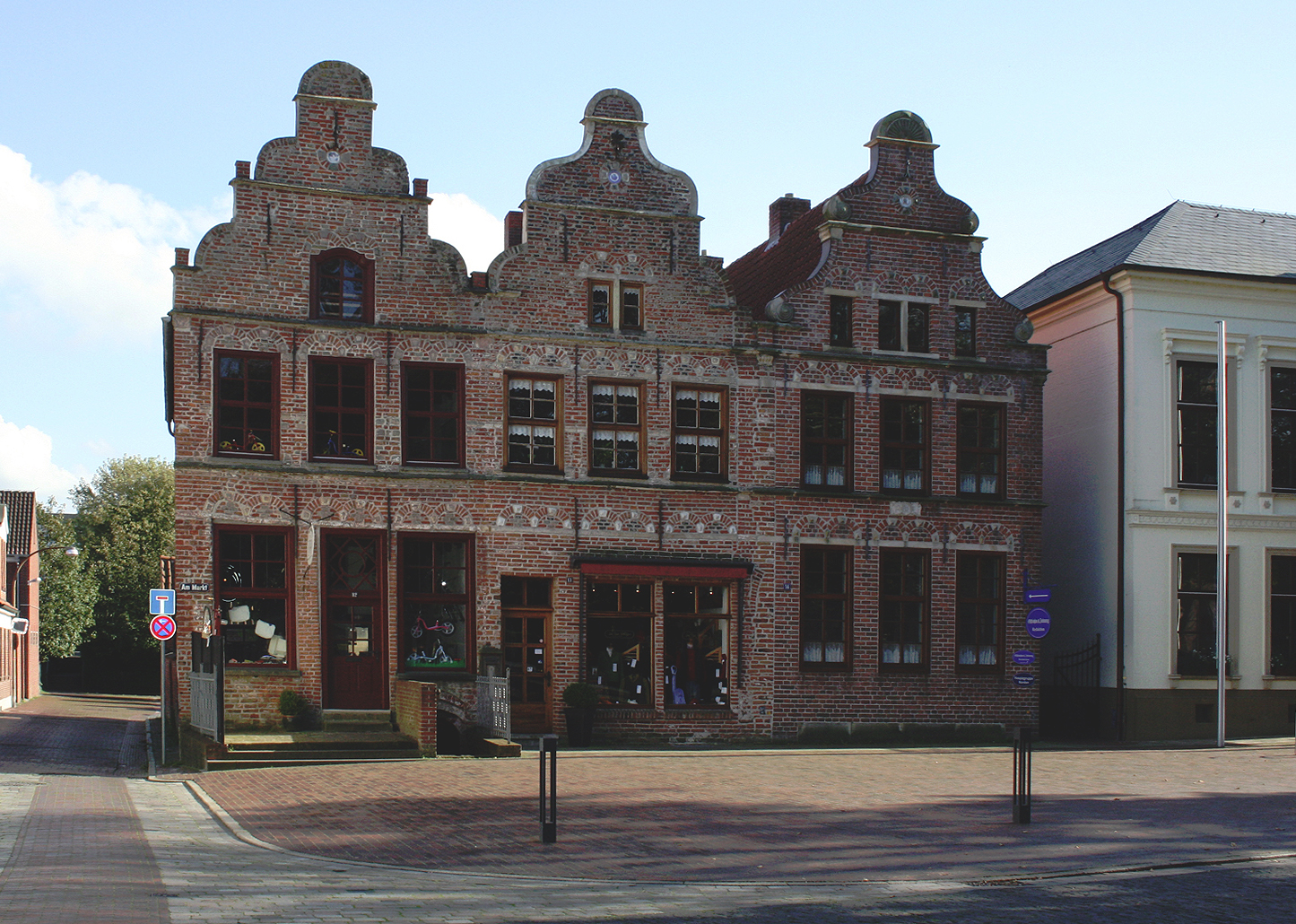
Gebäudeensemble Dree Süsters („Drei Schwestern“) am Norder Marktplatz

Norden (ostfriesisches Platt Nörden) ist eine Stadt im Landkreis Aurich in Ostfriesland im Nordwesten Niedersachsens. Sie liegt unweit der Nordseeküste und ist die nordwestlichste Stadt auf dem deutschen Festland. Die Bewohner Nordens heißen Norder, plattdeutsch Nörder. Das Adjektiv lautet ebenfalls so, beispielsweise Norder Rathaus.
Norden ist eine der ältesten Städte Ostfrieslands. Im Jahr 2005 feierte sie den 750. Jahrestag der ersten urkundlichen Erwähnung. Sie ist der Hauptort und Namensgeber der historischen Landschaft Norderland und mit 25.093 Einwohnern die viertgrößte Stadt Ostfrieslands.
Die Region um Norden ist vor allem durch die Landwirtschaft und den Tourismus geprägt. Die Stadt besitzt gut 27 Kilometer Deichlinie und im Ortsteil Norddeich einen Fährhafen zu den vorgelagerten Inseln Juist und Norderney. Die Stadtteile Norddeich und Westermarsch II führten seit 1979 die offizielle Bezeichnung „Staatlich anerkanntes Nordseebad“. Am 24. Juni 2010 verlieh der niedersächsische Wirtschaftsminister Jörg Bode den beiden Stadtteilen mit dem Prädikat „Nordseeheilbad“ die höchste touristische Anerkennungsstufe. Heute ist Norden-Norddeich das größte staatlich anerkannte Seeheilbad an der ostfriesischen Nordseeküste. Schon in den 1950er Jahren wurde mit dem Slogan Das Grüne Tor zum Meer für Norden als Urlaubsort geworben.
Allein im Jahr 2019 wurden in Norden 318.298 Gäste und 1.966.329 Übernachtungen gezählt. Die Stadt hat den Status einer selbständigen Gemeinde. Sie ist in der Landesplanung des Landes Niedersachsen als Mittelzentrum ausgewiesen.

## Geografie

### Lage
Die Stadt Norden, die nordwestlichste Stadt auf dem deutschen Festland, erstreckt sich auf 104,39 Quadratkilometern im Nordwesten Ostfrieslands in Niedersachsen. Seewärts wird Norden von 27,3 Kilometern Seedeich begrenzt. Die größte Nord-Süd-Ausdehnung beträgt rund 21, die größte Ost-West-Ausdehnung zirka 13 Kilometer. Die höchste Erhebung Nordens liegt mit 9,5 m ü. NHN auf dem Gelände des alten Friedhofs, nördlich der Ludgerikirche.
Der Küste vorgelagert sind die Inseln (von Ost nach West) Norderney, Juist und Memmert. Zwischen der Küstenlinie und den Inseln befindet sich das Wattenmeer, das als Nationalpark Niedersächsisches Wattenmeer unter Naturschutz steht und im Juni 2009 gemeinsam mit dem schleswig-holsteinischen und dem niederländischen Teil des Wattenmeers von der UNESCO zum Weltnaturerbe erklärt wurde. Südwestlich der Stadt liegt die Leybucht.
Nachbargemeinden auf dem Festland sind (im Uhrzeigersinn, von Ost nach Südwest) die Gemeinden Hagermarsch, Lütetsburg und Halbemond (alle Samtgemeinde Hage), Leezdorf und Osteel (beide Samtgemeinde Brookmerland) sowie die Gemeinde Krummhörn. Eine Besonderheit der Grenze zur Gemeinde Leezdorf liegt darin, dass sie nur gut eine Straßenbreite beträgt: Norden und Leezdorf treffen am Schwarzen Weg aufeinander, die nördlichen und südlichen Straßenseiten gehören jedoch zu den Gemeinden Halbemond und Osteel.
Norden ist neben der Kreisstadt Aurich das zweite Mittelzentrum des Landkreises Aurich. Das Einzugsgebiet ist durch die Natur eingeschränkt, da sich im Norden, Westen und Südwesten das Wattenmeer befindet. Allerdings spielt Norden für die Versorgung der vorgelagerten Inseln Juist (1158 Einwohner, 130.832 Gäste mit 1.079.366 Übernachtungen im Jahr 2019) und Norderney (5309 Einwohner, 592.462 Gäste (2019) mit mehr als 3,8 Millionen Übernachtungen im Jahr 2019) eine wichtige Rolle. Das Mittelzentrum Norden tritt insbesondere als Einkaufsstadt in Konkurrenz zu Aurich und Emden.

### Geologie
Der Stadtkern von Norden liegt auf einer Sandinsel, die dem nordwestlichsten Ausläufer des ostfriesischen Geestrückens vorgelagert ist. Die südöstlich der Innenstadt gelegenen Ortsteile befinden sich ebenfalls auf Geestboden, während der Großteil des Stadtgebietes in der Marsch liegt. Rund die Hälfte des Stadtgebiets wurde seit 1430 dem Meer abgerungen und eingedeicht. Der geologisch jüngste Norder Ortsteil Leybuchtpolder wurde erst 1947 bis 1950 durch den Bau des Störtebekerdeichs eingedeicht und urbar gemacht. Seit der Eindeichung eines Teils der Leybucht und einer deutlich kleineren Eindeichungsmaßnahme nahe Harlesiel gab es an der niedersächsischen Nordseeküste keine nennenswerten Landgewinnungsmaßnahmen durch Eindeichung mehr, so dass diese Landstriche die jüngsten dem Meer abgerungenen und von Menschen besiedelten Flächen Niedersachsens sind. Auch das Gebiet des heutigen Ortsteils Neuwesteel wurde erst im 20. Jahrhundert dem Meer abgerungen.
Da weite Teile des Stadtgebiets nur unwesentlich über dem Meeresspiegel liegen, muss das Land kontinuierlich entwässert werden. Das Norder Tief, früher Fahrwasser des Norder Hafens, spielt dabei eine bedeutende Rolle. Über die Schöpfwerke Leybuchtsiel und Leysiel entwässert es in die Nordsee.

### Stadtgliederung und Flächennutzung
| Gebiet                       | Fläche    |
| ---------------------------- | --------- |
| Gebäude und Freiflächen      | 943,54    |
| Betriebsflächen              | 33,38     |
| Grün- und Sportanlagen       | 71,34     |
| Straßen, Wege und Parkplätze | 420,76    |
| Landwirtschaftliche Flächen  | 8410,04   |
| Wälder                       | 46,64     |
| Gewässer, Gräben, Teiche     | 291,11    |
| Schutzflächen unter anderem  | 250,10    |
| Gesamtfläche                 | 10.466,91 |

Norden besteht aus der Kernstadt und zehn offiziellen Ortschaften. Die Kernstadt umfasst neben dem alten Stadtzentrum die ehemalige Gemeinde Sandbauerschaft mit den Stadtteilen Ekel, Lintel und Westgaste. Diese unterteilen sich wiederum in diverse Stadtviertel und Wohnbereiche wie zum Beispiel Neustadt, Westlintel, Ostlintel, Ekeler Gaste, In der Wirde, Vierzig Diemat, Martensdorf oder das Millionenviertel. Ihnen ist gemein, dass sie administrativ keine, im täglichen Sprachgebrauch der Einwohner jedoch sehr wohl eine Bedeutung haben.
Die weiteren Ortschaften sind Bargebur, Leybuchtpolder, Neuwesteel, Norddeich (welches bis 1972 den Namen Lintelermarsch trug), Ostermarsch, Süderneuland I, Süderneuland II, Tidofeld, Westermarsch I und Westermarsch II.
Die Kernstadt und die Ortschaften Bargebur, Norddeich, Süderneuland I und Süderneuland II, sowie Teile von Westermarsch II sind baulich überwiegend zusammengewachsen und formen, mit Ausnahme von Norddeich und Westermarsch II, die ausgedehnten Wohn- und Gewerbegebiete im Süden und Osten der Stadt. In diesem „Ballungsraum“ leben etwa 92,5 Prozent der gesamten Stadtbevölkerung. Die verbleibenden Ortschaften sind nach wie vor sehr ländlich geprägt und überwiegend äußerst spärlich besiedelt, nehmen jedoch den weitaus größten Teil der städtischen Gesamtfläche ein.
Norden ist geprägt von Wasser und Landwirtschaftsflächen. Fast 80 Prozent des Stadtgebiets werden landwirtschaftlich genutzt. Auf den eingepolderten Flächen im Süden der Stadt wird Ackerbau betrieben. Eingepoldertes Land, das aus früherem Schlick besteht, hat eine hohe Bodenwertzahl. Angepflanzt werden vornehmlich Kartoffeln, Getreide und Raps. Auf den anderen Landwirtschaftsflächen wird Viehzucht betrieben. Hier überwiegt die Haltung von Milchkühen. Auf den Deichen grasen Schafe. Sie halten nicht nur die Grasnarbe niedrig, sondern trampeln mit ihren Hufen auch den Deichboden fest.
Neben dem Norder Tief und seinen Zuflüssen, unter anderem dem Addinggaster Tief, prägt noch eine Vielzahl von kleinen und größeren Entwässerungsgräben die Landschaft um Norden. Vor der Mündung des Norder Tiefs in die Leybucht, geregelt durch das Schöpfwerk Leybuchtsiel, befindet sich ein Speicherbecken.
Wie die meisten der zum größten Teil in der Marsch gelegenen Orte ist Norden nur äußerst spärlich bewaldet. Die Stadt grenzt allerdings an das Tidofelder Holz der Nachbargemeinde Lütetsburg.

### Klima
Norden liegt in der gemäßigten Klimazone, hauptsächlich im direkten Einfluss der Nordsee. Im Sommer sind die Tagestemperaturen tiefer, im Winter häufig höher als im weiteren Inland. Das Klima ist insgesamt von der mitteleuropäischen Westwindzone geprägt.
Nach der effektiven Klimaklassifikation von Köppen befindet sich Norden in der Einteilung Cfb. C steht für ein warm-gemäßigtes Klima, Cf für ein feucht-gemäßigtes Klima mit warmen Sommern b.
Die nächstgelegene Wetterstation an der Festlandsküste befindet sich in Emden (siehe dort für weitere Informationen).

## Geschichte

### Frühzeit bis Mittelalter
Früheste Belege für die Anwesenheit von Menschen auf dem Norder Stadtgebiet sind archäologische Funde aus der Mittelsteinzeit. Ab dem 6. Jahrhundert nach Christus wanderten Friesen in das zuvor von Chauken und Sachsen besiedelte Ostfriesland.
In der Folgezeit entwickelten sich regionale Marktorte, darunter Norden. Der Ort wurde nicht zentral gegründet. Er entstand als gemeinsames Zentrum der umliegenden Bauerschaften Ekel, Lintel und Westgaste, die in der Folgezeit immer stärker miteinander verwuchsen und so den Kern der Stadt bildeten. Die genaue Entstehung der Stadt Norden ist weitgehend unbekannt. Aus der Frühzeit der Stadt liegen wenige Belege vor, deren Deutung unsicher ist. So wurde ein Ort namens Nordhunnwig (wohl Norwich), das 842 zusammen mit Hamwic (Southampton) von den Wikingern zerstört wurde, versehentlich für Norden gehalten. Im Jahre 884 wurden die Wikinger in der Schlacht bei Norditi von den Friesen vernichtend geschlagen. Der älteste Beleg is Nordedi (787, jedoch in fehlerhafter Abschrift); um 860 wird die Gegend Nordwidu ('Norder Wald') genannt. Grundlage des Ortsnamens ist altsächsisches norð, altfriesisches north ('Norden').
Aus der Frühphase der Stadt liegen Funde einer mittelalterlichen Siedlung in Ekel vor, die auf eine arbeitsteilige Beziehung des Geestortes mit der Bevölkerung der umliegenden Marsch hindeuten. Zudem scheint in der Umgebung von Norden im frühen Mittelalter neben der Landwirtschaft vor allem die Produktion von Eisen eine wichtige wirtschaftliche Rolle gespielt zu haben. Noch ist über die Bedeutung des Ortes im Wirtschaftsgefüge des Norderlandes wenig und nichts Sicheres bekannt.
Der Marktort war über eine hochwassersichere Verbindung auf der Geest mit Esens verbunden, das Endpunkt des Friesischen Heerwegs von Oldenburg war. Durch die günstige Lage am äußersten nordwestlichen Rand des Oldenburgisch-ostfriesischen Geestrückens hatte der Ort für viele Jahrhunderte Zugang zur See. Vieh, Muschelkalk und Salz waren die Haupthandelsgüter.
Norden gehörte vermutlich zunächst zum Federgau. Nach dem Einbruch der Leybucht verlor das Kirchspiel Norden ab dem 9. Jahrhundert nach und nach seine Verbindungen zum Federgau. So entwickelte sich die Ansiedlung bis 1150 zu einem Vorort des Gaues Nordendi, der in etwa das Gebiet umfasste, das ab dem Hochmittelalter Norder-, Auricher- und Harlingerland genannt wurde. Im 11. und 12. Jahrhundert wurde die fränkische Grafschaftsverfassung von den Friesen weitgehend ausgehöhlt und der Großgau Nordendi brach auseinander.

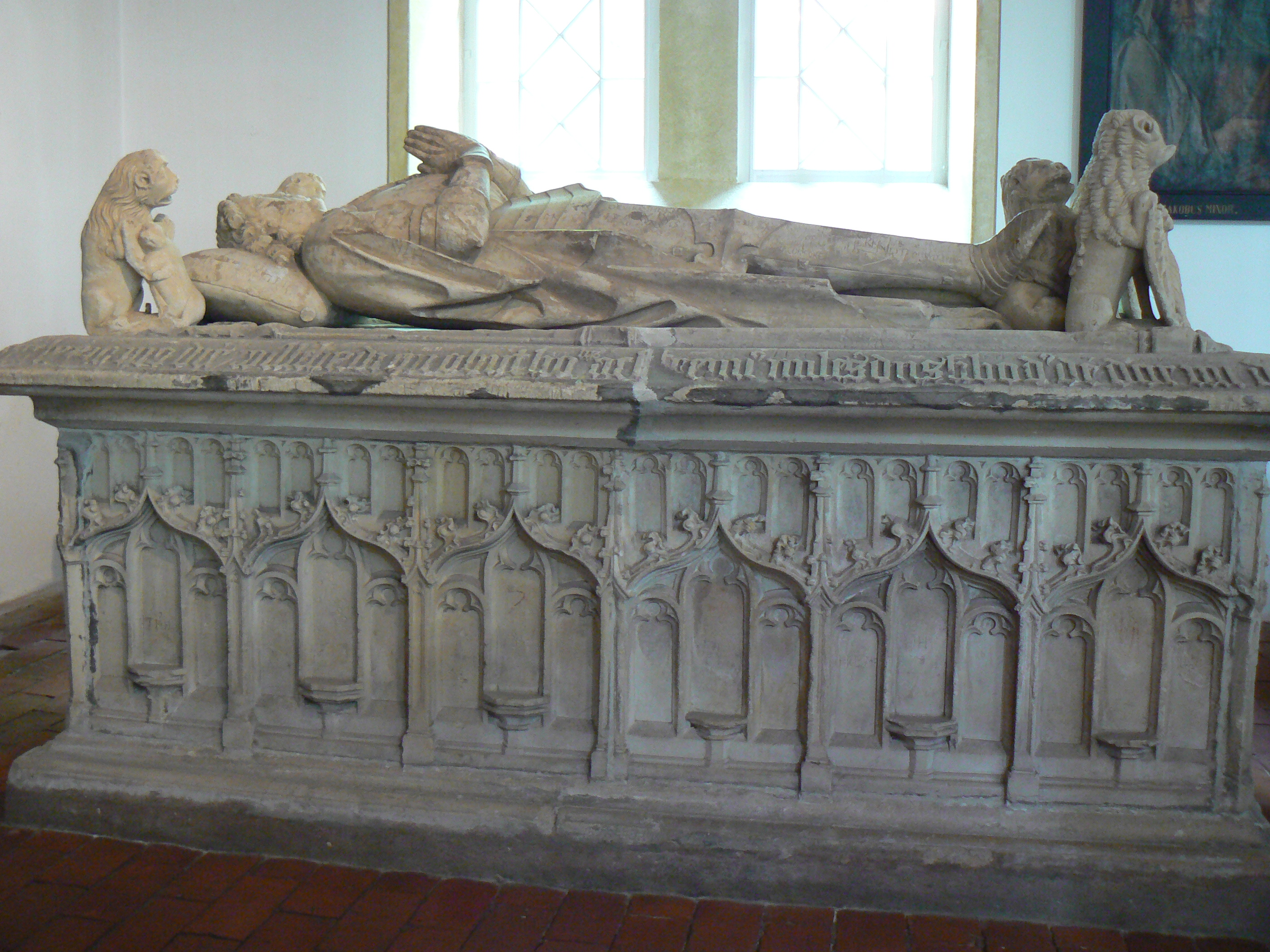
Sarkophag von Sibet Attena

Norden wurde nach der Auflösung des Gaus Hauptort des Norderlandes. Von der zentralen Bedeutung des Ortes zeugt, dass sich hier neben zwei Kirchen zwei Klöster und Burgen in enger Nachbarschaft befanden – eine Konzentration, die es im Norderland sonst an keinem anderen Ort gab. Die Beziehungen zwischen Norden und seinem Umland sind allerdings umstritten. Im 12. Jahrhundert entstand am Zingel das Kloster Marienthal, die spätere Grablege der ostfriesischen Adelsfamilie Cirksena; die Dominikaner siedelten sich 1264 am Fräuleinshof an. Zu dieser Zeit gab es mehrere Burgen der vorherrschenden Häuptlingsfamilien des Ortes, so etwa die Ennenburg der Attena am damaligen Hafen und die Idzingaburg der gleichnamigen Familie, aus deren Wappen die Stadt Norden später die Sporenräder übernahm. Es waren dies Burgen vom Typus ostfriesischer Häuptlingsburgen, der noch heute am Steinhaus Bunderhee zu erkennen ist. Die Stadtkirche war dem Heiligen Andreas geweiht und stand in räumlicher Nähe zur Ludgeri-Kirche, die im Gegensatz zur Andreaskirche die Kirche des Norder Umlandes war.
Im Jahr 1255 wurde Norden in einem Vertrag erstmals gesichert urkundlich erwähnt, was vielfach mit der Verleihung des Stadtrechts verwechselt wird. Aus diesem Irrtum heraus erklärt sich, dass Norden sich bis in die jüngste Zeit als „älteste Stadt Ostfrieslands“ bezeichnet. Emden wurde allerdings 1224, also 31 Jahre früher, erstmals urkundlich erwähnt.
In der Zeit der Ostfriesischen Häuptlinge von 1350 bis 1464 gehörte Norden mit seinem Umland zum Herrschaftsgebiet verschiedener Häuptlingsfamilien und fiel schließlich an die tom Brok aus dem Brookmerland, nach ihrem Ende 1464 als Grafschaft „Norden, Emden und Emsgonien“ an die Grafen und späteren Fürsten von Ostfriesland aus dem Hause Cirksena. Das bedeutete für den Ort eine geringere politische Bedeutung, da sich die Machtzentren Ostfrieslands in Aurich (zunächst Sitz der tom Brok, später der Cirksena) und Emden (Cirksena, bis zu ihrer Vertreibung 1595) entwickelten, worin vermutlich begründet liegt, weshalb der Ort nie mit einer Stadtmauer oder Ähnlichem befestigt wurde. Norden war in der Folgezeit hauptsächlich Handelsort, was im 14. Jahrhundert nach Sturmfluten durch eine Ausweitung der Leybucht begünstigt wurde. Der Ort hatte danach direkten Zugang zum Meer. So entstand im Südbereich der Stadt ein Seehafen, der bis weit ins 19. Jahrhundert hinein Bedeutung hatte und der Stadt über einen langen Zeitraum eine wirtschaftliche Blüte bescherte, auch wenn sein Handel dem der Stadt Emden stets nachstand. Norden besaß eine eigene Handelsflagge, unter der Norder Schiffe Nord- und Ostsee befuhren.

### Norden unter den Cirksenas

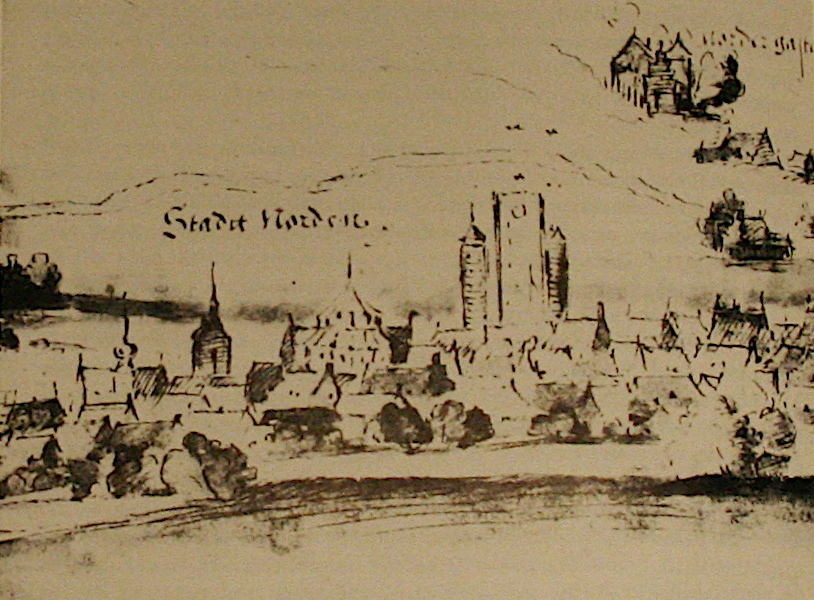
Norden um 1590. Ausschnitt aus einer zeitgenössischen Darstellung

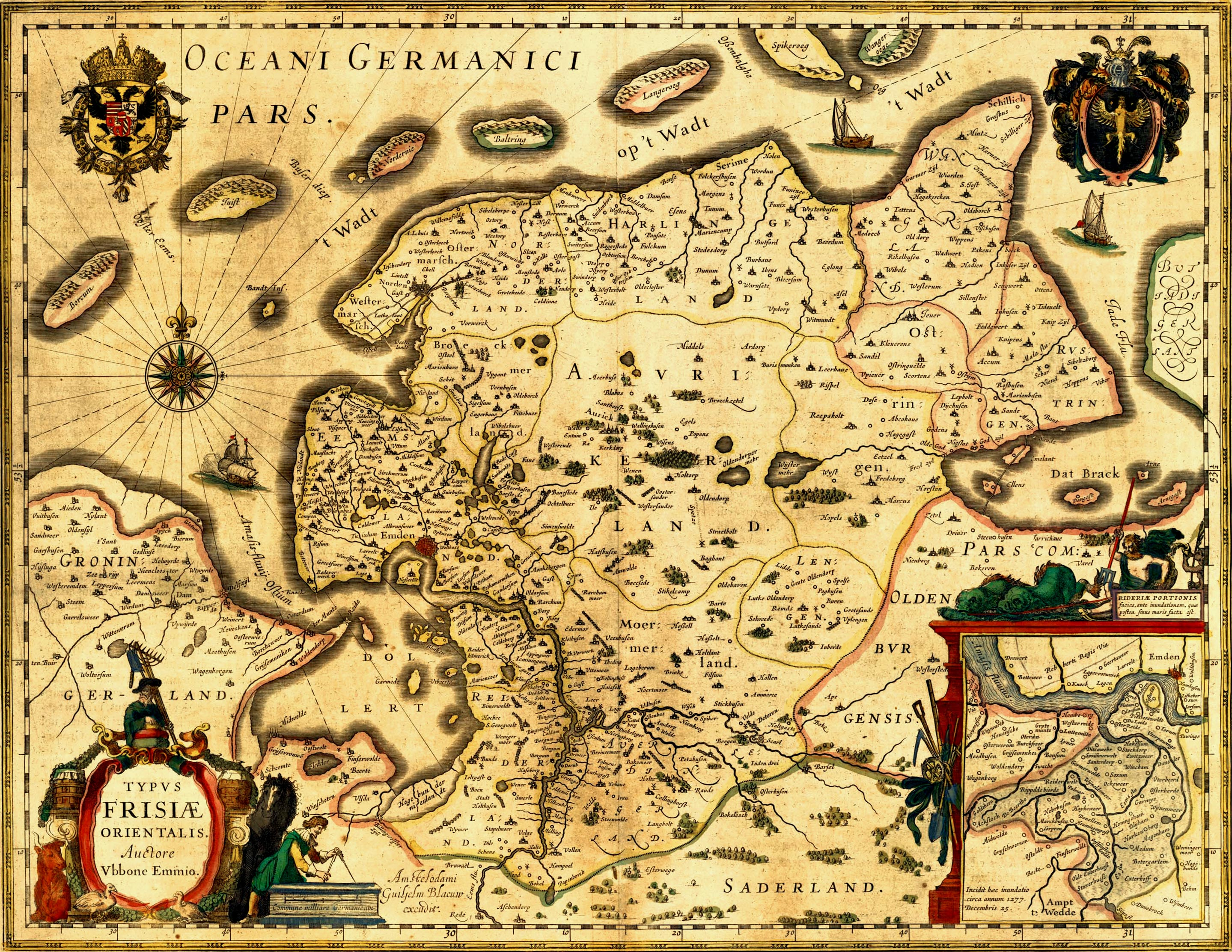
Ostfriesland um 1600

Im Jahr 1531 verwüstete ein Heerhaufen des Häuptlings Balthasar von Esens die unbefestigte Stadt, unter anderem wurden der Vorgängerbau des heutigen Alten Rathauses, mehrere Klöster und die Andreaskirche zerstört. Sie stand nördlich der Ludgerikirche auf dem Marktplatz. Versuche, die Andreaskirche wieder aufzubauen, schlugen fehl, und das Gebäude stürzte im 17. und 18. Jahrhundert allmählich ein. Die letzten Reste der Andreaskirche verschwanden 1756. Es ist unbekannt, ob es in Norden jemals eine Stadtrechtsverleihung gab. Nach dem Wiederaufbau Nordens gab Graf Enno II. dem Ort mit den Instituta Nordana eine Stadtordnung (1535). Als „Stadt“ hatte jedoch bereits Graf Edzard I. Norden bezeichnet (1491 und 1498).
Im 16. Jahrhundert ließen sich erstmals Juden in der Stadt nieder. Der jüdische Friedhof ist der älteste in Ostfriesland.
Die Reformation erbrachte in Norden einen teilweise erbittert geführten Streit zwischen calvinistischen Protestanten und Lutheranern. Das Grafenhaus förderte die Reformation. Die Söhne Edzards des Großen, Enno II. und Johann I., regierten 1528–1540 großenteils gemeinschaftlich, wobei Enno der lutherischen Lehre anhing, Johann jedoch katholisch blieb. Die kurze Zeit später erlassene Regelung Cuius regio, eius religio wurde in Ostfriesland nie in dem Sinne umgesetzt, dass die Bürger zur Annahme des Bekenntnisses des Landesherrn verpflichtet waren. In dieser Gemengelage stritten in Norden lutherisch Gesinnte und Calvinisten (Reformierte) erbittert über die Kirchenordnung. Letztlich setzten sich die lutherischen Geistlichen durch. Die Gründung einer reformierten Gemeinde Lütetsburg/Norden erbrachte zunächst eine Befriedung der geistlichen Verhältnisse. Die Familie zu Inn- und Knyphausen auf der Lütetsburg war calvinistisch orientiert und ließ auf der Lütetsburg Gottesdienste zu. Doch 1680 brach der Konflikt erneut aus, als die Reformierten in Bargebur, damals kurz vor den Toren der Stadt, eine reformierte Kirche bauen wollten. Aufgebrachte Norder Bürger rissen den Bau wieder ein, erst unter der Aufsicht militärischer Truppen wurde 1684 die Bargeburer Kirche vollendet.
Ein weiterer Konfliktpunkt war die Steuerpolitik der Grafen. Der Streit eskalierte im Jahre 1602, als Graf Enno III. die Stadt eroberte, nachdem diese ihm die Huldigung verweigert hatte. Enno erkannte der Stadt sämtliche Privilegien ab und erteilte diese erst nach erfolgter Huldigung wieder. In den Jahren 1597/98 und noch einmal 1611 brach in der Stadt die Pest aus. Während des Dreißigjährigen Krieges wurde der unbefestigte Ort von Mansfelder (1622 bis 1624), kaiserlichen (1627 bis 1631) und hessischen Truppen (1637 bis 1650) besetzt.
Im 18. Jahrhundert besaß Norden eine bedeutende Seeflotte an der ostfriesischen Küste. Bei der Weihnachtsflut 1717 wurde das Norder Stadtgebiet wie das gesamte Ostfriesland schwer getroffen. Die Ortschaft Itzendorf musste aufgegeben werden, an sie erinnert die Itzendorfplate, eine Untiefe vor der Norder Küste in Höhe des Ortsteils Westermarsch.

### Unter preußischer und hannoverscher Herrschaft
Im Jahr 1744 fiel Ostfriesland, und damit auch Norden, durch eine Exspektanz an das Königreich Preußen. Der preußische Staat förderte in den folgenden Jahrzehnten den Landesausbau Ostfrieslands – besonders durch Moorkolonisierung, aber auch durch Eindeichungen. Auf dem heutigen Norder Stadtgebiet wurden drei Polder eingedeicht: 1769 der Leysander Polder, 1770 der Hagenpolder und 1781 der Schulenburger Polder. Alle befinden sich südlich des Stadtkerns und wurden aus der Leybucht gewonnen.

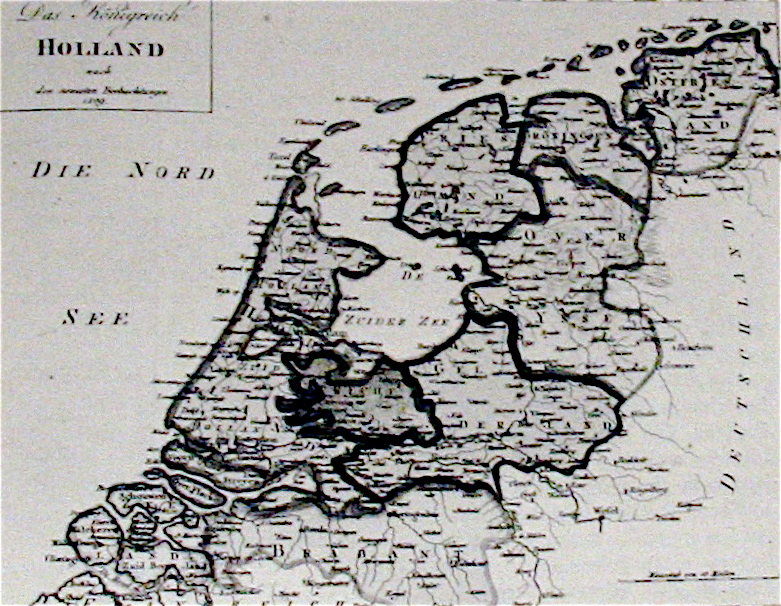
Karte des Königreichs Holland mit Ostfriesland (im Nordosten)

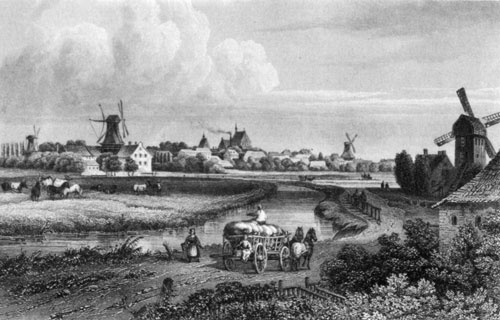
Norden um 1845

1769 gründeten Justus Friedrich Steinbömer und Johann Heinrich Lubinus die Rauchtabakfabrik Steinbömer & Lubinius.
Im Jahr 1794 gründeten sieben Norder Kaufleute und Bürger aus Hage die Fehnsiedlung Norderfehn, die später in Berumerfehn umbenannt wurde. Sie bauten dort Torf ab. Dazu gruben sie den heutigen Berumerfehnkanal, der den Norder Hafen mit der neuen Fehnkolonie verband. Er ist etwa 14 Kilometer lang. Auf rund 1500 Hektar Fläche wurde der Torf gestochen und – erstmals 1797 – mit kleinen Schiffen auf dem Kanal nach Norden transportiert. Die Stadt wurde damit unabhängig von den zuvor nötigen Importen des Brennmaterials, das vor allem aus dem Groningerland und dem Saterland beschafft wurde.
Nach der napoleonischen Besatzungszeit 1806 bis 1813, als Norden zunächst dem Königreich Holland (bis 1810) und schließlich als Teil des Départements Ems-Oriental Frankreich angehörte, fiel die Stadt nach dem Wiener Kongress 1815 an das Königreich Hannover.
In den 1840er Jahren wurden in Ostfriesland mehrere Chausseen angelegt, die die Städte verbanden. Dazu zählte die 1844 fertiggestellte Chaussee von Norden nach Emden, die zudem ab Georgsheil einen Anschluss nach Aurich sicherte. Von 1844 bis 1846 wurde im Süden des heutigen Stadtgebiets der Ernst-August-Polder (benannt nach dem Hannoverschen König) eingedeicht. Die Chaussee nach Hage kam 1856 hinzu, neun Jahre später bis Arle verlängert (Vorläufer der heutigen Landesstraße 6).
Das Revolutionsjahr 1848 hinterließ auch in Norden Spuren. „Das politische Leben erwachte.“ Es kam zur Gründung eines Bürgervereins, dessen politisches Wirken nicht nachhaltig war. Zudem wurde eine Bürgerwehr zur Aufrechterhaltung der öffentlichen Ordnung gegründet. Die erste Zeitung, das Norder Stadtblatt, erschien in jenem Jahr. Weitere Verleger nutzten ebenfalls die neu gewonnene Pressefreiheit, ihnen allen war wirtschaftlich jedoch nur ein kurzes Leben beschieden. Erst 1867 wurde der Ostfriesische Kurier gegründet, der bis zum heutigen Tag das Lokalblatt des Norderlandes bleibt.
Ostfriesland kam 1866 mit dem Ende des hannoverschen Königreichs wieder zu Preußen zurück. Durch Eindeichungen war der Zugang der Stadt zum Meer stark eingeschränkt und wurde nur noch durch das Norder Tief aufrechterhalten. Die Bedeutung Nordens als Handelsort sank dadurch, wurde aber durch die beginnende Industrialisierung kompensiert. In Norden entstanden die Norder Eisenhütte, eine Schokoladen- und eine Zuckerfabrik, Tabak-, Zichorien-, Essig- und Senffabriken. Der Markt hatte weiterhin überregionale Bedeutung im Handel mit Vieh, Holz und Getreide. Zum größten Unternehmen am Ort entwickelte sich schon bald die 1806 von dem aus Groningen stammenden Mennoniten Jan ten Doornkaat Koolman gegründete Schnapsbrennerei Doornkaat.

### Norden im Kaiserreich

Osterstraße in Norden um 1920

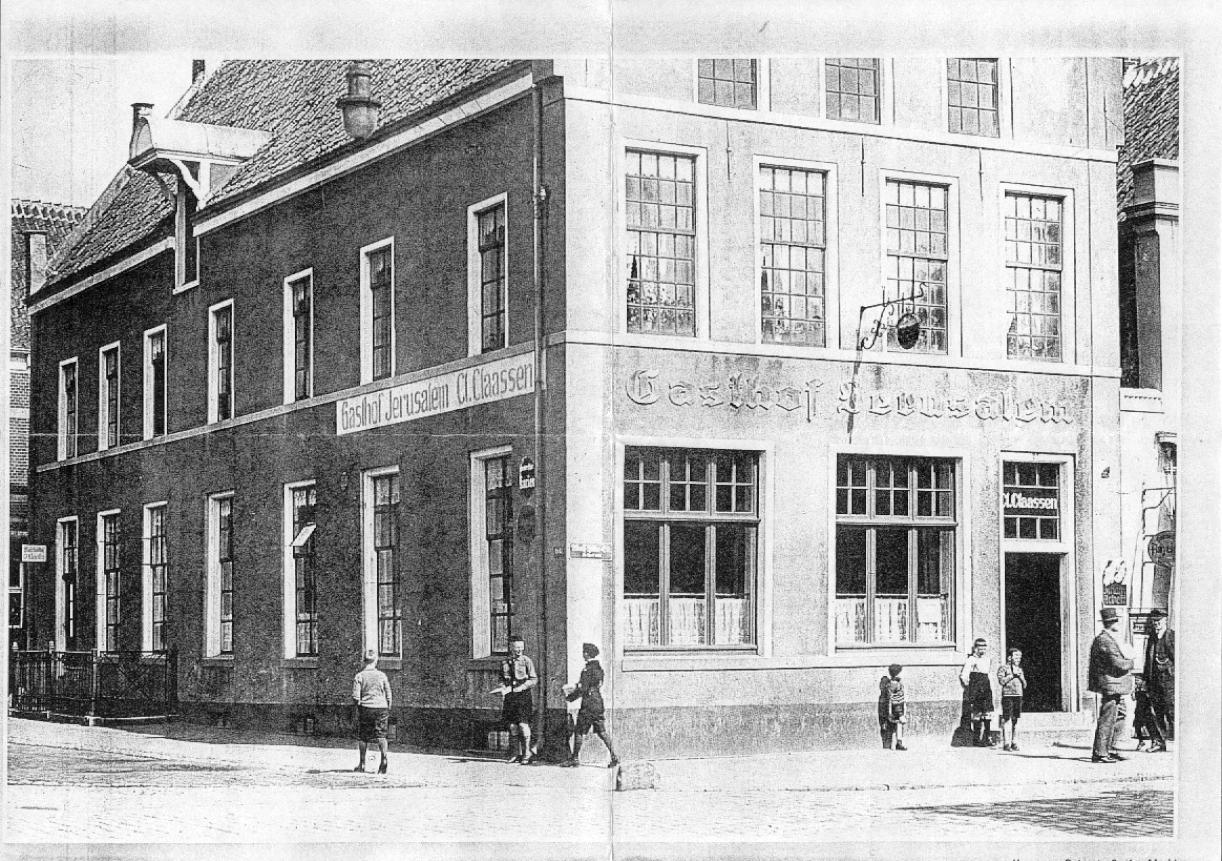
Gasthof „Jerusalem“ in der Osterstraße um 1920

Ein bedeutendes Ereignis war der Anschluss an das nationale Eisenbahnnetz 1883; die Strecke wurde 1892 bis zum Norddeicher Fähranleger, genannt Norddeich Mole, weitergeführt. Dadurch gewann die Stadt für den Durchgangsverkehr von Touristen nach Norderney und anderen Ostfriesischen Inseln an Bedeutung.
Im Zuge der preußischen Gebietsreform des Jahres 1885 lösten in Ostfriesland die (größeren) Landkreise die vorherigen Ämter ab. Norden wurde zum Sitz des gleichnamigen Landkreises, der aus den früheren Ämtern Norden und Berum bestand.
Im Jahr 1889 begann der Bau der ersten Hafenmole in Norddeich, wo 1905 die Küstenfunkstelle Norddeich Radio errichtet wurde. 1914 wurde die Stadt an die Elektrizitätsversorgung angeschlossen. Während des Ersten Weltkrieges wurden in Norden und seinem Umland Kriegsgefangene auf den Bauernhöfen eingesetzt. Vor allem die Küstenfunkstelle hatte in den nächsten vier Jahren große Bedeutung für die Kaiserliche Marine und wurde entsprechend geschützt.
Die Sozialdemokratie fasste in der Kleinstadt in ländlicher Umgebung erst spät Fuß. Zwar gab es bereits 1875 erste Versuche, sich zu organisieren, es dauerte aber bis 1902, bis von der Organisation eines Ortsvereins gesprochen werden konnte. Zu einem Streik kam es 1906, als die Arbeiter der Eisenhütte in den Ausstand traten. Die Eigentümer der Hütte ließen daraufhin in ganzseitigen Zeitungsannoncen die Namen der Streikenden abdrucken.
Nach dem Ende des Ersten Weltkrieges übernahm in Norden ein Arbeiter- und Soldatenrat für kurze Zeit die Macht, löste sich jedoch schnell auf. Wie im übrigen Ostfriesland blieben die Arbeiter- und Soldatenräte eine kurze Episode, was nicht zuletzt an der ländlich-konservativen Haltung in weiten Teilen Ostfrieslands lag. Erstmals tauchten am 7. November 1919 bewaffnete Soldaten mit einer roten Fahne im Stadtgebiet auf; sie kamen vom nahe gelegenen Luftschiffhafen in Hage. Zum Einsatz der Schusswaffen kam es nicht. Der Teehandels-Unternehmer Onno Behrends versammelte in einem „Bürgerausschuss“ Angehörige des bürgerlich-konservativen Lagers, die eine Zusammenarbeit mit dem Arbeiter- und Soldatenrat anstrebten, was auch gelang. Die Arbeiter- und Soldatenräte lösten sich im Sommer 1919 auf.

### Weimarer Republik und Nationalsozialismus
Im Jahr 1919 wurde die Umlandgemeinde Sandbauerschaft, die Norden fast vollständig umschloss, in die Stadt eingemeindet. Die Einwohnerzahl erhöhte sich dadurch um etwa 50 Prozent auf rund 10.200.
Im Jahr 1929 schränkte die Eindeichung des Leypolders, verbunden mit dem Bau des Leybuchtsiels, den Zugang der Stadt zum Meer weitgehend ein. Infolgedessen entwickelte sich der Hafen von Norddeich zunehmend zum wichtigeren des heutigen Stadtgebiets. Das alte Zoll- und Packhaus sowie die ehemalige Hafenmeisterei blieben als Denkmäler erhalten.
Bei den Kommunalwahlen vom 12. März 1933 konnten die Nationalsozialisten, die bereits seit 1923 eine eigene Ortsgruppe hatten, in der Stadt die Mehrheit der Stimmen auf sich vereinigen. Bereits wenige Tage später setzten Verhaftungswellen gegen Kommunisten und Sozialdemokraten ein. Wenige Wochen nach der Machtergreifung der Nationalsozialisten kam es zu Übergriffen auf politische Gegner: 27 Sozialdemokraten und Kommunisten wurden in der Gaststätte Zur Börse von Nazis brutal misshandelt. Am 28. März ließ die SA in der Stadt sämtliche jüdische Geschäfte schließen und rief zu deren Boykott auf. Diese Maßnahme wurde am 5. April wieder beendet. Im Juli 1935, kurz vor der Einführung der Rassegesetze, wurden Juden, die mit „arischen“ Norder Frauen Kontakt hatten, durch die Hauptstraßen des Ortes geführt, um den Hals ein Schild mit der Aufschrift Ich bin ein Rasseschänder.
Im Verlauf des Jahres 1938 setzte eine verstärkte antijüdische Hetze in der Norder Presse ein. Die jüdische Gemeinde Norden bestand seit dem 16. Jahrhundert und verfügte über Synagogen in Norden und auf Norderney. Die Norder Synagoge wurde während der nationalsozialistischen Pogrome in der Nacht vom 9. auf den 10. November 1938 zerstört. Das Schulhaus und das Wohnhaus des Rabbiners stehen noch. Die Synagoge in Norderney blieb von den Aktionen in Zusammenhang mit den Novemberpogromen verschont, da sie zuvor an einen Eisenwarenhändler verkauft worden war, der dort einen Lagerraum einrichten wollte. Die in Norden lebenden Juden wurden zusammengetrieben und gemeinsam mit den anderen ostfriesischen Juden in das KZ Sachsenhausen gebracht, von wo sie Wochen später zurückkehrten. Nach den Novemberpogromen löste sich die jüdische Gemeinde in Norden, die noch 1925 mehr als 230 Mitglieder hatte, auf. Die letzten Juden wurden im April 1940 in Konzentrationslager abtransportiert. Während der Zeit des Nationalsozialismus wurde fast die Hälfte der jüdischen Norder umgebracht.
Im Zweiten Weltkrieg wurde Norden von Bomben getroffen, die zu mehreren Todesopfern führten. Insgesamt überstand die Stadt den Krieg, von den Entbehrungen des Alltags abgesehen, „relativ glimpflich“. Norden nahm wie andere Städte und Gemeinden in Ostfriesland nach dem 6. September 1944 ausgebombte Emder auf, nachdem die Seehafenstadt durch britische Luftangriffe schwer zerstört worden war.
Im Krieg war Norden ohne militärische Bedeutung. Zu erwähnen ist lediglich die Funktion Norddeichs als Fährhafen nach Juist und Norderney. Wie die anderen Ostfriesischen Inseln wurden sie mit Bunkern und Flak-Stellungen im Rahmen des Atlantikwall-Bauprogramms ausgerüstet. Nachdem aufgebrachte Norder Bürger energisch bei Parteiführern und verantwortlichen Angehörigen der Wehrmacht vorgesprochen hatten, wurde die Stadt am 4. Mai 1945 kampflos den Alliierten übergeben.

### Norden seit 1945

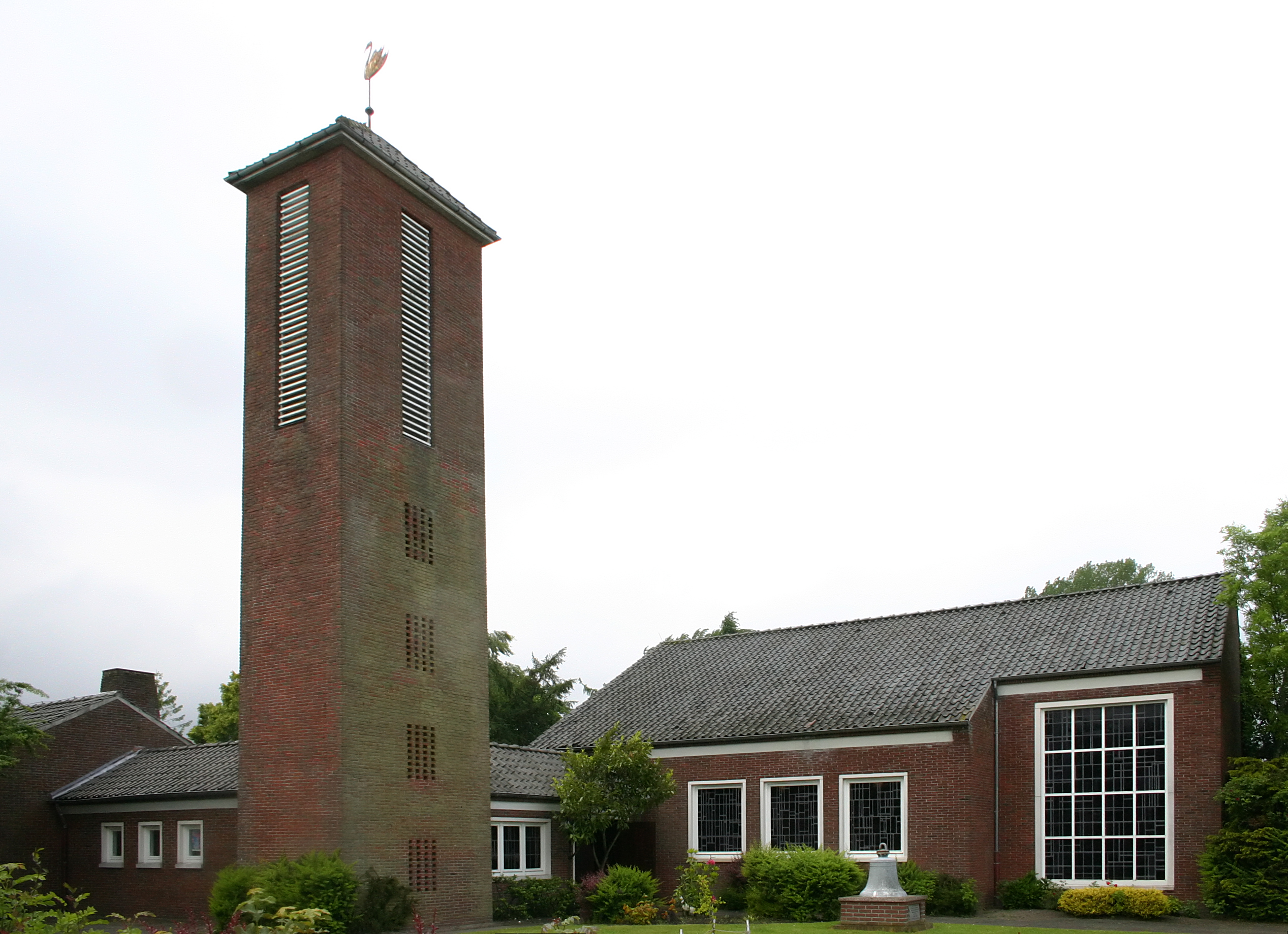
Gnadenkirche Tidofeld, 1961 als Nachfolgerin einer Barackenkirche gebaut; sie beherbergt heute eine Ausstellung zur Geschichte der Vertriebenen

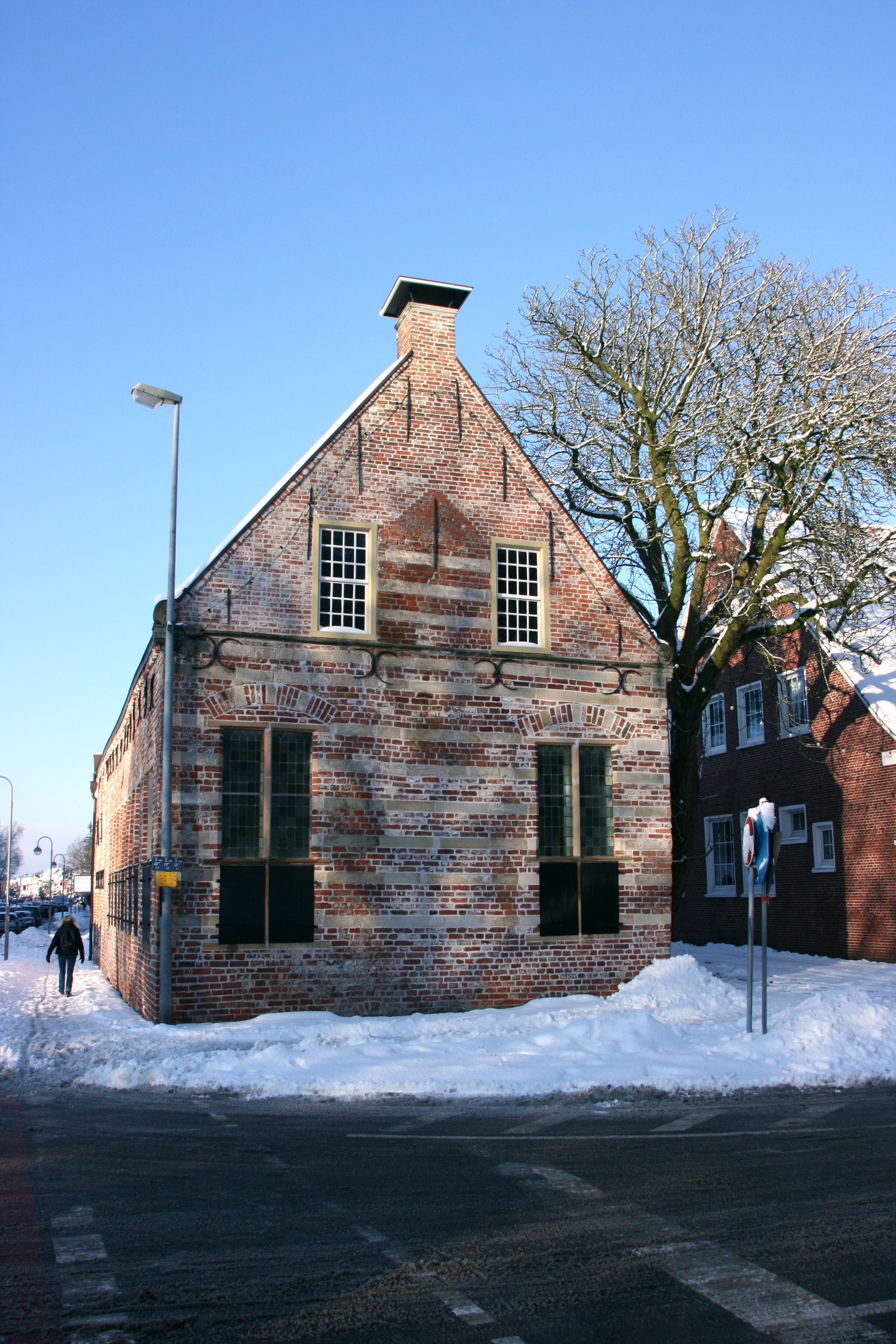
Eines der ältesten Häuser Nordens (um 1600), das Haus Vienna, von der Bürgerstiftung als Bürgerhaus bezeichnet, wurde in den 1990er Jahren saniert

Durch den Flüchtlingsstrom der Nachkriegszeit nahm die Bevölkerung Nordens erheblich zu. In Tidofeld befand sich eines der größten Barackenlager im Nordwesten. Allein dort wohnten bis zu 1200 Menschen. Auch im heutigen Ortsteil Leybuchtpolder wurden Vertriebene angesiedelt. Im gesamten Landkreis Norden wurden Ende 1946 rund 17.000 Heimatvertriebene gezählt. Hinzu kamen 9000 Menschen aus ausgebombten Städten. Diese etwa 26.000 Menschen stellten damals rund ein Drittel der Gesamtbevölkerung im Landkreis. Ein neuer Ortsteil, Norden-Neustadt, entstand in den 1950er Jahren, vornehmlich für die Vertriebenen.
Von 1947 bis 1950 wurde der Leybuchtpolder eingedeicht, auf dem später der heutige Ortsteil entstand. Die bislang letzte Eindeichung an der Leybucht geschah durch die Anlage des 4,75 Kilometer langen Störtebekerdeiches. Die Deicharbeiter wurden mit einem Teil des eingedeichten Landes entlohnt – teils als landwirtschaftliche Existenzgrundlage und teils zum Nebenerwerb. „Ich halte es für eine Selbstverständlichkeit, daß bei der Verteilung des Siedlungslandes in der Leybucht in erster Linie die Arbeiter berücksichtigt werden sollen, aus deren Arbeit dieses Land überhaupt erst entstanden ist“, hatte Mimke Berghaus, der Regierungspräsident in Aurich, dem Leiter des Norder Domänen- und Bauamtes bereits vor Beginn der ersten Baumaßnahme mitgeteilt. Es entstanden darüber hinaus 53 größere Betriebe zu 10 bis 16 Hektar.
Durch den Strukturwandel in der Landwirtschaft, in der mit modernen Maschinen bessere Erträge verzeichnet wurden, durch die Zuwanderung von Vertriebenen und wegen des Mangels an alternativen Beschäftigungsmöglichkeiten jenseits der Landwirtschaft waren die 1950er Jahre ein Jahrzehnt, das von hoher Arbeitslosigkeit geprägt war. Ab diesem Jahrzehnt erfolgte ein großzügiger Ausbau der Infrastruktur in der Stadt, begonnen mit der Kanalisation im Stadtkern. Zudem wurden neue Schulen gebaut. Erste Rufe nach einer Ortsumgehung für die Innenstadt wurden laut, die immer stärker durch den Tourismus-Verkehr belastet wurde.

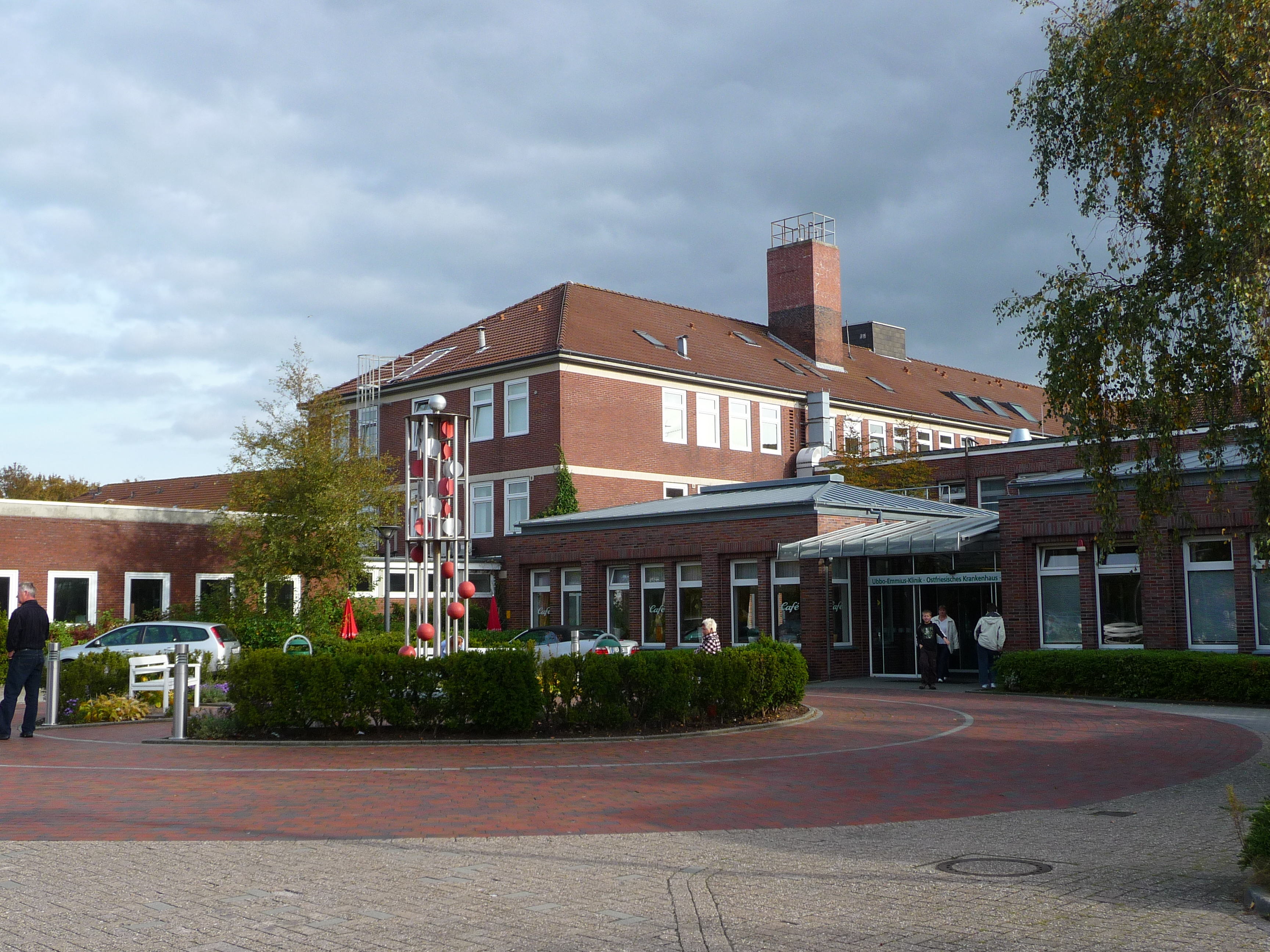
Ubbo-Emmius-Klinik

In den 1960er und 1970er Jahren wurde in Norden die Altstadt umfangreich saniert, der ein Teil der historischen Grundstruktur der Stadt zum Opfer fiel. Die Wohnungsbaugesellschaft Neue Heimat errichtete auf dem nun freien Gelände Mehrfamilienhäuser und drei Wohnhochhäuser. Als weitere Maßnahme wurden mehrere Straßen rund um den Marktplatz verbreitert, außerdem mussten die Alleebepflanzungen der Bahnhof- und der Norddeicher Straße weichen. Für die medizinische Versorgung der Einwohner Nordens und des Umlands ist 1966 ein neues Kreiskrankenhaus eröffnet worden.
Durch die niedersächsische Kommunalreform 1972 gewann die Stadt eine Reihe von umliegenden Gemeinden als neue Ortsteile hinzu und wuchs beträchtlich in die Fläche. Bei der Kreisreform 1977 hingegen verlor die Stadt Norden den Sitz des gleichnamigen Kreises und gehört seither als Mittelzentrum zum Landkreis Aurich mit der Kreisstadt Aurich.
Zwischen 1969 und 1979 wurde im Ortsteil Norddeich in die Infrastruktur investiert. Es entstanden die Seehund-Aufzuchtstation, das Meerwasser-Schwimmbad, neue Promenaden und ein aufgespülter Sandstrand. Dies führte dazu, dass Norddeich seit 1979 die offizielle Bezeichnung „Staatlich anerkanntes Nordseebad“ trägt. Norden-Norddeich ist damit das größte staatlich anerkannte Nordseebad an der ostfriesischen Nordseeküste.
Wirtschaftlich ging es Norden in den 1980er Jahren außerordentlich schlecht. Die Schließung eines Zweigwerks des Büromaschinenherstellers Olympia und der langsame Niedergang der Doornkaat-Brennerei sowie weiterer Betriebe trieben die Arbeitslosigkeit in die Höhe. Der Rekordstand wurde Anfang 1986 vermeldet: 29 Prozent.
In den 1990er Jahren, teils vorher, siedelten sich zunehmend Betriebe in einem großen Gewerbegebiet im Süden der Stadt (Leegemoor) an, was die Arbeitslosigkeit sukzessive senkte, auch wenn sie innerhalb Ostfrieslands noch die höchste ist (s. Abschnitt Wirtschaft). Die Geschichte der Küstenfunkstelle Norddeich Radio endete 1998. Schon in den 1980er Jahren, mehr noch in den 1990er Jahren ist die Stadt dazu übergegangen, den Marktplatz Stück für Stück attraktiver zu gestalten, den Gebäuden historische Details zurückzugeben und historische Merkmale nachträglich besonders hervorzuheben. Die starke Verkehrsbelastung in der Innenstadt wurde ebenfalls abgemildert: Nach Jahrzehnten der Diskussion und des Bemühens um Aufnahme in den Bundesverkehrswegeplan erhielt Norden 2009 seine Ortsumgehung.
Der Landkreis ist Träger der Ubbo-Emmius-Klinik, die 2004 aus der Fusion der beiden Kliniken in Aurich und Norden entstand. Im Oktober 2013 wurde bekannt, dass der Landkreis und Emden über ein gemeinsames Krankenhaus in Georgsheil nachdenken und die Machbarkeit prüfen wollen. Bei einem Bau einer gemeinsamen Klinik dort würden die beiden Standorte der Ubbo-Emmius-Klinik sowie das Hans-Susemihl-Krankenhaus geschlossen. Im Juni 2017 fand ein Bürgerentscheid zur Frage statt, ob eine Zentralklinik in Georgsheil gebaut werden soll. Während die Bürger des Landkreises Aurich dafür stimmten, lehnten die Einwohner der Stadt Emden dies ab. In einem zweiten Bürgerentscheid in Emden zur gleichen Fragestellung im Mai 2019 votierten 54,75 % der Wahlberechtigten für einen Bau.

### Eingemeindungen
Bereits im Jahr 1919 wurde die Gemeinde Sandbauerschaft aufgenommen. Im Jahr 1952 wurde das Gebiet des heutigen Tidofeld aus der Gemeinde Lütetsburg in die Kernstadt von Norden übernommen. Im Jahre 1996 wurde Tidofeld ein eigenständiger Ortsteil, und damit der jüngste der Stadt. Am 1. Juli 1972 wurden die bis dahin selbstständigen Gemeinden Leybuchtpolder, Lintelermarsch (heute Norddeich), Neuwesteel, Ostermarsch, Süderneuland I, Süderneuland II, Westermarsch I und Westermarsch II sowie Bargebur, bis dahin ein Ortsteil der Gemeinde Lütetsburg, eingegliedert.

### Einwohnerentwicklung
Die Stadt Norden hat heute rund 25.000 Einwohner, war um 1900 aber noch eine überschaubare Stadt mit etwa 7000 Einwohnern. Durch die Eingemeindung der Gemeinde Sandbauerschaft, die nahezu ringförmig um die Kernstadt verlief, wuchs Norden 1919 deutlich. Ein wesentlicher Schub in der Einwohnerentwicklung ergab sich nach dem Ende des Zweiten Weltkriegs, als viele Flüchtlinge aus den früheren Ostgebieten des Deutschen Reiches aufgenommen wurden (siehe dazu auch Vertriebenenlager Tidofeld). So waren 1954 von den 17.785 Einwohnern der Stadt 4041 Flüchtlinge, also rund 22,7 Prozent. Wegen akutem Arbeitsplatzmangel verließen allerdings einige Vertriebene die Stadt wieder und siedelten sich anderenorts an. Ein weiterer Schub ergab sich durch die Eingemeindung vieler kleiner Umlandgemeinden im Zuge der Niedersächsischen Kommunalreform 1972.
| Jahr | Einwohner |
| ---- | --------- |
| 1804 | 3.532     |
| 1826 | 5.757     |
| 1861 | 6.199     |
| 1867 | 5.975     |
| 1871 | 6.070     |
| 1885 | 6.879     |
| 1895 | 6.794     |

| Jahr | Einwohner |
| ---- | --------- |
| 1905 | 6.717     |
| 1910 | 6.885     |
| 1925 | 11.025    |
| 1933 | 12.150    |
| 1939 | 12.306    |
| 1950 | 18.012    |
| 1954 | 17.785    |

| Jahr | Einwohner |
| ---- | --------- |
| 1961 | 16.144    |
| 1970 | 16.986    |
| 1977 | 24.334    |
| 1980 | 24.300    |
| 1990 | 23.700    |
| 2008 | 25.222    |
| 2011 | 25.019    |

| Jahr | Einwohner |
| ---- | --------- |
| 2016 | 25.195    |
| 2017 | 25.056    |
| 2019 | 24.873    |
| 2022 | 25.197    |

### Entwicklung des Ortsnamens
Es wird vermutet, dass es sich bei Norden um einen orientierenden Ortsnamen handelt. Er wird als „nach Norden hin liegend“ gedeutet. Da der Ort ursprünglich im Federgau lag und nicht im Gau Nordendi, wird eine Ableitung aus dem Gau-Namen ausgeschlossen. Ob die 884 erwähnten Orte Norditi und Nordhunwig mit Norden identisch sind, bleibt unklar.

## Politik

Nachkriegswahlkampf in Norden: Hier eine Aktion der RSF

Am 8. Juni 1945 ernannte die britische Militärregierung Albert Schöneberg zum ersten Nachkriegsbürgermeister der Stadt Norden. Anfang 1946 konstituierte sich auf Anweisung der Besatzungsbehörden der erste Nachkriegsstadtrat. Hauptaufgabe des ernannten Stadtrates, der aus politisch nicht belasteten Mitgliedern bestand, war die Umsetzung der von der Militärregierung nach britischem Muster entwickelten neuen Deutschen Gemeindeordnung, die damit verbundene Redemokratisierung der kommunalen Strukturen und die Vorbereitung der ersten Kommunalwahlen. Wichtigstes Ziel der neuen Kommunalordnung war die Abschaffung des nationalsozialistischen Führerprinzips und seine Ersetzung durch das „Prinzip gemeinschaftlicher Verantwortung“.
Bereits im März 1946 wurde Schöneberg durch die Militärregierung als Bürgermeister abgesetzt. An seine Stelle trat Johann Fischer als zweiter Nachkriegsbürgermeister.
Der von der Besatzungsmacht neben dem Bürgermeister ernannte Stadtdirektor Georg Schubach musste bereits im Oktober 1947 sein Amt wieder abgeben, da er sich mit falschen Angaben um dieses Amt beworben hatte. Im Juni 1950 verurteilte ihn die Strafkammer Aurich wegen Betruges zu einer Haftstrafe. Schubachs Nachfolge trat Walter Klein an.
Die ersten freien Kommunalwahlen nach 1932 fanden in Ostfriesland am 15. September 1946 statt. Das Norder Wahlergebnis brachte für die SPD neun Mandate, die CDU erhielt sechs, die FDP fünf Sitze und die KPD einen Sitz im Norder Rathaus. Anfang Oktober fand in Anwesenheit des britischen Militärgouverneurs die konstituierende Ratsversammlung statt, bei der Johann Fischer (SPD) einstimmig zum Bürgermeister gewählt wurde. Im Herbst 1948 wurden im neu gegründeten Niedersachsen eine zweite Kommunalwahl durchgeführt. Zwar blieb nach diesen Wahlen die SPD stärkste Fraktion im Norder Rathaus, der von ihr gestellte Bürgermeister Fischer wurde jedoch mit den Stimmen von CDU, FDP und der neu im Rathaus vertretenen freiwirtschaftlich orientierten Radikal-Sozialen Freiheitspartei (RSF) abgewählt. An seine Stelle trat der Freidemokrat Albert Schöneberg. Stellvertretender Bürgermeister wurde der RSF-Ratsherr Anton Nordwall. 1956 wurde Johann Fischer wieder ins Bürgermeisteramt berufen. Dessen Nachfolger wurde 1959 der SPD-Ratsherr Hinrich Donner.
Von 1964 bis 1998, also mehr als drei Jahrzehnte, war Norden eine Hochburg der SPD. Die Sozialdemokraten erhielten bei Kommunalwahlen meistens die absolute Mehrheit der Stimmen, bei der Kommunalwahl 1972 waren es 60 Prozent der Stimmen. Die Sozialdemokraten stellten auch den Bürgermeister. Mehrere Norder SPD-Politiker vertraten den Wahlkreis Aurich/Emden im Bundestag und den Wahlkreis Norden im Niedersächsischen Landtag (siehe Abschnitt Persönlichkeiten).

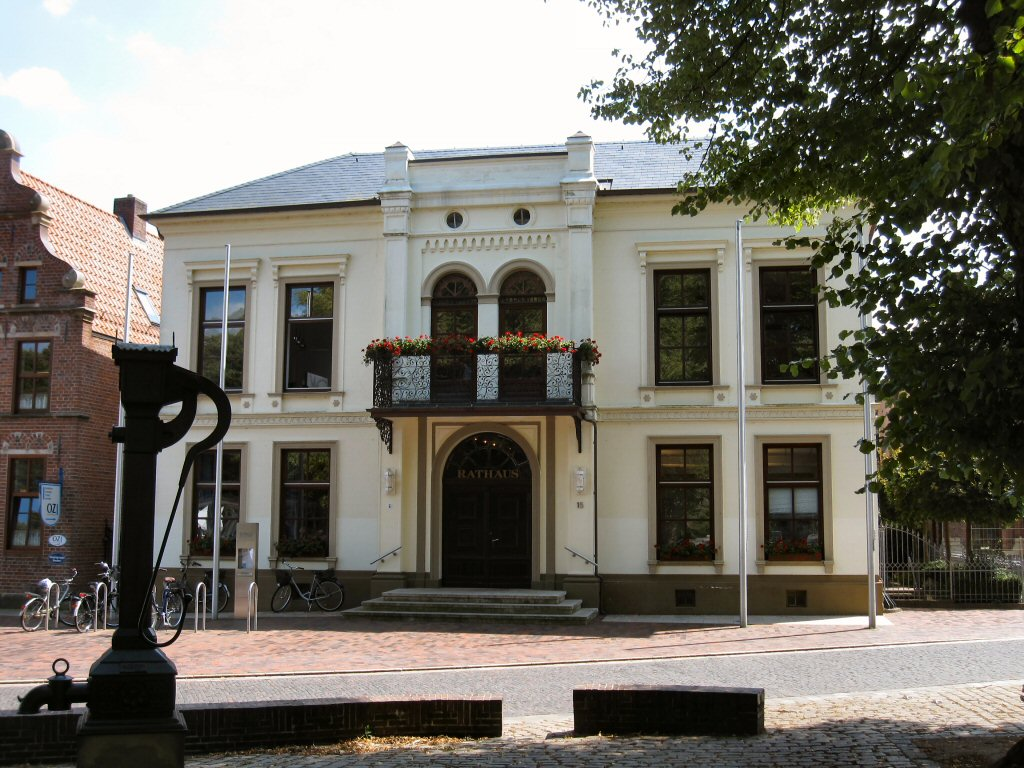
Das Neue Norder Rathaus. Die Stadtverwaltung hat dort seit 1884 ihren Sitz.

Auf kommunaler Ebene ist die SPD zwar nach wie vor stärkste Kraft, hatte jedoch bereits bei der Wahl 1998 ihre absolute Mehrheit eingebüßt und stellte auch nicht mehr den Bürgermeister. Ein Bündnis aus CDU, FDP und der freien Wählergemeinschaft ZoB löste im Stadtrat die SPD als dominierende Kraft ab. Dies wiederholte sich bei den Kommunalwahlen 2001, 2006 und 2011. Hintergrund waren „Turbulenzen“ nach der turnusgemäßen Kommunalwahl 1996. Drei SPD-Kandidaten wurden beschuldigt, durch Manipulationen höhere Ergebnisse erzielt zu haben. Das Verwaltungsgericht Oldenburg wurde bemüht und kam zu dem Urteil, dass die Wahl wiederholt werden müsse. Dies geschah am 8. November 1998; die SPD verlor dabei ihre absolute Mehrheit.
Die Wählergemeinschaft ZoB (Zukunftsorientierte Bürger), 1995 gegründet, ist inzwischen zweitstärkste Fraktion im Norder Rat. Ihre Mitglieder sind nicht allein vorher parteilose Bürger, sondern auch mehrere ehemalige SPD-Politiker, die ihrer Partei aus Unzufriedenheit den Rücken kehrten.
Bei Landtags- und Bundestagswahlen galten die Wahlkreise, in denen die Stadt Norden liegt, ebenfalls lange als Hochburgen der SPD. So erreichte sie bei der Bundestagswahl 2005 im Wahlkreis Aurich/Emden mit 55,9 Prozent der Zweitstimmen noch das beste Ergebnis dieser Partei in Deutschland. Bei der Bundestagswahl 2009 allerdings mussten die Sozialdemokraten deutliche Verluste hinnehmen und rutschten erstmals seit Jahrzehnten unter die 40-Prozent-Marke.
Bei der Wahl zum niedersächsischen Landtag 2008 erreichte die SPD mit 41,8 Prozent der Zweitstimmen zwar das beste Ergebnis unter allen niedersächsischen Wahlkreisen, blieb aber ebenfalls klar hinter den Ergebnissen vergangener Landtagswahlen zurück, die oft bei mehr als 50 Prozent der abgegebenen gültigen Stimmen lagen. Bei der Landtagswahl in Niedersachsen 2013 konnte sich die SPD auf 46,4 Prozent verbessern.

### Rat
Der Rat der Stadt Norden besteht aus 34 gewählten Ratsfrauen und Ratsherren sowie dem direkt gewählten Bürgermeister. Die 34 Ratsmitglieder werden durch eine Kommunalwahl für jeweils fünf Jahre gewählt. Die aktuelle Amtszeit begann am 1. November 2016 und endet am 31. Oktober 2021.
Seit der letzten Kommunalwahl vom 12. September 2021 gehören dem Rat fünf Parteien und eine Wählergemeinschaft an:
| Partei                           | Stimmanteil | Sitze |
| -------------------------------- | ----------- | ----- |
| SPD                              | 42,84 %     | 14    |
| CDU                              | 21,29 %     | 7     |
| Zukunftsorientierte Bürger (ZoB) | 17,89 %     | 6     |
| FDP                              | 4,64 %      | 2     |
| GRÜNE                            | 10,68 %     | 4     |
| die Partei                       | 2,65 %      | 1     |

Die Wahlbeteiligung bei der Kommunalwahl 2021 lag mit 57,45 % über dem niedersächsischen Durchschnitt von 55,5 %. Zum Vergleich – bei der vorherigen Kommunalwahl vom 11. September 2016 lag die Wahlbeteiligung bei 58,22 %.

### Bürgermeister
Gewählter hauptamtlicher Bürgermeister der Stadt Norden ist seit dem 26. September 2021 Florian Eiben (SPD). Nach dem ersten Wahlgang erhielt er 40,66 % der Stimmen, sein Gegenkandidat, der Amtsvorgänger Heiko Schmelzle kam auf 20,18 Prozent der Wählerstimmen. Den zweiten Wahlgang konnte Eiben, der 75 Prozent der abgegebenen Stimmen auf sich vereinen konnte, deutlich gewinnen.
Schmelzle löste 2016 Barbara Schlag ab, die seit der Kommunalwahl 1998 ehrenamtliche und seit 2001 hauptamtliche Bürgermeisterin war und als erste Frau in der Norder Stadtgeschichte dieses Amt wahrnahm.
Bei den Bürgermeisterwahlen zum hauptamtlichen Bürgermeister am 16. Juni 2014 wurde Barbara Schlag (Zukunftsorientierte Bürger) wiedergewählt. Bei der Stichwahl erhielt Schlag 50,53 % der Stimmen, ihr Gegenkandidat Olaf Wiltfang (SPD) 49,46 %. Die Wahlbeteiligung lag bei 45,68 %. Barbara Schlag trat ihre weitere Amtszeit zum 1. November 2014 an. Diese endete am 31. Oktober 2016. Bei der Bürgermeisterwahl am 11. September 2016 erlangte keiner der Kandidaten eine absolute Mehrheit; Barbara Schlag trat nicht erneut an. Am 25. September 2016 fand die Stichwahl zwischen dem CDU-Kandidaten Heiko Schmelzle (im ersten Wahlgang 43,6 %) und der SPD-Kandidatin Julia Feldmann (im ersten Wahlgang 35,8 %) statt, die Heiko Schmelzle mit 60,17 % für sich entschied (Julia Feldmann 39,82 %).
Bisherige Amtsinhaber
Die Bürgermeister seit 1945 waren/sind:
- 1945–1946: Albert Schöneberg
- 1946–1948: Johann Fischer (SPD)
- 1948–1956: Albert Schöneberg
- 1956–1959: Johann Fischer (SPD)
- 1959–1961: Hinrich Donner
- 1961–1964: Georg Rowehl-Rulffes (FDP)
- 1964–1971: Georg Peters (SPD)
- 1971–1988: Gerhard Campen (SPD)
- 1988–1998: Fritz Fuchs (SPD)
- 1998–2016: Barbara Schlag (ZoB)
- 2016–2021: Heiko Schmelzle (CDU)
- seit 2021: Florian Eiben (SPD)[61]

### Vertreter in Land- und Bundestag
Die Stadt gehört zum Landtagswahlkreis Emden/Norden, der aus der Stadt Emden, der Stadt Norden und den Gemeinden Krummhörn und Hinte sowie der Samtgemeinde Hage besteht. Bei der letzten Landtagswahl in Niedersachsen 2022 gewann Matthias Arends von der SPD mit 43,9 % der Stimmen erneut das Direktmandat.
Bei Bundestagswahlen gehört Norden zum Wahlkreis 24 Aurich – Emden. Dieser umfasst die Stadt Emden und den Landkreis Aurich. Bei der Bundestagswahl 2025 wurde der Sozialdemokrat Johann Saathoff direkt wiedergewählt. Über Listenplätze der Parteien zog kein Kandidat der Parteien aus dem Wahlkreis in den Bundestag ein.

### Städtepartnerschaften
Die Städtepartnerschaft zu Bradford-on-Avon im Vereinigten Königreich besteht seit 1969. Sie geht zurück auf einen Besuch der Ruderer und Kanusportler des Bradford-on-Avon Rowing Clubs im Jahre 1967. Beim Gegenbesuch der Norder Sportler im darauffolgenden Jahr machte der damalige Bürgermeister Bradfords den Vorschlag einer Partnerschaft, die 1969 besiegelt wurde. Um die Städtepartnerschaft und den Austausch auf eine feste Basis zu stellen, hat sich in Norden ein Verein gegründet (Städtepartnerschaft Bradford on Avon – Norden e. V.), der neben den Verantwortlichen aus Politik und Stadtverwaltung die Beziehungen pflegt.
Seit 1990 besteht eine Städtepartnerschaft mit Pasewalk in Mecklenburg-Vorpommern. Norden ist die erste Stadt, mit der Pasewalk eine partnerschaftliche Verbindung unterhält. Auch für diese Partnerschaft hatten sich in Norden und Pasewalk Partnerschaftsvereine gegründet. Diese haben sich zwar inzwischen aufgelöst (2004 und 2005), Kontakte bestehen jedoch auf privater Ebene fort.

### Stadtwappen
| Wappen der Stadt Norden | Blasonierung: „Auf einem blauen Schild drei goldene sechsstrahlige Sporenräder im Verhältnis 2 (oben) : 1 (unten), Oberwappen mit Laubkrone auf dem Schild und als Schildhalter die bemäntelte Figur des heiligen Andreas.“ |
| Wappen der Stadt Norden | Wappenbegründung: Die Farben der Stadt Norden sind gelb-blau. Die Flagge der Stadt Norden ist in diesen Farben gehalten und zu gleichen Teilen quergestreift. Sie wird wahlweise mit oder ohne Wappen verwendet, offiziell jedoch mit. Das Norder Wappen geht im Wesentlichen auf das älteste Stadtsiegel aus dem Jahre 1498 zurück. In späteren Jahrhunderten wurde es nur minimal geändert. Die Sporenräder stammen aus dem Wappen der bis in das 15. Jahrhundert in Norden vorherrschenden Häuptlingsfamilie Idzinga. Das Oberwappen zeigt eine Laubkrone auf dem Schild und als Schildhalter die bemantelte Figur des heiligen Andreas, des früheren Schutzpatrons der Stadt, vor einem Schrägkreuz stehend. Dem heiligen Andreas war die erste Stadtkirche am Marktplatz geweiht. |

## Religion

### Konfessionsstatistik
Derzeit (Stand 31. Dezember 2024) sind von den 26.193 Einwohnern 45,0 % (11.777) evangelisch, 8,1 % (2.123) römisch-katholisch und 46,9 % (12.293) sind konfessionslos oder gehören einer anderen Glaubensgemeinschaft an. Mit Stand 31. Dezember 2020 waren von den 25.614 Einwohnern 51,8 % (13.293) evangelisch, 8,9 % (2.270) katholisch und 39,3 % (10.081) waren konfessionslos oder gehörten einer anderen Glaubensgemeinschaft an.
Eine jüdische Gemeinde gibt es seit der Zeit des Nationalsozialismus nicht mehr.

### Christentum

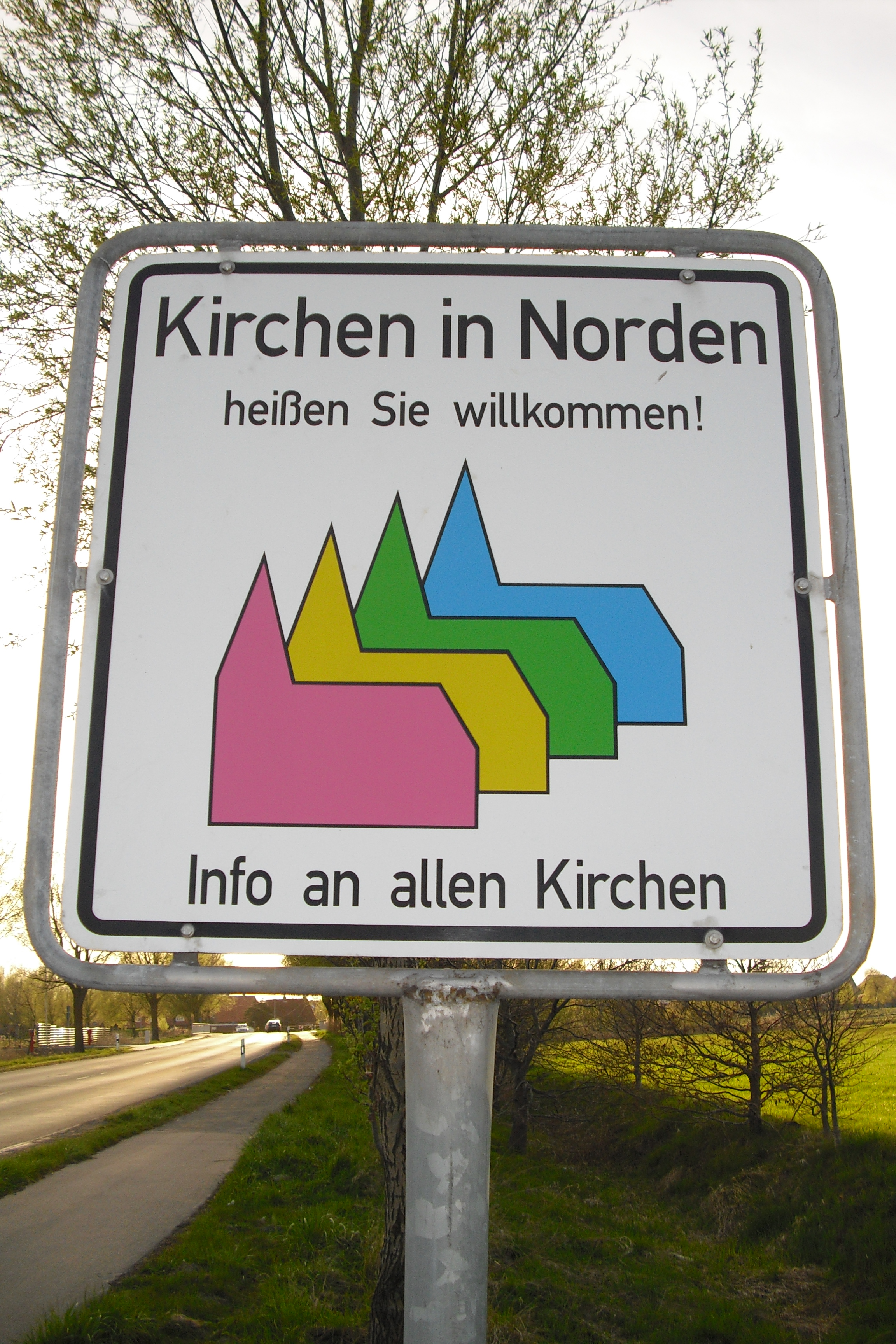
Ökumenisches Hinweisschild an den Norder Ortseingängen

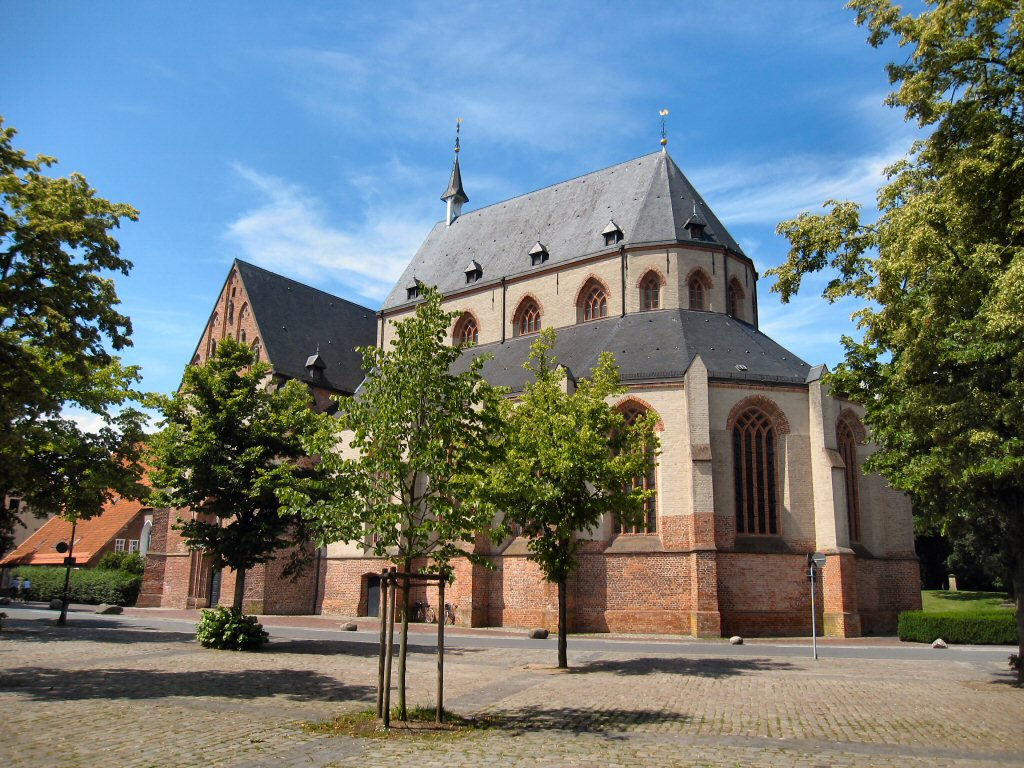
Die Ludgeri-Kirche Norden

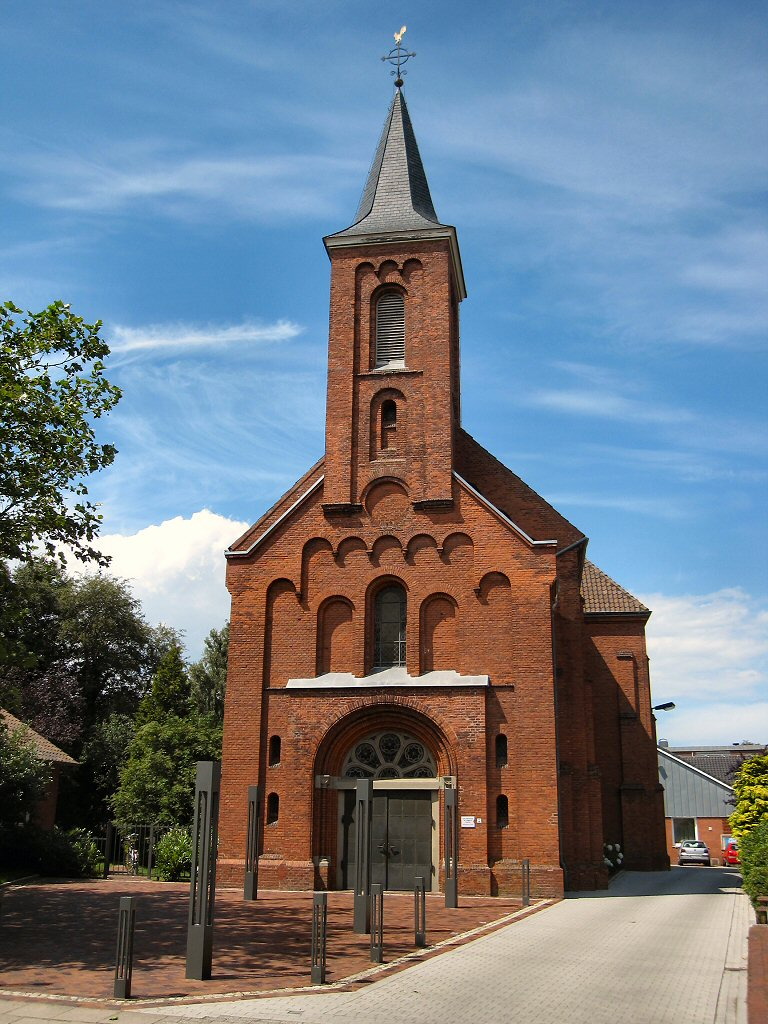
St.-Ludgerus-Kirche

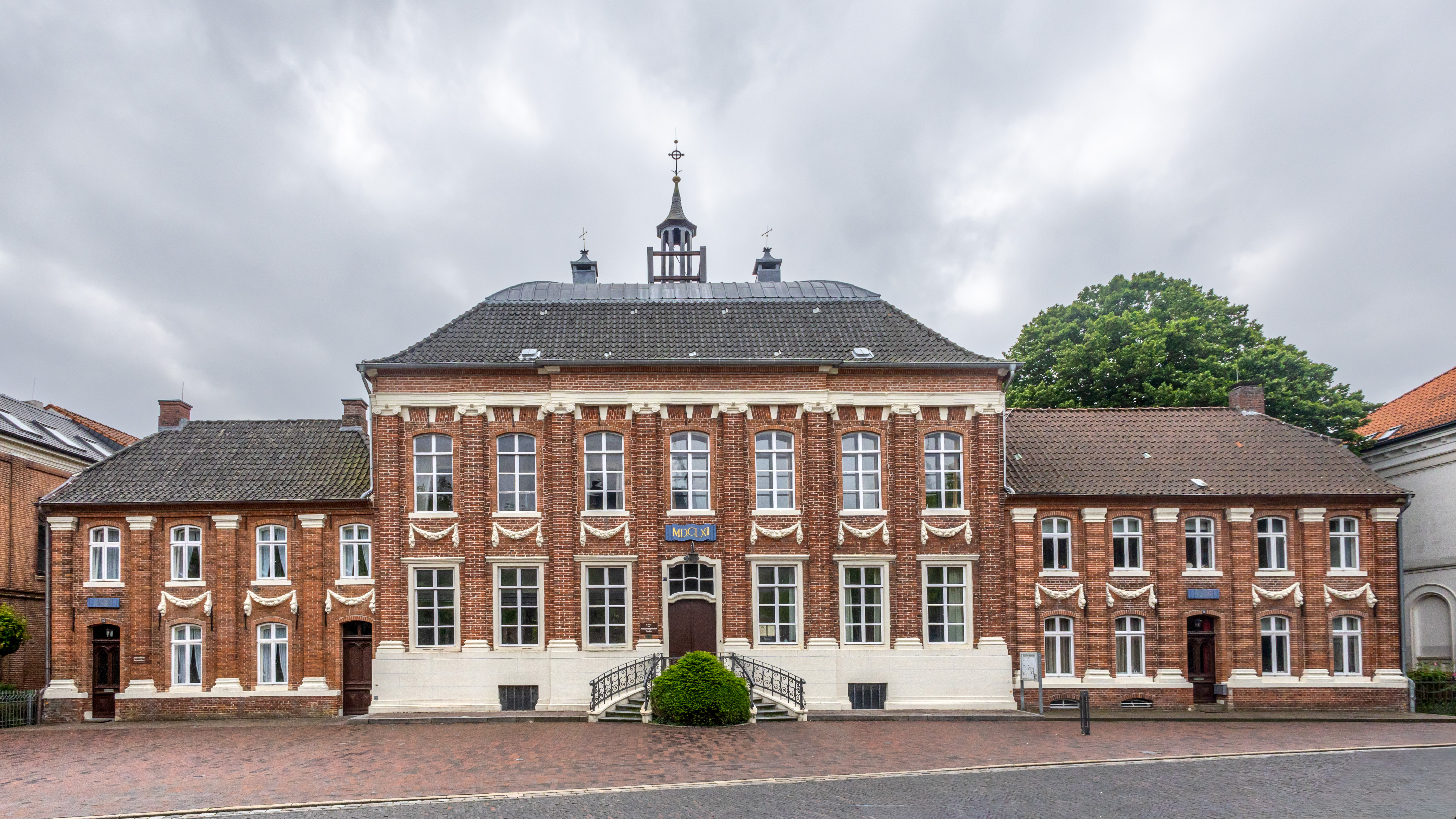
Mennonitenkirche

Auf dem Stadtgebiet befinden sich fünf Kirchengemeinden.
In Norden gibt es evangelisch-lutherische, evangelisch-reformierte und evangelisch-freikirchliche Gemeinden sowie eine römisch-katholische Kirchengemeinde. Zwischen diesen Kirchengemeinden existiert auf verschiedenen Ebenen eine intensive Zusammenarbeit, die bereits an den Norder Ortseingängen sichtbar wird. Hier laden Lutheraner, Katholiken, Reformierte und Freikirchler durch ein gemeinsames Hinweisschild zu ihren Gottesdiensten ein. Außer den durch die Arbeitsgemeinschaft Christlicher Kirchen und die Evangelische Allianz verbundenen Kirchen wirken in Norden weitere Glaubensgemeinschaften christlicher Prägung.
Einzelne Herrnhuter Christen gab es in Norden mindestens seit 1738. 1757 konstituierte sich mit der Anstellung eines eigenen Predigers die Herrnhuter Stadtgemeine Norden, die bis 1898 bestand und an der Westseite des Norder Marktplatzes ein eigenes um 1875 erbautes Gotteshaus besaß. Dieses Haus diente anschließend der Evangelisch-reformierten Gemeinde und gastweise der Landeskirchlichen Gemeinschaft bis 1969 als Gottesdienststätte. 1970 wurde die Herrnhuter Kirche abgerissen und durch ein neues reformiertes Gemeindezentrum ersetzt.
Die Ludgerigemeinde war mit 8117 Gemeindemitgliedern die größte der 14 Kirchengemeinden im lutherischen Kirchenkreis Norden. Derzeit (2020) sind in Kirchenkreis zahlenmäßig am größten die Gemeinden Hage (7.197) und Norden-Ludgeri (6.543). Die Ludgeri-Kirchengemeinde verfügt auf dem Gebiet der Kernstadt über ein Gemeindehaus, welches sich an der Norddeicher Straße befindet. Ein weiteres Gemeindehaus, am Kampweg gelegen, wurde inzwischen profaniert und ist jetzt Sitz eines Bestattungsunternehmens. Neben der Hauptgemeinde gibt es die Andreaskirchengemeinde im ehemaligen West-Bezirk. Weitere Gemeinden befinden sich in Norddeich (Arche), Süderneuland (Friedenskirche) und Leybuchtpolder. Die Kirche in Tidofeld wurde säkularisiert und beherbergt heute eine Dokumentationsstätte zum Thema Vertreibung, Flucht und Wiederaufbau in der Nachkriegszeit.
Neben den Lutheranern wirken in Norden zwei reformierte Gemeinden. Die Kirchengemeinde Lütetsburg-Norden besitzt in Bargebur ein historisches Gotteshaus und am Norder Marktplatz ein modernes Gemeindezentrum. Die zweite reformierte Kirchengemeinde befindet sich in Leybuchtpolder. Zwischen ihr und der ebenfalls ortsansässigen lutherischen Kirchengemeinde gibt es eine enge Zusammenarbeit. Ziel ist es, die ökumenische Zusammenarbeit der Gemeinden weiter auszubauen.
Eine römisch-katholische Kirchengemeinde gab es nach der Reformation für einen längeren Zeitraum nicht mehr. Katholische Gottesdienste fanden unregelmäßig zunächst im Untergrund statt und später regelmäßig auf Betreiben der streng katholischen Ehefrau des Dodo zu Innhausen und Knyphausen in der Kapelle des Lütetsburger Schlosses. Für 1720 sind katholische Gottesdienste in einer Mietkammer an der Großneustraße 1 in Norden bezeugt. Am 4. Januar 1779 erlaubte der Preußenkönig Friedrich der Große per Dekret den Katholiken in Norden und Umgebung die freie Religionsausübung. Daraufhin wurde in einem Gebäudekomplex an der Sielstraße 55/56 eine dem Erzengel Michael geweihte Kapelle nebst Pfarrhaus und Schule eingerichtet. In der zweiten Hälfte des 19. Jahrhunderts war die Zahl der Katholiken in der Stadt wieder so weit angewachsen, dass 1864 an der Osterstraße 20 zunächst ein Pfarrhaus mit Kapelle und 1885 auf dem hinteren Grundstücksbereich ein reguläres Gotteshaus, die St.-Ludgerus-Kirche, errichtet wurde. Einen starken Wachstumsschub erlebte die Ludgerus-Gemeinde nach dem Zweiten Weltkrieg durch den Zuzug von Vertriebenen aus Schlesien. Heute zählt sie etwa 3800 Gemeindemitglieder. Wegen des hohen Anteils an Vietnamesen in der Gemeinde (viele Boatpeople ließen sich in Norden nieder) wird die Messe zweisprachig abgehalten.
Die Landeskirchliche Gemeinschaft, die dem Ostfriesischen Gemeinschaftsverband angehört, hält ihre sonntäglichen Stunden im Gemeindezentrum der Evangelisch-reformierten Kirche am Markt ab. Zu ihren Bibelstunden trifft sie sich im Gemeindehaus der Lutherischen Kirchengemeinde an der Norddeicher Straße.
Norden weist eine ungewöhnlich hohe Zahl an Freikirchen auf. Die fünf zuerst erwähnten Kirchen sind über ihre überregionalen Zusammenschlüsse in der Vereinigung Evangelischer Freikirchen (VEF) verbunden.
Die Mennonitengemeinde Norden wurde 1556 gegründet. Sie ist damit die älteste Freikirche und die zweitälteste Kirchengemeinde der Stadt. Mit den Mennonitengemeinden in Emden (seit 1530) und Leer (seit 1540) gehört sie zu den ältesten Gemeinden dieser Konfession weltweit. Zu ihren Gründervätern gehörten Glaubensflüchtlinge aus den sogenannten Spanischen Niederlanden. Ihre Nachfahren – dazu gehören zum Beispiel die Familien ten Doornkaat, ten Cate, Cremer und Remmers – trugen wesentlich zur wirtschaftlichen Entwicklung Nordens bei. Die Norder Mennonitengemeinde hat gegenwärtig 55 Mitglieder. In ihren Räumen trifft sich auch die konfessionsverwandte Mennonitische Brüdergemeinde Norden, die Ende des 20. Jahrhunderts von Spätaussiedlern aus der ehemaligen Sowjetunion gegründet worden ist. Bei ihren Gottesdiensten wird noch die russische Sprache verwendet.
Die Evangelisch-Freikirchliche Gemeinde der Baptisten an der Osterstraße konstituierte sich 1900 als selbstständige Gemeinde. Zuvor waren die Norder Baptisten ein Zweig der Jennelter Gemeinde. Zu den baptistischen Einrichtungen in Norden gehört neben der Christuskirche an der Osterstraße die Familienferienstätte Tohus, ein Zweig des Evangelisch-Freikirchlichen Diakoniewerkes Bremen.
Die Anfänge der Friedensgemeinde Norden – Kirche für alle im Bund Freikirchlicher Pfingstgemeinden (BFP) liegen in den 1950er Jahren. Erste Gottesdienste fanden in zwei kleinen angemieteten Räumen an der Posthalterlohne statt. Seit 1977 hatte die Gemeinde ihr Zentrum, die Friedenskirche, auf dem Gelände des Sozialwerks Nazareth in Norddeich, das unter Obhutschaft des Bundes Freikirchlicher Pfingstgemeinden steht. Im Oktober 2011 kaufte die Friedensgemeinde einen ehemaligen Sonderpostenmarkt und baute ihn zum Gemeindezentrum um. Seit April 2012 findet in den neuen Räumlichkeiten das gesamte Gemeindeleben statt.

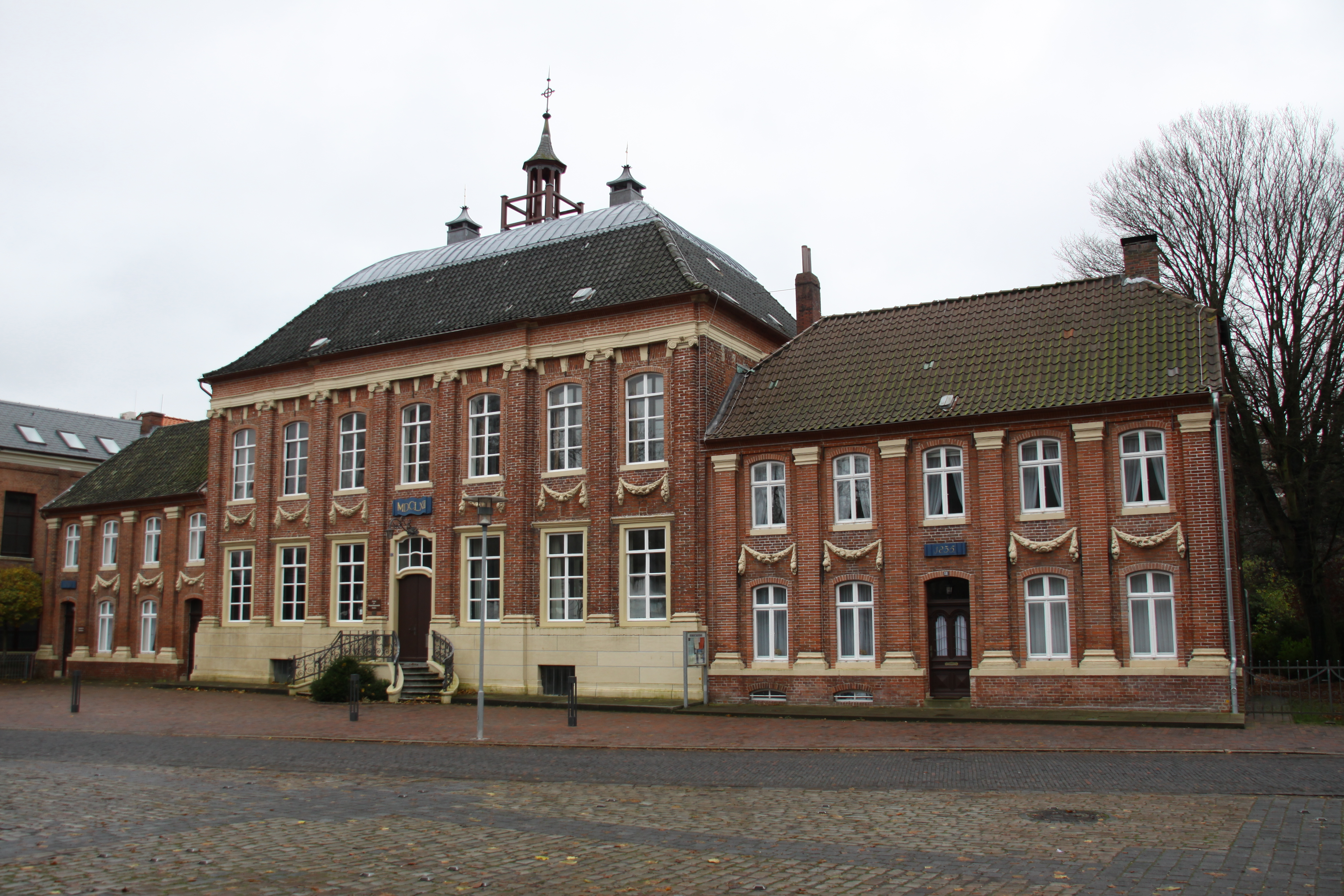
Mennonitenkirche Norden
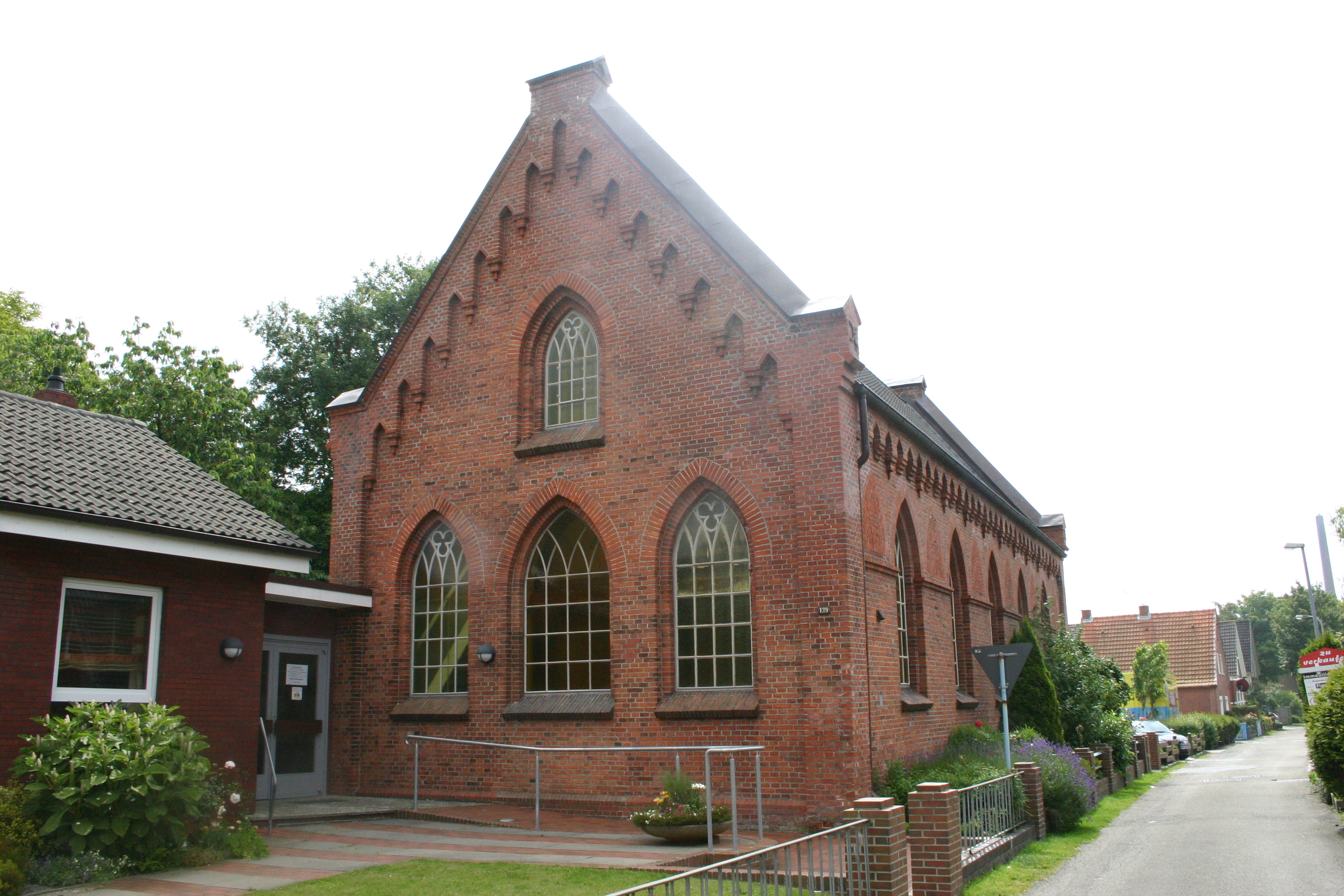
Christuskirche der Baptistengemeinde
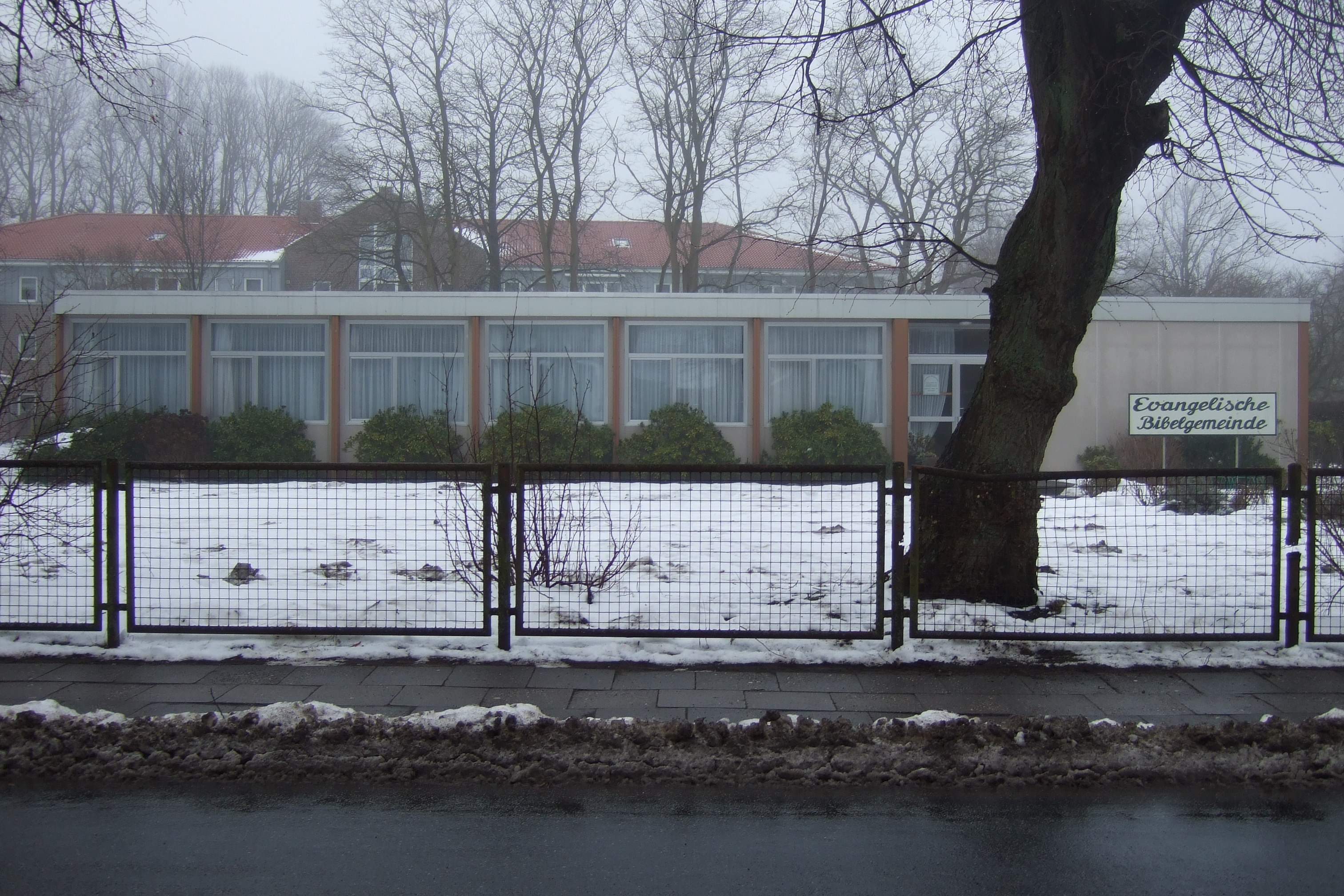
Gemeindezentrum der Evangelischen Bibelgemeinde

Die Freie evangelische Gemeinde Im Spiet entstand Anfang der 1950er Jahre. Ihr erstes Domizil war ein Einfamilienhaus an der Friesenstraße. Anfang der 1980er Jahre kaufte die Gemeinde den ehemaligen Lebensmittelmarkt Panzlaff Im Spiet / Ecke Feldpfad und baute ihn zu einem Gemeindezentrum um. Mit der Freien Christengemeinde (Friedensgemeinde) in Norddeich (jetzt Tidofeld) und den Baptisten an der Osterstraße bilden sie eine enge Arbeitsgemeinschaft. Die Zusammenarbeit geschieht in verschiedenen Bereichen. Neben dem überkonfessionellen Gemeindeunterricht und einem Alpha-Kurs für Suchende werden vor allem gemeinsame evangelistische Veranstaltungen durchgeführt.
Die Norder Adventgemeinde wurde 2018 aufgelöst. Ihre Anfänge gehen auf den Beginn des 20. Jahrhunderts zurück. Ihr letztes Gemeindezentrum befand sich in einem ehemaligen Gaststättengebäude an der Brauhausstraße.
Eine weitere Freikirche ist die Bibelgemeinde an der Schulstraße.
Die Neuapostolische Kirche hatte ihr Gemeindezentrum an der Knyphausenstraße. Sie wurde im Mai 2015 geschlossen. Die Mitglieder der ehemaligen Gemeinde wurden mit der neuapostolischen Kirchengemeinde Marienhafe vereinigt.
Die Zeugen Jehovas unterhalten im benachbarten Lütetsburg einen Königreichssaal.

### Judentum

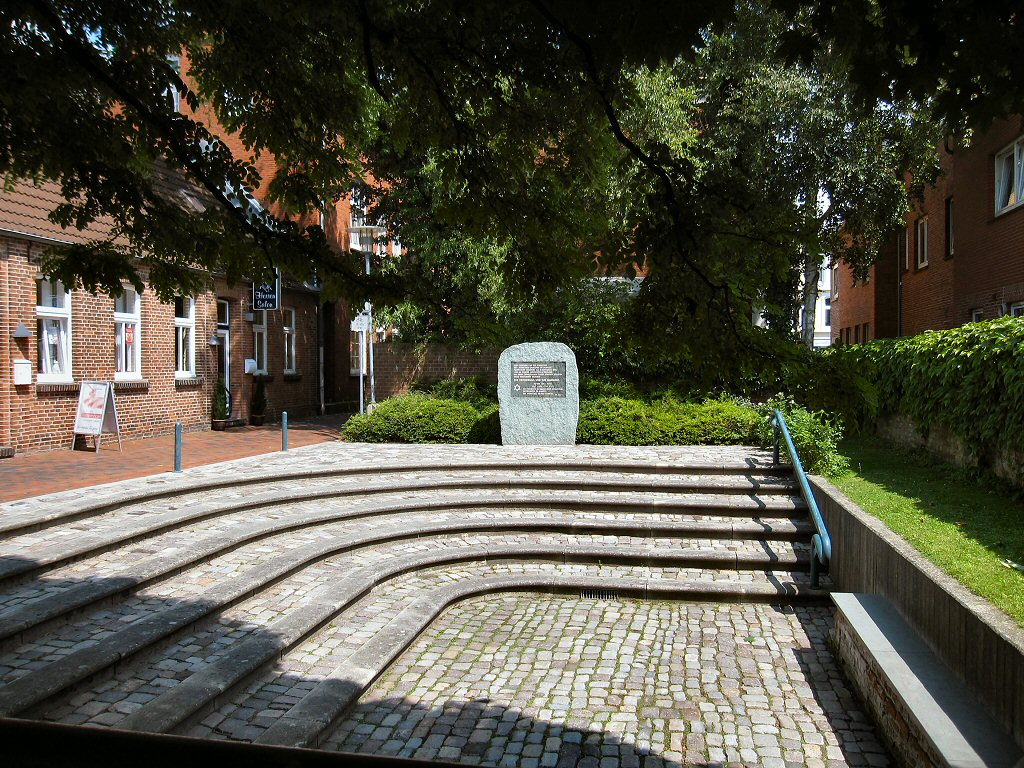
Gedenkstätte Platz der Synagoge

Die jüdische Gemeinde bestand rund 450 Jahre von ihren Anfängen im 16. Jahrhundert bis zu ihrem Ende am 7. April 1942. Zur Gemeinde gehörten auch die Juden auf Norderney, die ab 1878 eine eigene Synagoge besaßen, ihre Verstorbenen jedoch weiterhin auf dem jüdischen Friedhof in Norden beerdigten. Die Norder Gemeinde war die zweitälteste in Ostfriesland nach der in Emden.
Nach 1933 ausgegrenzt und verfolgt, emigrierten viele Juden. Die 1804 erbaute Synagoge der jüdischen Gemeinde wurde am 9. November 1938 zerstört. Schätzungsweise die Hälfte der Norder Juden ist im Holocaust umgekommen, der Rest ist über die ganze Welt verstreut.
An die jüdische Gemeinde erinnern die Gedenkstätte für die niedergebrannte Synagoge am Synagogenweg und ein Mahnmal auf dem jüdischen Friedhof. Die Gedenkstätte auf dem Grundstück der ehemaligen Synagoge entstand 1987 auf Initiative der Ökumenischen Arbeitsgruppe Synagogenweg. Zentraler Bestandteil des kleinen Platzes ist ein bereits im September 1985 freigelegtes Grundmauernfragment der alten Synagoge. Das sich unterhalb des Straßenniveaus befindliche Mauernfragment wird über eine mehrstufige terrassenförmig angelegte Treppe erschlossen. Ein Hinweisschild über dem Mauernfragment erklärt seine Bedeutung. Abgerundet wird der Platz der Synagoge durch einen Gedenkstein zur Erinnerung und zur Mahnung. Die Einweihung der Anlage erfolgte aus Anlass der Woche der Begegnung 1987 im Beisein ehemaliger Norder Juden und deren Angehörigen. Der bis dahin Judenlohne genannte Weg wurde durch die Stadt in Synagogenweg umbenannt. Weitere Gebäude des alten jüdischen Gemeindezentrums sind im unmittelbaren Umfeld der ehemaligen Synagoge vollständig erhalten.

## Kultur und Sehenswürdigkeiten

### Kirchen und Orgeln

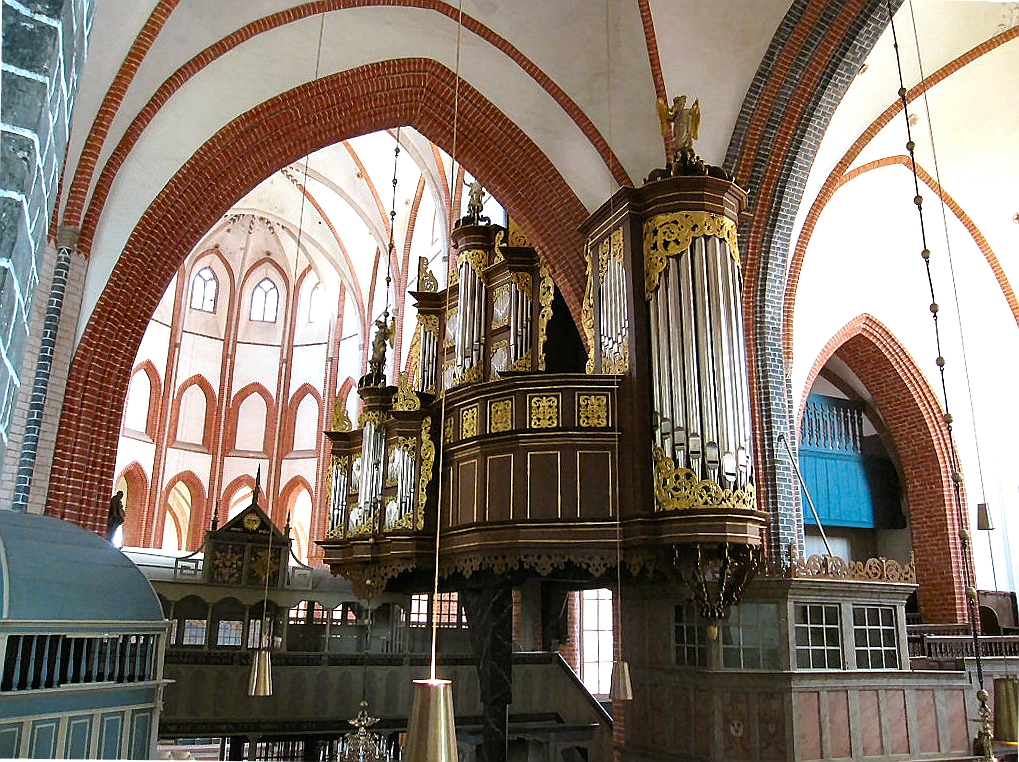
Prospekt der Arp-Schnitger-Orgel in der Ludgerikirche

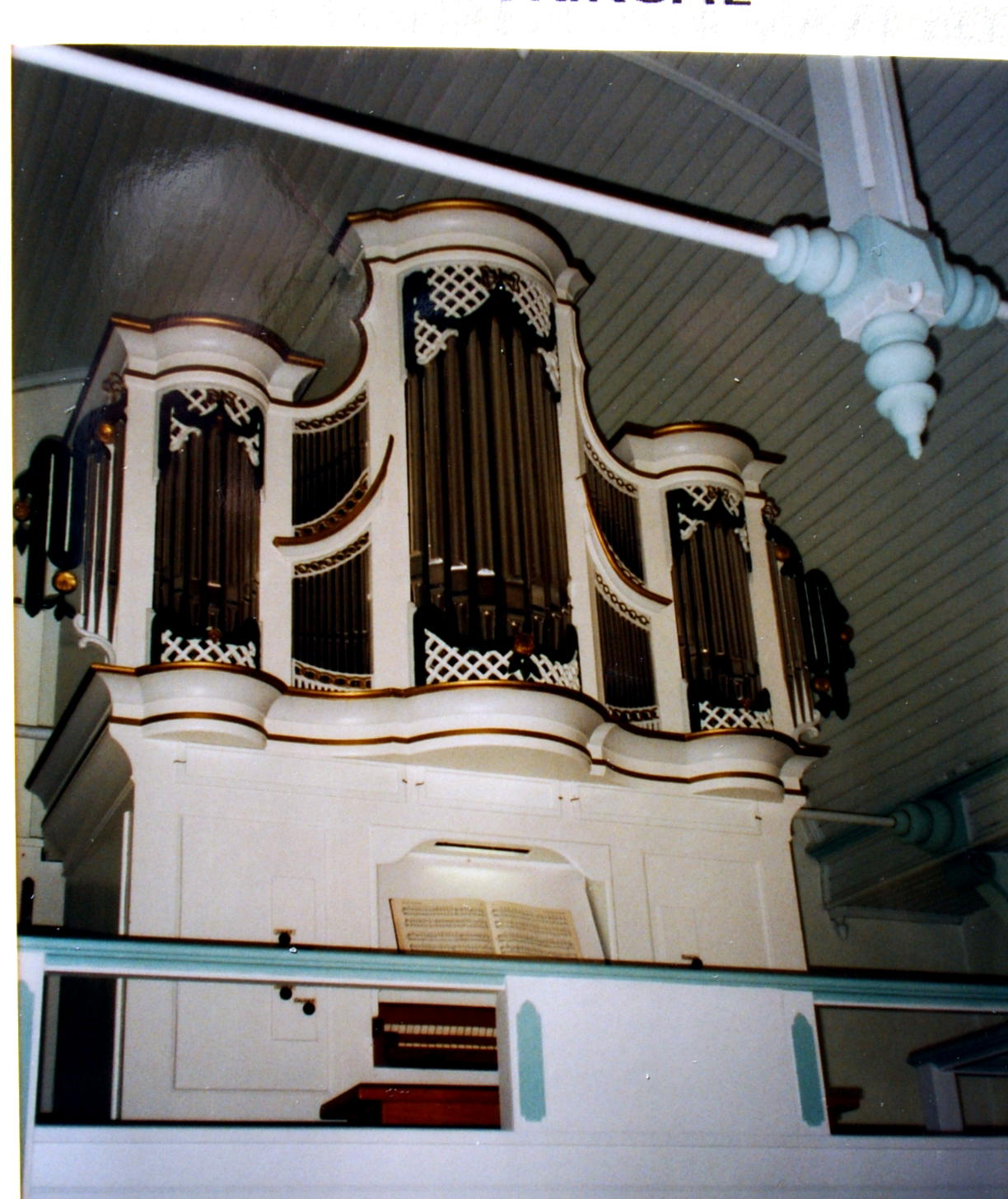
Prospekt der Rohlfs-Orgel in der Baptistenkirche Osterstraße

Am nördlichen Rand des Marktplatzes befindet sich die Ludgerikirche, die größte Kirche Ostfrieslands. Ihr Bau begann 1235 mit einem schlichten romanischen Langhaus, einem 38 Meter langen Apsissaal aus Stein, der die bisherige Holzkirche ersetzte. Etwa um 1318 wurde statt der Apsis ein Querschiff von 32 Metern Länge mit drei Kreuzrippengewölben angebaut. Aus dieser Zeit stammt auch der Glockenturm, der wie in vielen ostfriesischen Kirchen frei steht und in Norden auf der gegenüberliegenden Straßenseite errichtet wurde. Nach einer grundlegenden Sanierung des Querhauses ab 1445 wurde um 1455 der imposante basilikale Hochchor unter Verwendung großer Tuffsteinmengen fertiggestellt. Das Rippengewölbe ruht auf 13 Rundpfeilern. Ulrich Cirksena, dessen Wappen im Schlussstein des Chorgewölbes in 21 Metern Höhe zu sehen ist, ermöglichte diese Erweiterung, die offensichtlich die Martinikerk in Groningen zum Vorbild hatte, wo der Chor 1452 gebaut wurde. Seitdem beträgt die Gesamtlänge der Kirche 80 Meter.
Neben vielen kultur- und kunsthistorischen Schätzen birgt die Ludgeri-Kirche die zweitgrößte erhaltene Arp-Schnitger-Orgel Deutschlands und die größte Orgel Ostfrieslands. Arp Schnitger erbaute sie in zwei Bauabschnitten 1686 bis 1688 und 1691 bis 1692 unter Verwendung von acht Registern aus der Vorgängerorgel. Die akustische Herausforderung, die Orgel in den verschiedenen Teilen der Kirche hörbar werden zu lassen, löste Schnitger auf eigentümliche wie geniale Weise, indem er die Orgel um den Vierungspfeiler herum zwischen dem Chor und dem Südteil des Querschiffs auf einer eigens gebauten Empore anbrachte. Das weltberühmte Instrument verfügt über 3110 Pfeifen, 46 Register, fünf Werke, drei Manuale und Pedal.
Aus dem Jahr 1481 stammen das Chorgestühl mit seinen Schnitzreliefs, das Sakramentshaus aus Baumberger Kalksandstein und der kunstvoll geschnitzte Baldachin des Altars. Der protestantische Flügelaltar von 1582 weist statt bildlicher Darstellungen Inschriften mit Bibelworten auf. Der Fürstenstuhl ersetzt seit 1601 den spätgotischen steinernen Lettner. 1712 schnitzte der Orgelbauer Rudolf Garrels die barocke Kanzel mit ihrem mächtigen Schalldeckel.
Die Mennonitenkirche Norden am Marktplatz gehört zu den bemerkenswerten Gebäuden der Stadt. Es handelt sich dabei um ein ehemaliges, 1662 erbautes Patrizierhaus, das in alten Quellen als das Kettler’sche Haus bezeichnet wird. Das Gebäude kam 1795 an die Mennonitengemeinde, die in seinem Inneren umfangreiche Umbauarbeiten durchführte. In der Kirche findet sich eine historisch wertvolle Deckenmalerei.
Im Jahr 1900 wurde die Evangelisch-Freikirchliche Christuskirche an der Osterstraße/Kleine Hinterlohne von den Baptisten errichtet und eingeweiht. Ein Jahr später kaufte die Gemeinde eine Orgel, die in den Jahren 1796 bis 1799 von dem Esenser Orgelbauer Johann Gottfried Rohlfs für die Mennoniten-Gemeinde Norden gebaut worden war, und ließ sie in ihr Gotteshaus überführen. Sie verfügt über elf Register auf zwei Manualen und Pedal.

### Profanbauten

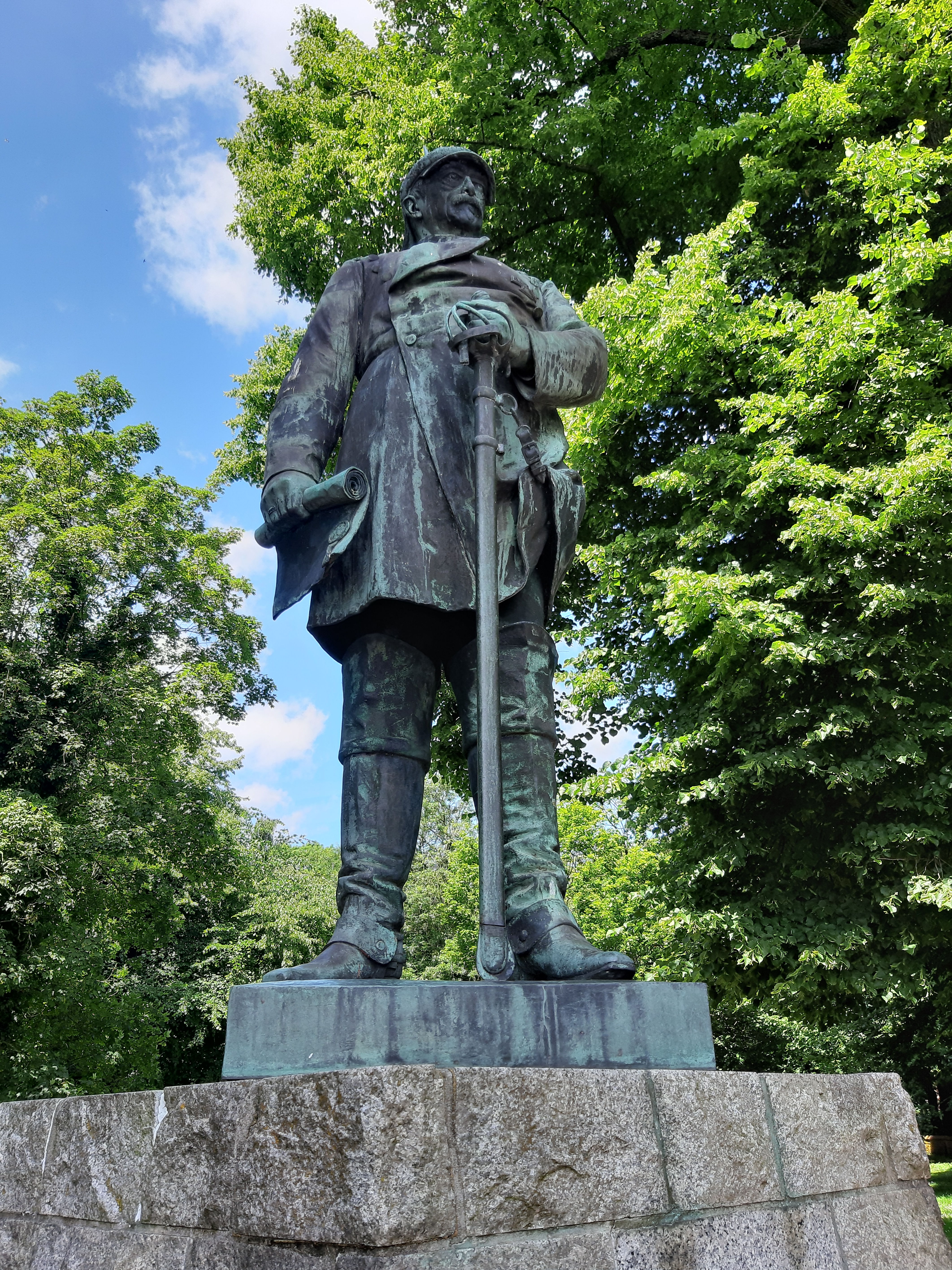
Die Otto-von-Bismarck-Statue am Marktplatz.

Der große Marktplatz im Zentrum Nordens hat eine Fläche von 6,678 Hektar, einen Baumbestand mit zum Teil mehr als 250 Jahre alten Bäumen und ist von zahlreichen älteren Bauten eingefasst. An der Südseite des Marktplatzes steht das Gebäudeensemble der so genannten Dree Süsters (Drei Schwestern). Es besteht aus drei giebelständigen Backsteinbauten der Renaissance mit sehr ähnlich gestalteten Fassaden. Sie entstanden um das Jahr 1600. In den 1960er Jahren musste das rechte der drei Häuser einem Parkplatz weichen, wurde aber 1991 originalgetreu wiedererrichtet. Am Markt 46 steht ein Haus, das früher der Apothekerfamilie Groenewold gehörte. Das spätgotische Gebäude entstand um 1500 und wurde 1680 umgestaltet. Ein erneuter Umbau erfolgte im 19. Jahrhundert. Außerdem befindet sich am Marktplatz eine Statue, die Otto von Bismarck gewidmet ist.

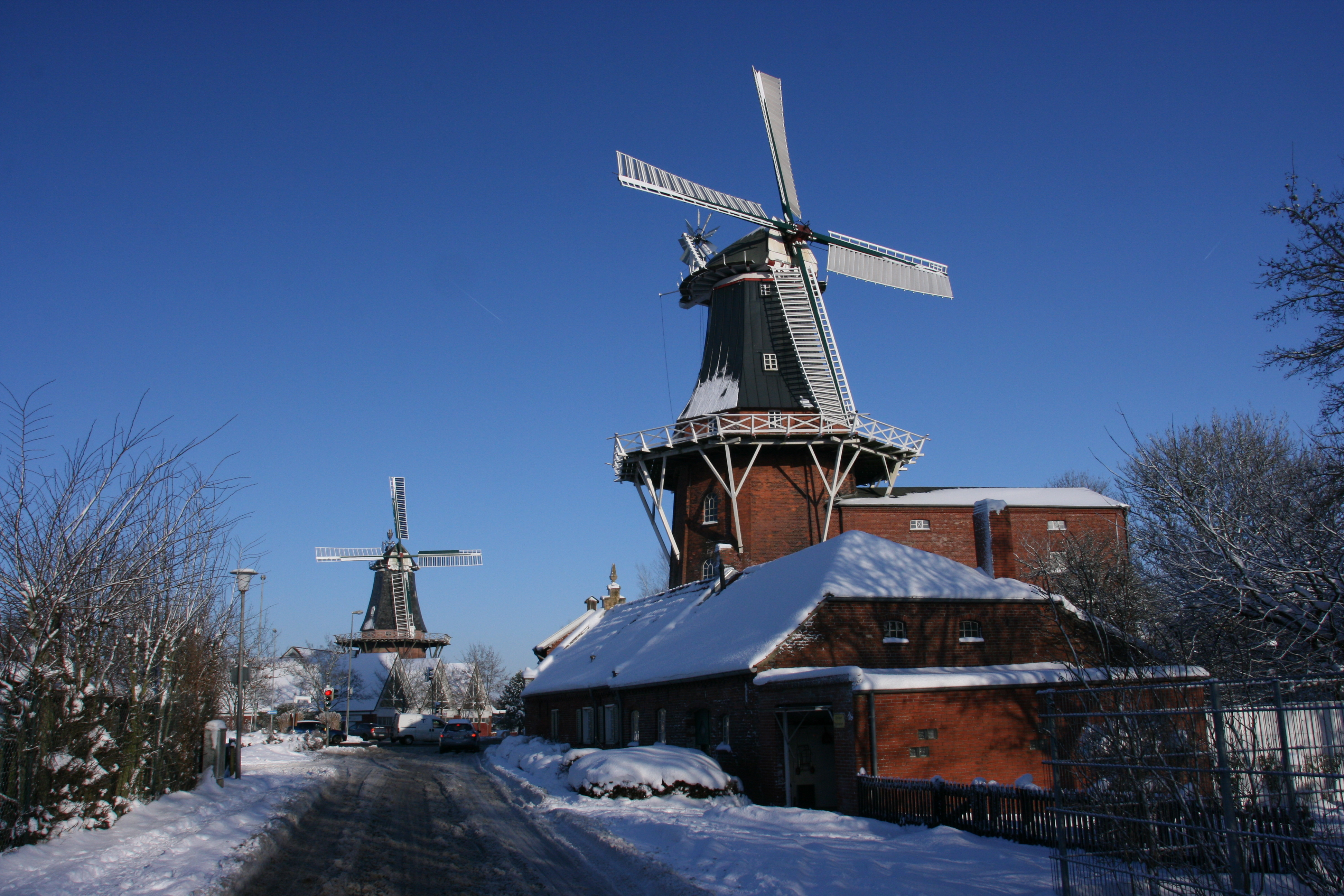
Deichmühle. Im Hintergrund die Frisia-Mühle

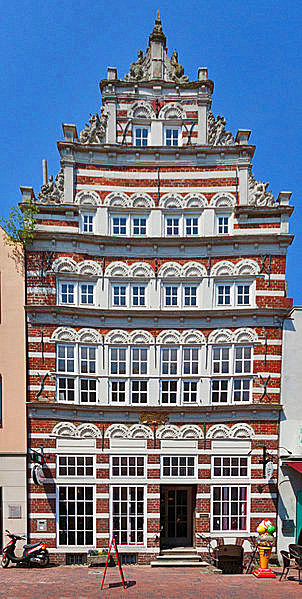
Schöninghsches Haus

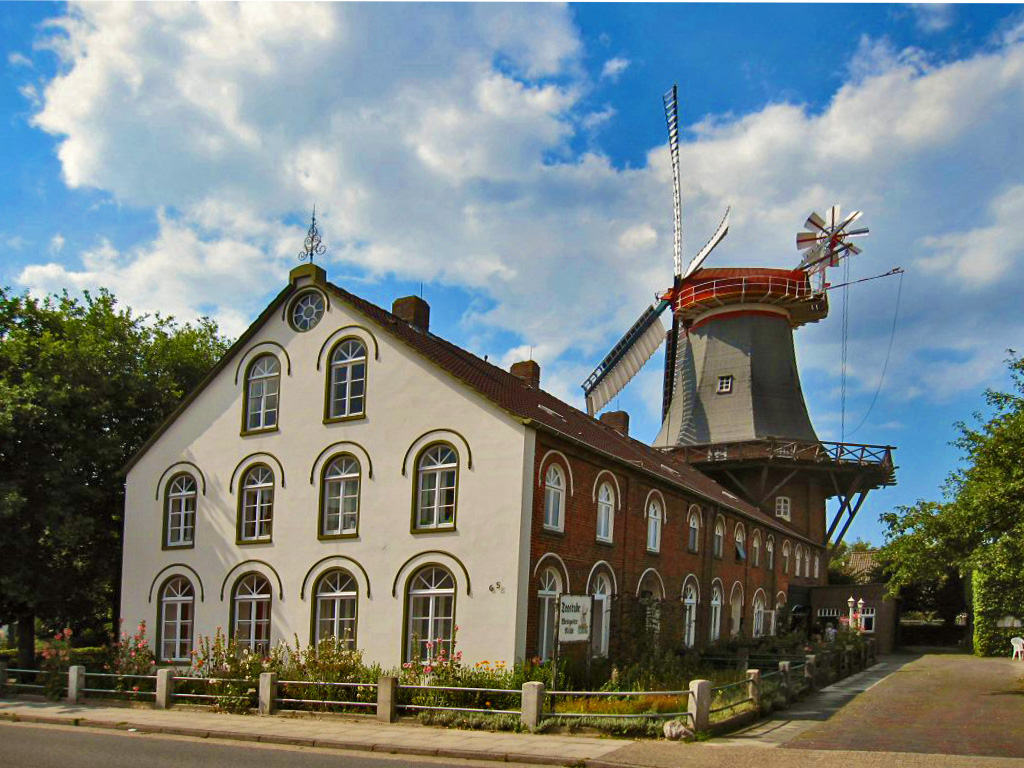
Westgaster Mühle

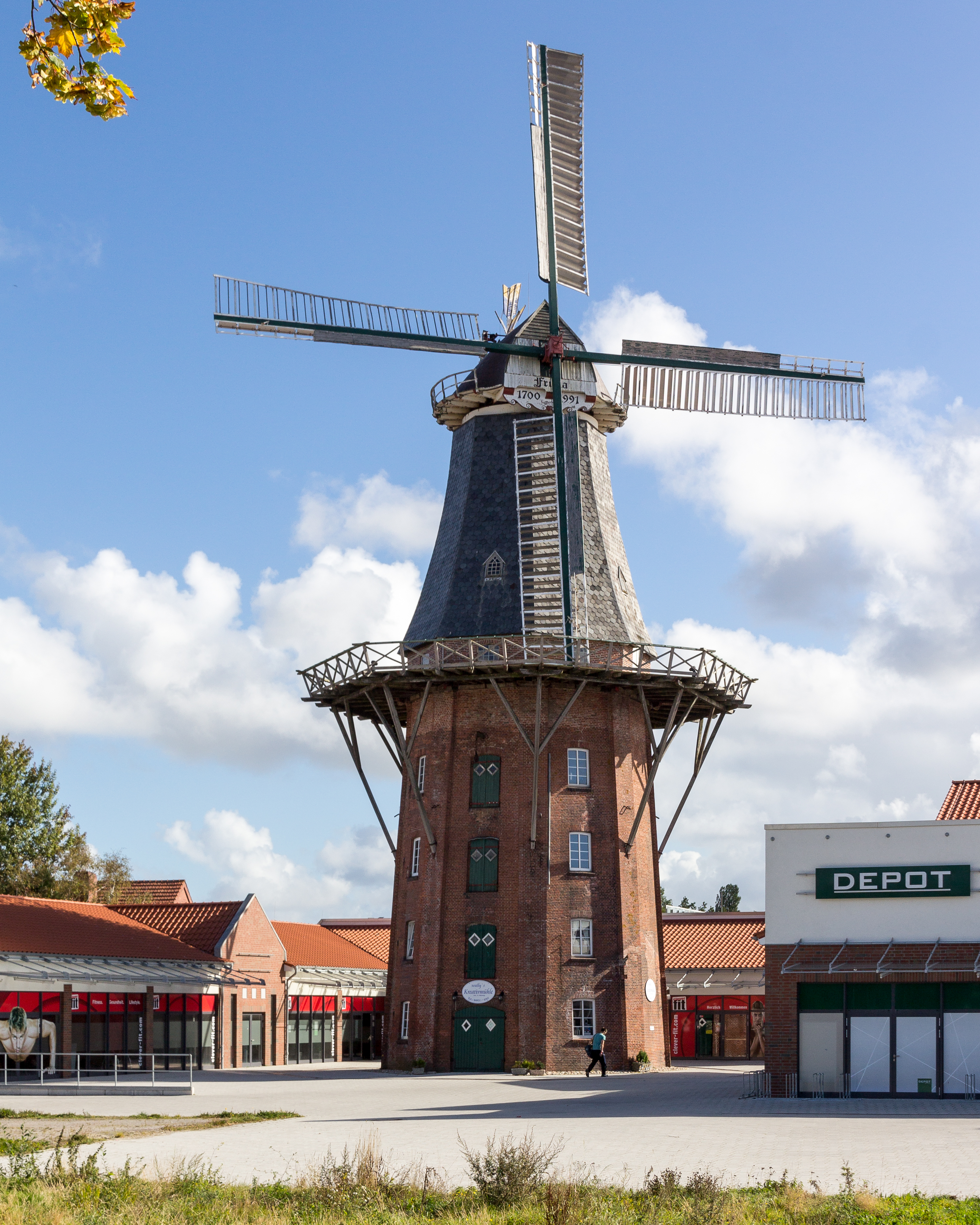
Frisia-Mühle

Ein weiterer historischer Bau ist das Alte Rathaus an der Westseite des Marktplatzes mit der Theelachtskammer, dem Verwaltungs- und Ausgabesitz der ältesten genossenschaftlichen Vereinigung Europas. Im Alten Rathaus befinden sich das Heimatmuseum und das angeschlossene Teemuseum. Weitere Sehenswürdigkeiten sind das Vossenhus (Fuchshaus) und die alte Posthalterei (Hotel zur Post) an der Ostseite des Marktplatzes. Im Vossenhuus ist die Stadtbibliothek untergebracht. Hinter dem klassizistischen Quaderputz von Markt 66 verbirgt sich noch ein Bau des 16. Jahrhunderts. Ebenfalls am Markt befindet sich das Gebäude des Polizeikommissariats, das aus dem Jahr 1610 stammt.
Die unweit davon gelegene Osterstraße, die in den östlichen Teil des Marktplatzes einmündet, gehört zu den ältesten Siedlungsbereichen Nordens. Als eine der wichtigsten Hauptgeschäftsstraßen ist sie jedoch einem wesentlich stärkeren Veränderungsdruck unterworfen, so dass dort nur wenige ältere Wohnbauten erhalten blieben. So musste der ehemalige Gasthof Jerusalem (ehemals Osterstraße 1) mit seinem geschweiften Giebel 1962 einem Bankgebäude weichen. Zu den eindrucksvollsten Bauten der Straße gehört das Schöninghsche Haus, ein reich dekorierter Renaissancebau aus dem Jahr 1576. Nach der Zerstörung weiter Teile der Emder Innenstadt im Zweiten Weltkrieg gilt es als der bedeutendste Vertreter unter den an niederländischen Vorbildern orientierten Bürgerhäusern der Renaissance in Ostfriesland. Es weist die typisch niederländischen „Specklagen“ auf: Die Fassade setzt sich abwechselnd aus Backstein- und hell gestrichenen Sandsteinschichten zusammen. Ebenfalls aus dieser Epoche stammt das wesentlich schlichtere Haus Osterstraße 157. In unmittelbarer Nähe befindet sich ferner die 1835 errichtete Schwanen-Apotheke (Nr. 160), ein breit gelagerter Bau des Klassizismus.
Im Zentrum Nordens befindet sich ein Ensemble älterer und neuer Gebäude um die Hauptstelle der Sparkasse (Neuer Weg Nr. 67 bis 82 und 45 bis 48), das als Beispiel einer guten Sanierung und Einfügung von Häusern in den Altbestand gilt. Die von dem Lübecker Architekten Helmut Riemann gestalteten Häuser Nr. 45/47, 48 und 82 wurden mit Architekturpreisen ausgezeichnet. Haus Nr. 71, der Samsonsche Speicher, stammt aus dem 16. Jahrhundert. Zu den denkmalgeschützten Gulfhäusern gehören das Löwenhaus am Stadtrand und das Haus Kleinschulenburgerpolder 5 südlich der Kernstadt.
Im Stadtgebiet gibt es noch drei historische Windmühlen: die Deichmühle, die Frisia-Mühle und die Westgaster Mühle. Deichmühle und Frisia-Mühle sind nur unwesentlich voneinander entfernt und bilden am Südeingang der Stadt Norden ein Ensemble. Zwei Mühlen in solch unmittelbarer Nähe sind selbst in der an Windmühlen reichen Region Ostfriesland kaum zu finden. Im Wasserbauwerk Leybuchtsiel, einem Schöpfwerk nahe der Leybucht, ist die Entwässerung der tief liegenden Landstriche anschaulich dargestellt. Eine vierte Mühle, die Silbermühle, auch Scheepker-Mühle genannt, wurde im Jahr 2022 abgebrochen.

### Museen

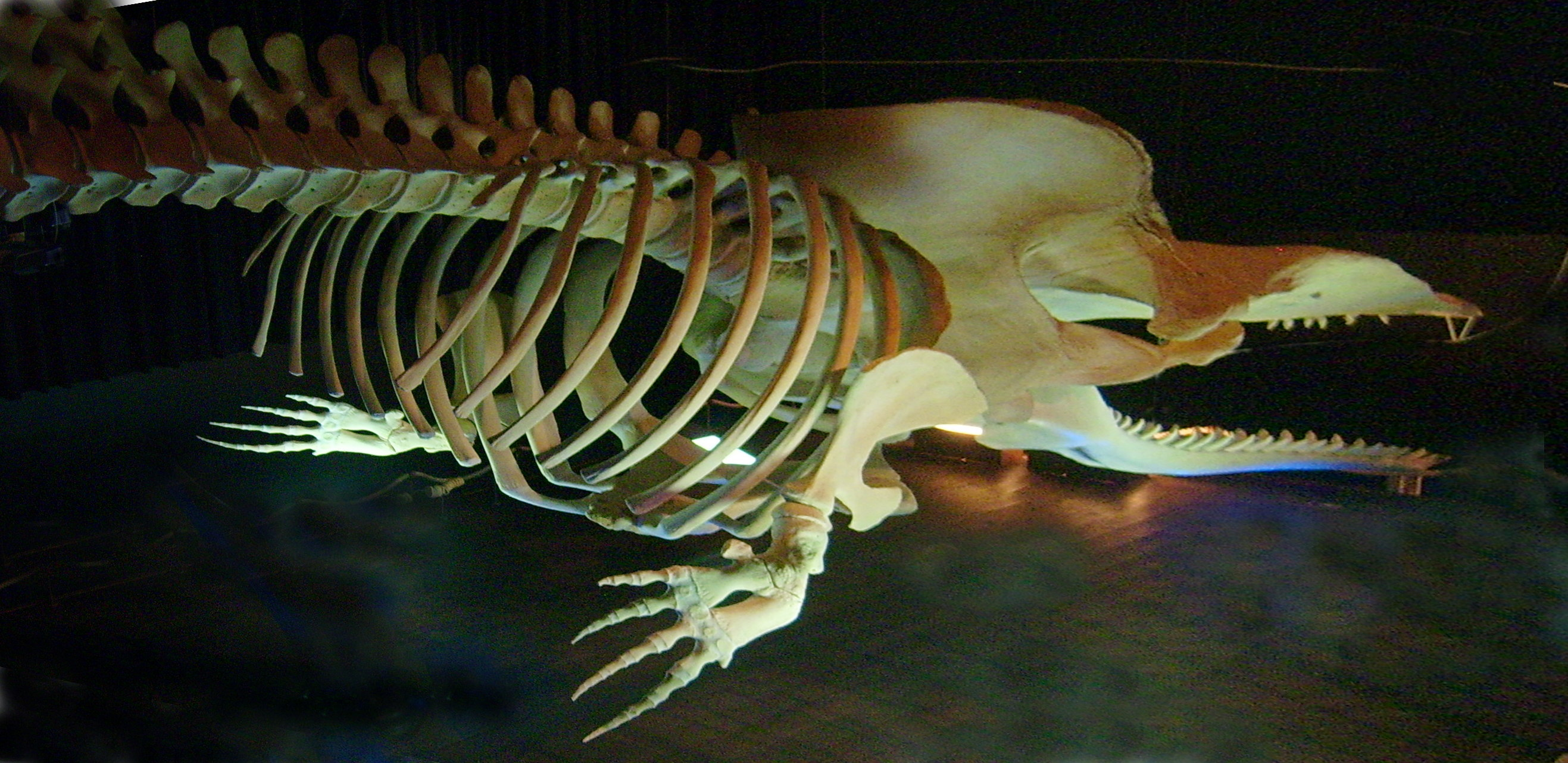
Pottwalskelett im Waloseum

In der ehemaligen Küstenfunkstelle im Ortsteil Osterloog befindet sich das Waloseum, eine Zweigstelle der Seehundstation. Im Mittelpunkt steht das 15 Meter lange und zwei Tonnen schwere Skelett eines Pottwals, der 2003 im Watt zwischen Norddeich und Norderney strandete und verendete. Das Museum zeigt die Entwicklungsgeschichte der Pottwale und erläutert die Strandungen von Walen vor der Norder Küste ebenso wie das Zusammenspiel von Ebbe und Flut. Außerdem verfügt das Waloseum über Meerwasseraquarien sowie eine Ausstellung „Vogelwelt der Küste“. Weiterhin kann man hier die Quarantänen der Seehundstation sowie Futterküche und Behandlungsraum begutachten.

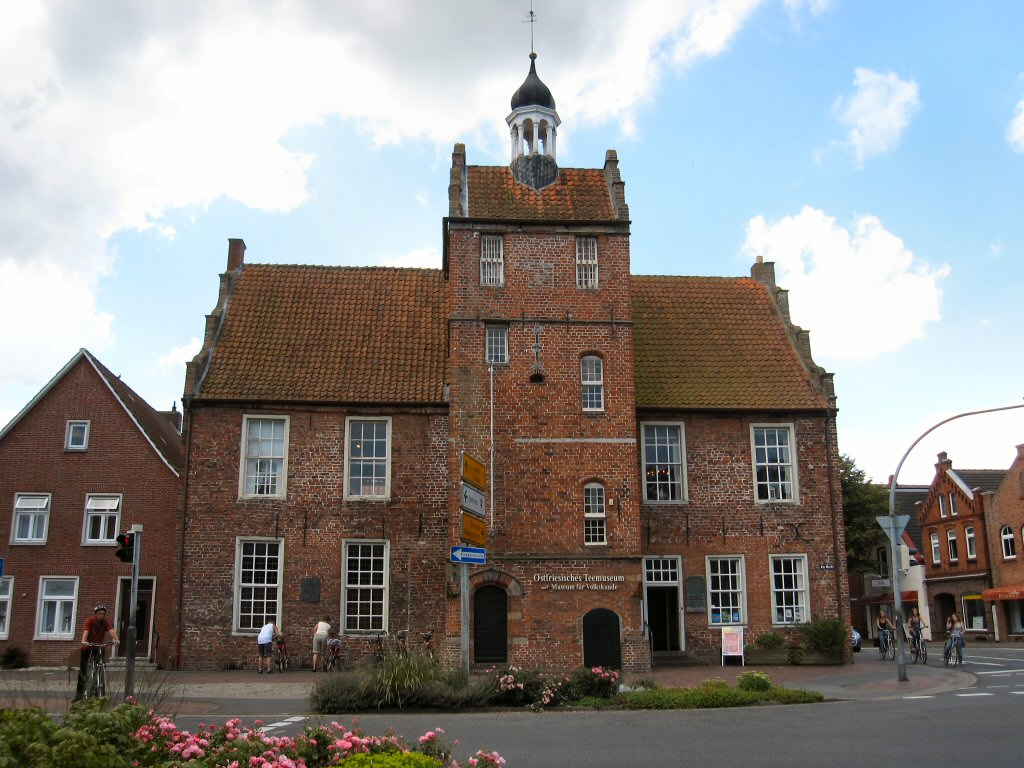
Altes Rathaus mit Heimatmuseum und Ostfriesischem Teemuseum

Das Ostfriesische Teemuseum führt in die Geschichte und Bedeutung des ostfriesischen „Nationalgetränks“ ein. Es bezeichnet sich selbst als „erstes Spezialmuseum zur Kulturgeschichte des Tees in Europa“. Das Ausstellungskonzept ist überregional ausgerichtet und zeigt die Produktionskette vom Anbau der Teepflanze über Ernte und Verarbeitung bis zum fertigen Handelsprodukt. In einer Abteilung ist chinesisches Teeporzellan aus versunkenen Schiffen mehrerer Jahrhunderte ausgestellt. Ein Heimatmuseum für die Stadt und das Norderland ist angeschlossen, und in einer eigenen Ausstellung wird die Geschichte der Norder Doornkaat-Brennerei vorgestellt.
Der Verein Museumseisenbahn Küstenbahn Ostfriesland (MKO) betreibt nahe dem Norder Bahnhof ein Eisenbahnmuseum, das in einem Lokschuppen und auf dem davor liegenden Außengelände untergebracht ist. Präsentiert wird eine Sammlung historischer Fahrzeuge, Geräte und anderer Eisenbahnobjekte. In der Sommersaison bietet die MKO Fahrten von Norden nach Dornum auf der Strecke der früheren Ostfriesischen Küstenbahn an. Dabei wird vereinseigenes, historisches Wagenmaterial eingesetzt.

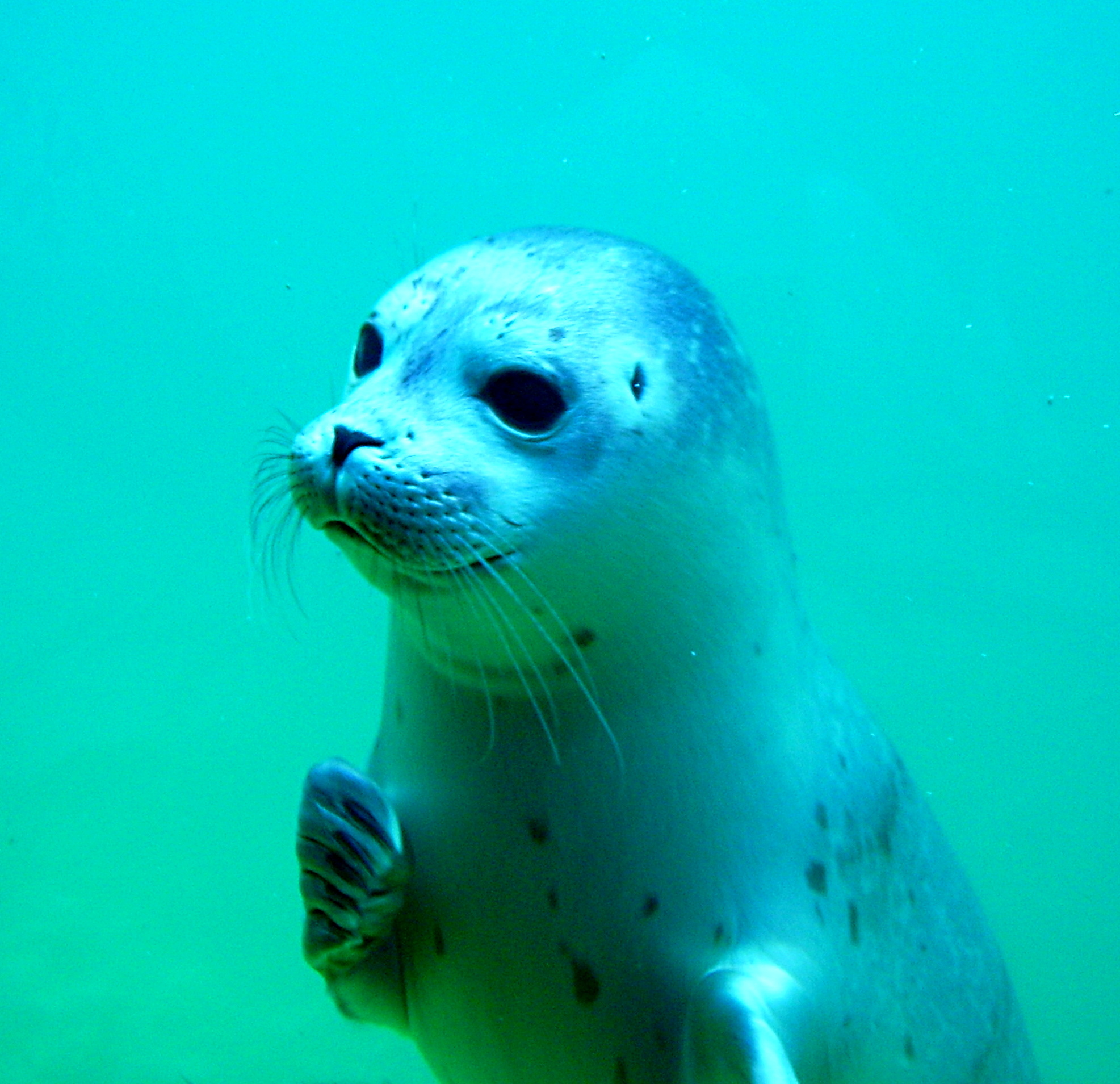
Seehund im Aquarium der Aufzuchtstation

Die Seehundstation Nationalpark-Haus hat im Ortsteil Norddeich ihr Domizil gefunden. Die Seehundstation wurde 1971 gegründet, das Nationalparkzentrum 1993 ergänzt. Seit 2006 sind die beiden Einrichtungen organisatorisch zusammengelegt. Der Schwerpunkt der Ausstellung liegt auf Seehunden, Kegelrobben und den anderen Meeressäugern im Wattenmeer. Außerdem wird die Artenvielfalt des Wattenmeeres dargestellt. Besucher können bei der Pflege kranker oder mutterlos aufgefundener Säuger zusehen. Jährlich besuchen bis zu 250.000 Besucher die Einrichtung.
Im Funktechnischen Museum Norddeich Radio in der Norder Innenstadt sind technische und andere Ausstattungsstücke der früheren Küstenfunkstelle Norddeich Radio zu sehen. Das Museum berichtet zudem von der Geschichte der Funkstelle. Untergebracht ist das Museum in den Räumen der lokalen Gruppe des DARC. Die Deutsche Gesellschaft zur Rettung Schiffbrüchiger unterhält am Norddeicher Hafen einen alten Rettungsschuppen, in dem Ausstellungsstücke aus der Geschichte der Seenotrettung gezeigt werden. Filmvorführungen gehören zum Programm. Im Kunsthaus Norden, einem Baudenkmal aus dem 16. Jahrhundert mit neuerer Fassade von 1812, finden wechselnde Kunstausstellungen statt. Die Norder Museumslandschaft wird abgerundet durch das Automobil- und Spielzeugmuseum Nordsee in Lintelermarsch sowie das in der Osterstraße beheimatete Museum Norddeich Radio. In der Frisia-Mühle ist das Muschel- und Schneckenmuseum mit mehr als 1000 verschiedenen Exponaten untergebracht. In derselben Mühle ist darüber hinaus eine Ausstellung von alten Maschinen und Werkzeugen aus dem Bäckerei-Handwerk untergebracht.
In der profanierten Gnadenkirche Tidofeld befindet sich ein Dokumentationszentrum zur Flucht und Vertreibung nach dem Zweiten Weltkrieg. Die Schirmherrschaft dieses Zentrums hat der ehemalige niedersächsische Ministerpräsident David McAllister inne.
Am 1. November 2024 eröffnete das Ostfriesische Krimimuseum in Norden. Das Museum, das sich auf 900 Quadratmetern im ehemaligen Pflüger-Möbelhaus befindet, widmet sich bedeutenden ostfriesischen Krimiautoren wie Klaus-Peter Wolf und Theodor J. Reisdorf. Neben persönlichen Erinnerungsstücken und interaktiven Stationen sind Originalkulissen aus den Verfilmungen der Ostfriesen-Krimis ausgestellt.

### Sport und Freizeit

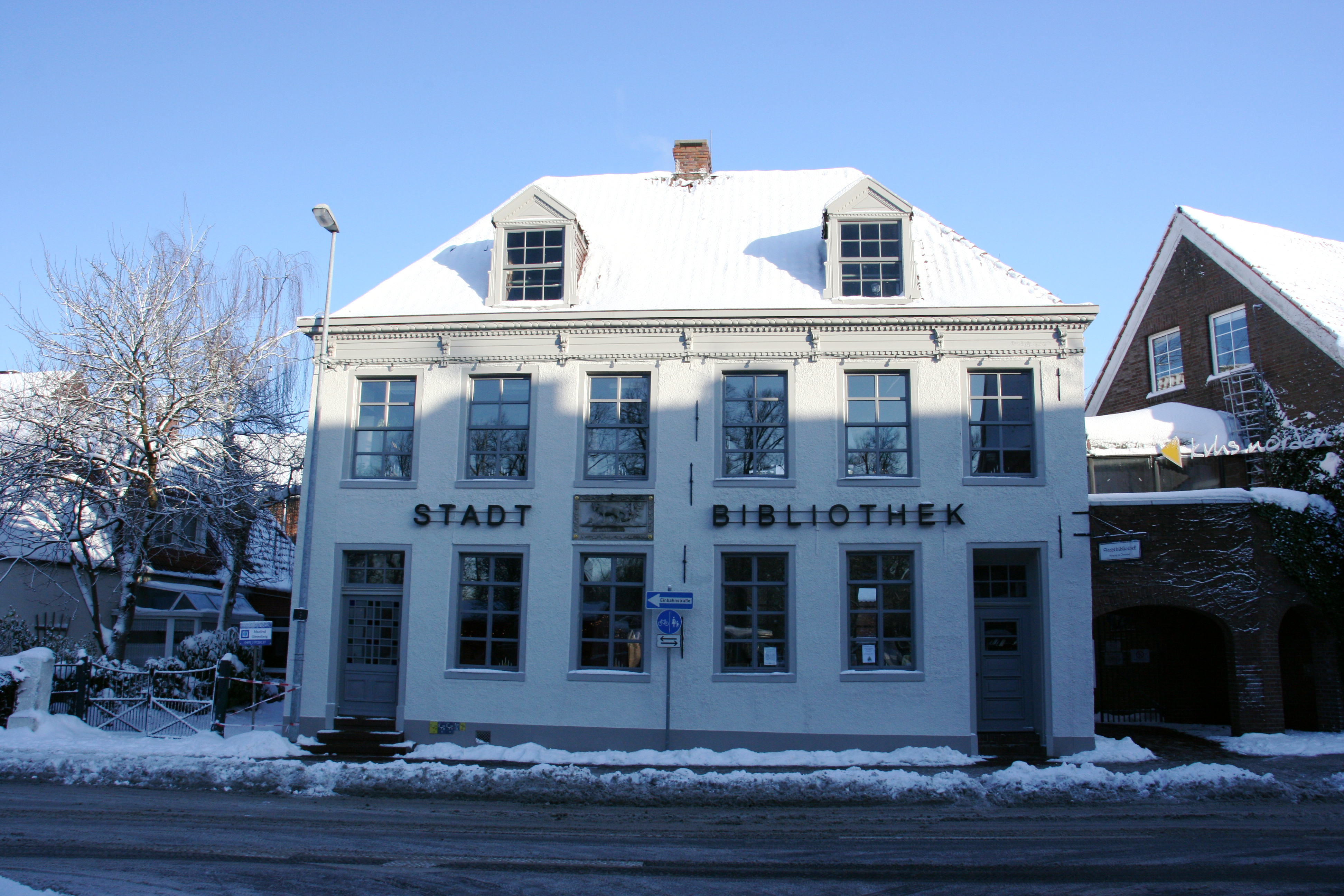
Im Vossenhus aus der Mitte des 19. Jahrhunderts ist die Stadtbibliothek untergebracht

Unter den Norder Vereinen, die sich der Kulturarbeit widmen, sind der Norder Männergesangverein (gegründet 1857), das Norder Stadtorchester und die Niederdeutsche Bühne Norden zu nennen. Die Stadt Norden verfügt zwar über kein eigenes Theatergebäude, hat in den Räumen des Schulzentrums im Ortsteil Ekel 1968 jedoch einen Theatersaal mit 500 (fest bestuhlten) Plätzen eingerichtet. Eine Renovierung erfolgte 1993. Die Norder Stadtbibliothek verfügt über zirka 25.000 Bände.
Der Turnverein (TV) Norden verfügt über eine große Leichtathletik-Abteilung und hat in den vergangenen Jahrzehnten eine große Zahl von Titelträgern bei norddeutschen und deutschen Titelkämpfen gestellt. Der Tanzsportclub (TSC) Norden, der mit seinen drei Lateinformationen unter anderem bei überregionalen Meisterschaften vertreten ist, nimmt mit der A-Formation in der Regionalliga Nord teil, während die B-Formation und C-Formation in der Oberliga und der Landesliga tanzen.
Der Fußballmannschaft des FC Norden spielt, nachdem sie in den 1980er und 1990er Jahren noch in der damals fünfthöchsten Liga, der Landesliga, gespielt hatte, mittlerweile nur noch in der Bezirksliga Ostfriesland. Der mitgliederstärkste Verein der Stadt ist der Süderneulander SV. Ein weiterer, ebenfalls mitgliederstarker Verein ist der PSV Norden. Dieser wurde, im Jahr 1960 als reiner Postsportverein im Gebiet der Oberpostdirektion Bremen gegründet; zunächst waren nur Postbedienstete und Angehörige der Küstenfunkstelle Norddeich Radio registriert, die die Sportarten Fußball und Tischtennis betrieben. Mit fortschreitender Zeit stiegen sowohl die Spartenangebote als auch die Mitgliederzahlen rapide an, so dass heute mehr als 500 Mitglieder in einem reinen Familienverein mit ca. 20 Sparten Sport betreiben.
Um die Fußball-Jugendarbeit in der Stadt zu konzentrieren, haben die Vereine den Jugendfußballverein (JFV) Norden gegründet. Dieser spielte mehrere Jahre in den Jugendligen auf Bezirks- bis Landesebene. Im Erwachsenenalter kehrten die Jugendspieler in ihre jeweiligen Vereine zurück – so sie es wollten. Aus der Jugendarbeit des JFV ist in den vergangenen Jahren unter anderem der zum SV Werder Bremen gewechselte Jugendnationalspieler Lennart Thy (vorher Post SV Norden) hervorgegangen. Im Jahr 2020 beendeten einige Vereine die Zusammenarbeit mit dem JFV Norden, woraufhin die Vereine Post SV Norden und Süderneulander SV eine Jugendspielgemeinschaft ins Leben riefen, in dem die Mannschaften ab der C-Jugend gemeinsam in den Spielbetrieb starteten. Diese wird ab der Saison 2023/24 durch eine A-Jugend, eine B-Jugend sowie zwei C-Jugend-Teams vertreten sein.
Weiterhin zu nennen sind der Boxclub Norden, der Motorsportclub Norden, der im benachbarten Halbemond sein Motodrom unterhält, sowie eine Vielzahl von Boßel- und Klootschießer-Vereinen.

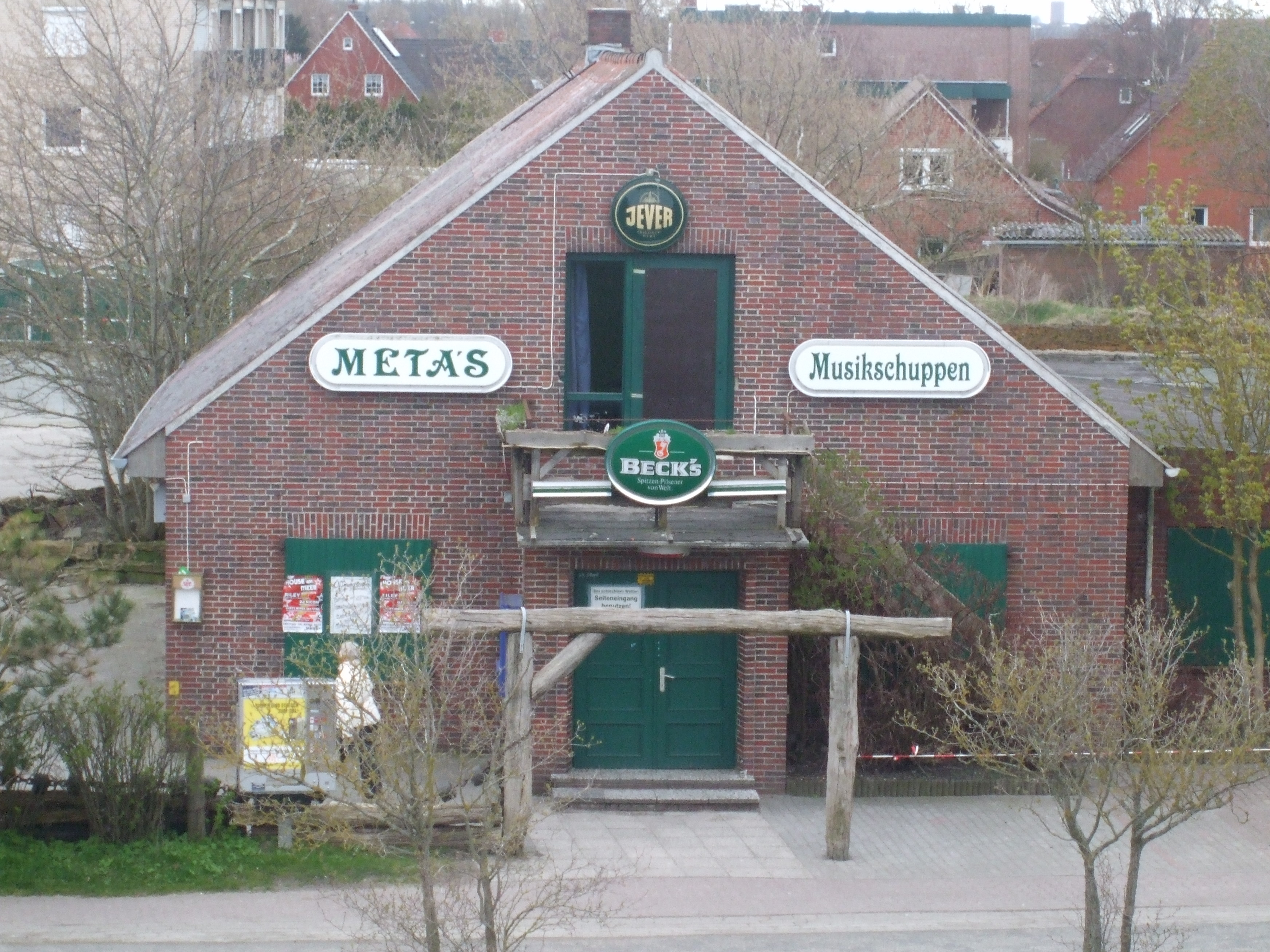
Das frühere Haus Waterkant, heute Meta’s Musikschuppen im Jahre 2010

Die Vereine verfügen über eigene Sportplätze. Zentraler Sportplatz, auf dem der FC Norden und der JFV Norden Fußball spielen, ist der Jahnplatz. Der PSV Norden sowie einzelne Mannschaften der JSG PSV/SSV tragen ihre Heimspiele auf der Wildbahnanlage aus. Neben Sporthallen, die sich in Trägerschaft der Stadt und des Landkreises befinden, gibt es auch eine vereinseigene Turnhalle des Norder TV. In der Stadt gibt es zwei Tennisanlagen, ein städtisches Hallenbad, ein (außendeichs gelegenes) städtisches Freibad in Norddeich und das privat betriebene Erlebnisbad Ocean Wave.
In den 1960er Jahren war Meta Rogall eine Wegbereiterin der Beatmusik in Ostfriesland. In ihrem Haus Waterkant traten ab 1961 Bands aus Großbritannien, den Niederlanden und Deutschland auf, darunter auch Otto Waalkes mit seiner Beat-Band The Rustlers. In späteren Jahren war Otto dann für kurze Zeit DJ im Haus Waterkant. Wurde Rogall von offizieller Seite die Anerkennung für ihr Wirken lange Zeit verwehrt, gibt es inzwischen Bücher, das Musical Meta, Norddeich der Landesbühne Niedersachsen Nord sowie eine DVD-Video-Dokumentation des Medienzentrums Norden über ihr Leben. Die über Ostfriesland hinaus bekannte Diskothek besteht unter dem jetzigen Namen Meta’s Musikschuppen (Eigenschreibweise) noch heute.

## Bildung

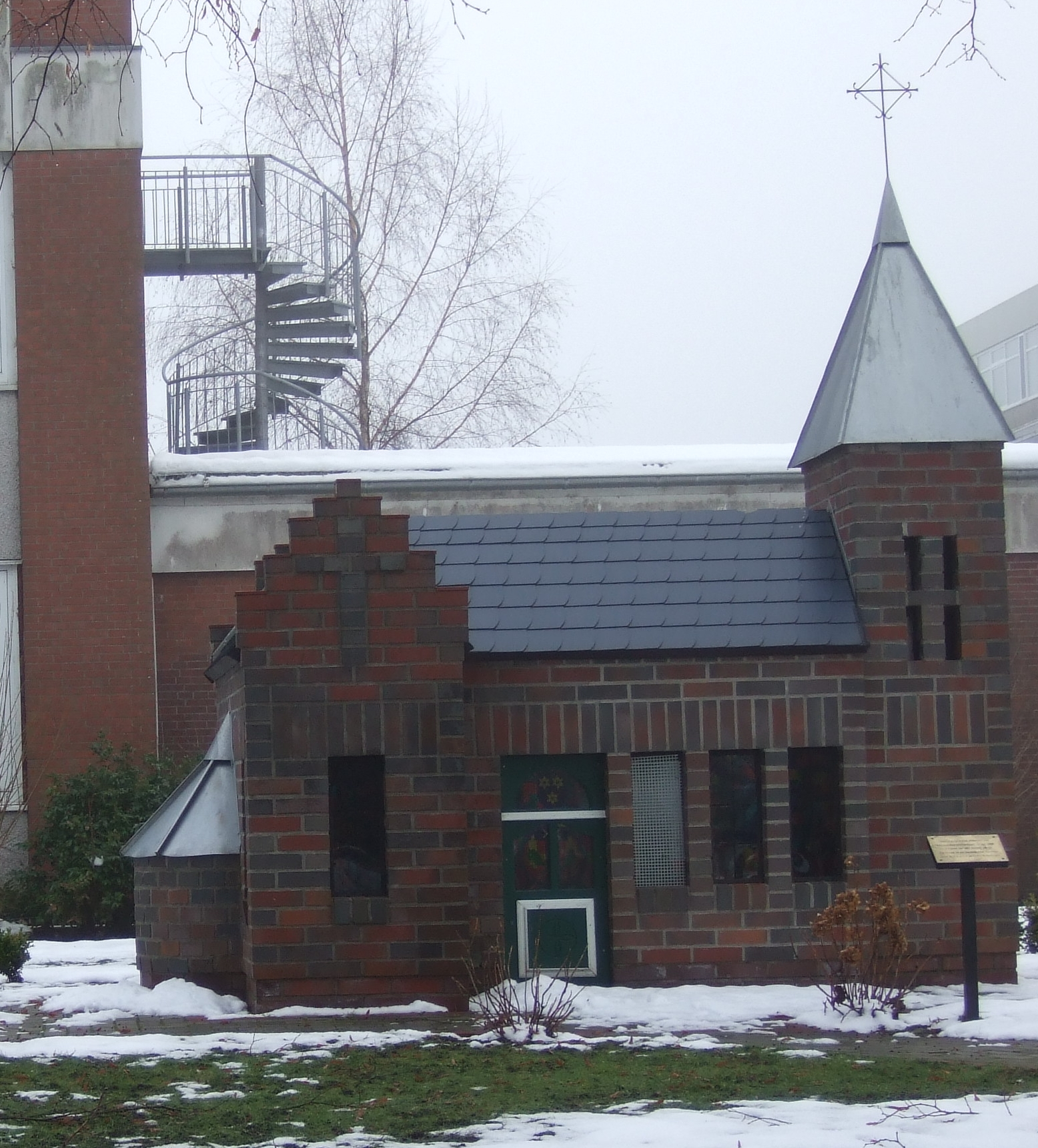
Mini-Kirche, erbaut von Handwerkslehrlingen der BBS Norden

Die Geschichte des Norder Schulwesens reicht in die Anfänge des 16. Jahrhunderts zurück. im Laufe der Jahrhunderte hat sich Norden zu einem bedeutsamen Bildungszentrum im Landkreis Aurich entwickelt.
In Norden gibt es eine Oberschule, die Außenstelle der KGS Hage-Norden sowie das Ulrichsgymnasium. Zwei Grundschulen, die Grundschule Lintel und die Grundschule im Spiet, befinden sich in der Kernstadt, ebenso wie die Grundschule Linteler Schule Standort Wiesenweg. Weitere Grundschulen sind in den Ortsteilen Norddeich, Süderneuland I und Leybuchtpolder zu finden. Zwei Förderschulen und die Berufsbildenden Schulen (BBS) runden das Schulangebot ab. Träger des Gymnasiums und der BBS ist der Landkreis Aurich, der anderen Schulen die Stadt.
Die berufsbildenden Schulen tragen seit dem Frühjahr 2009 den neuen Namen Conerus-Schule Norden. Ab dem Schuljahr 2009/2010 hat in den Räumlichkeiten des Schulzentrums Wildbahn eine Außenstelle der Kooperativen Gesamtschule (KGS) Hage den Unterrichtsbetrieb aufgenommen.
In Norden befindet sich eine Kreisvolkshochschule, die ihr Zentrum an der Ostseite des Norder Marktplatzes hat. Die Stadt ist einer der beiden Standorte der Musikschule des Landkreises Aurich. Beheimatet ist die Musikschule in den Räumen der ehemaligen Gräfin-Theda-Schule in der Gartenstraße.

## Wirtschaft und Infrastruktur

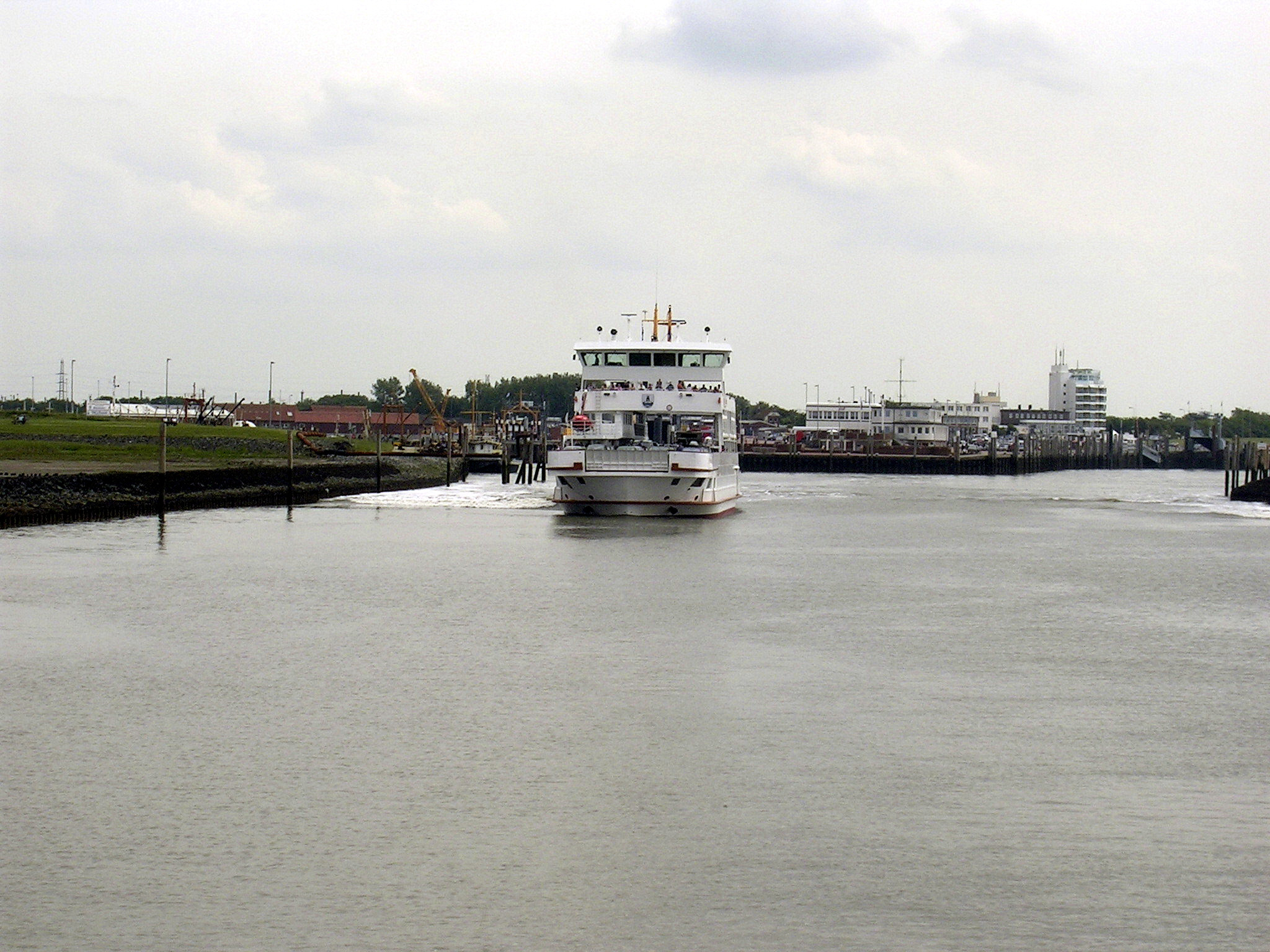
Fährhafen Norddeich mit der Autofähre Frisia I im Vordergrund

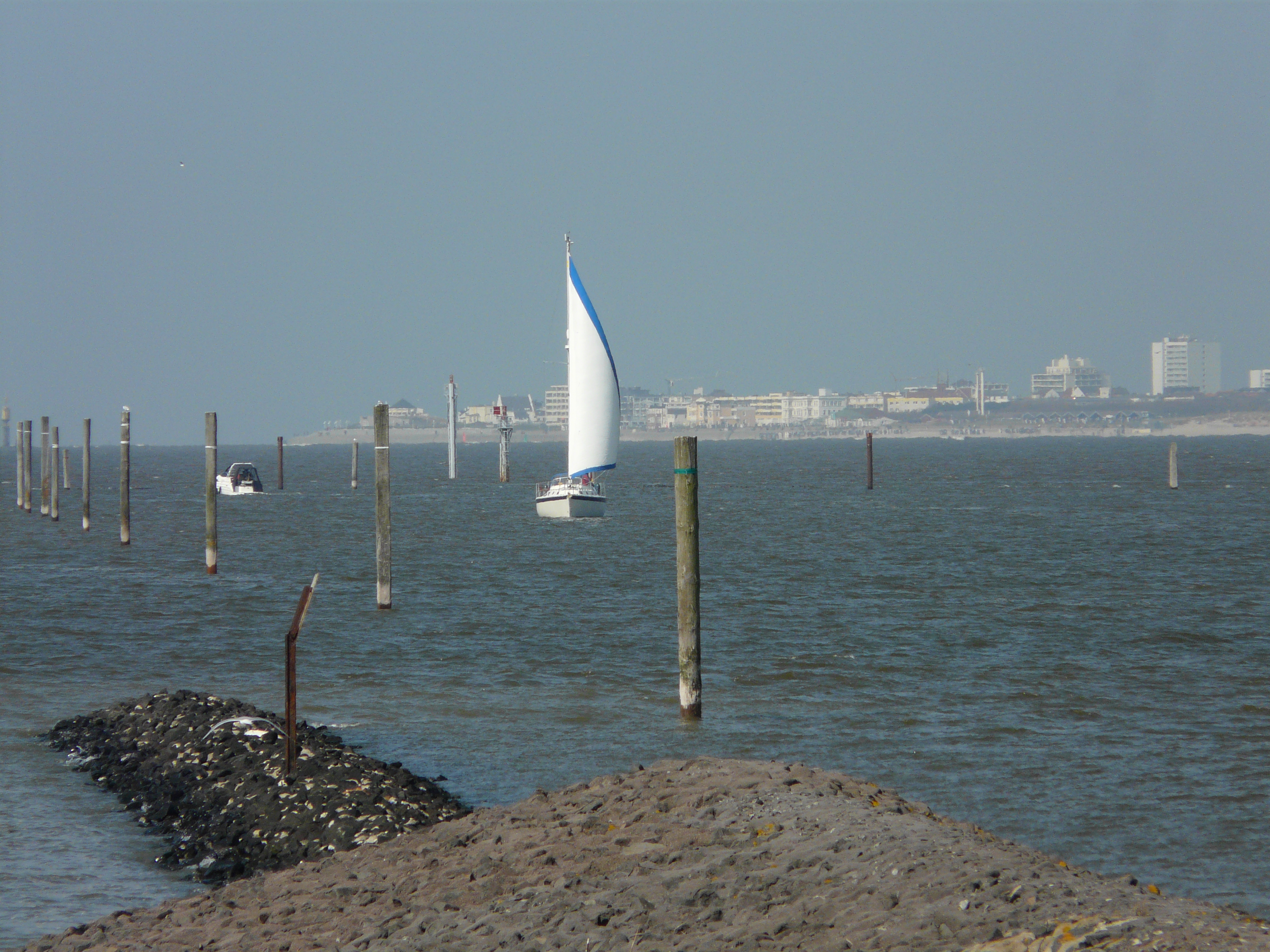
Blick nach Norderney, von der Norddeicher Mole aus, über die Fahrrinne hinweg, bei Hochwasser

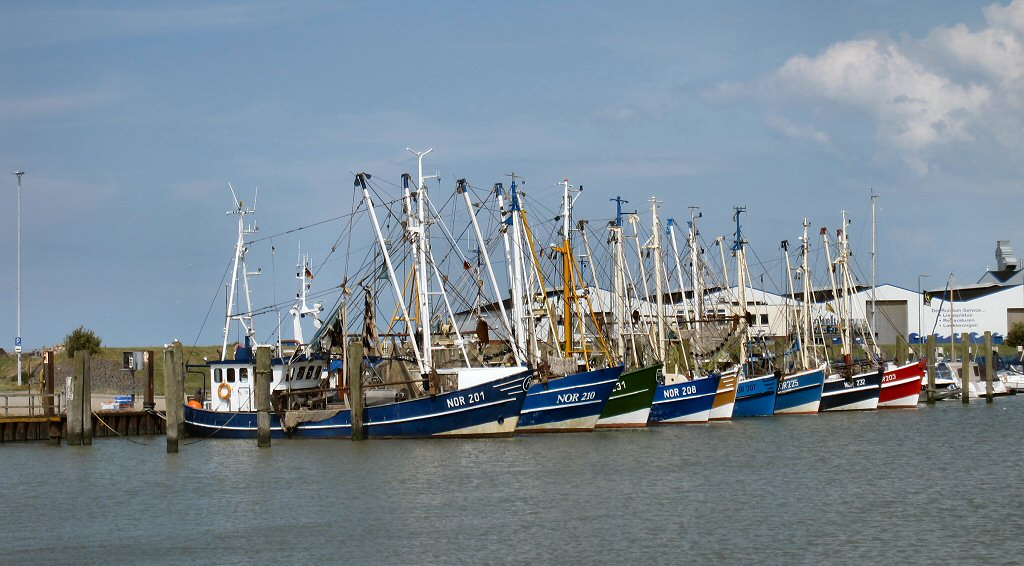
Fischerboote im Hafen von Norddeich

Die vorherrschenden Wirtschaftsbranchen sind der Tourismus und der Einzelhandel.

### Dienstleistung und Produktion
Größter Arbeitgeber ist die landkreiseigene Ubbo-Emmius-Klinik mit 650 Beschäftigten. Zu den größeren Arbeitgebern mit einer dreistelligen Beschäftigtenzahl zählen die Stadtverwaltung mit der städtischen Tochterfirma Wirtschaftsbetriebe der Stadt Norden, das Druck- und Verlagshaus SKN, die Glave Gruppe mit dem Edelstahlverarbeiter Norder Bandstahl, die Doepke Schaltgeräte GmbH und das Bauunternehmen Tell. Hinzu kommen aus dem produzierenden Gewerbe Unternehmen des Maschinenbaus, der Metallverarbeitung, des Baugewerbes, ein Kühltechnik-Hersteller und eines der drei ostfriesischen Teehäuser, Onno Behrends.
Die meisten größeren Betriebe konzentrieren sich in einem Gewerbegebiet im nordwestlich der Kernstadt gelegenen Ortsteil Neustadt und insbesondere im Gewerbegebiet Leegemoor, das im südlich gelegenen Ortsteil Süderneuland I liegt und etwa 154 Hektar umfasst. Die dortigen Firmen beschäftigen zirka 2000 Menschen. Das Gebiet liegt am südlichen Ende der Stadt, ist also über die B 72 und (ab Georgsheil) die B 210 am verkehrsgünstigsten zur A 31 in Emden gelegen. Der Einzelhandel konzentriert sich im Gewerbegebiet Neustadt und in der Kernstadt um die Fußgängerzone am Neuen Weg.

### Tourismus
Die Geschichte des Tourismus in Norden-Norddeich reicht in die 1880er Jahre zurück. Ein Badeleben ist für Norddeich ab 1882 nachweisbar. Bis zum Ersten Weltkrieg betätigten sich als Tourismusförderer nebeneinander die Norder Badegesellschaft, der Norddeicher Seebad-Verein und der Norder Kurverein. Der Krieg sowie die wirtschaftlichen Probleme der Nachkriegsjahre führten zu einem starken Rückgang des Norddeicher Badelebens. Der am 26. Mai 1925 neu ins Leben gerufene Kurverein Norden-Norddeich konnte diese Entwicklung allerdings abbremsen. Für das Jahr 1926 wurde berichtet, dass „jedes Fremdenzimmer besetzt“ sei. Die 1917 gegründete Fährreederei Frisia, deren Ursprünge allerdings bereits auf 1871 zurückgehen, baute ihre Flotte in den Folgejahren deutlich aus.
Der Tourismus spielt bis heute eine große Rolle für das Wirtschaftsleben Nordens, sowohl in der Hotellerie und Gastronomie, bei Dienstleistungen wie dem Fähr- und Flugbetrieb nach Juist und Norderney als auch indirekt wie etwa im Einzelhandel. Allein im Jahr 2019 wurden in Norden 318.298 Gäste und 1.966.329 Übernachtungen gezählt.
Schwerpunkt der Übernachtungen ist der Ortsteil Norddeich, der die offizielle Bezeichnung „Staatlich anerkanntes Nordseeheilbad“ führt. Dort sind neben Hotels und Pensionen auch eine Jugendherberge und ein Campingplatz zu finden. Beherbergungsmöglichkeiten finden sich auch in größerer Zahl in der Kernstadt, zudem auch auf Bauernhöfen in allen weiteren Ortsteilen.

### Landwirtschaft
Die Landwirtschaft spielt nicht nur in Bezug auf den Flächenanteil, sondern auch als Arbeitsmarktfaktor eine Rolle. Neben den Höfen sind viele Dienstleister für die Landwirtschaft in Norden ansässig. Im Norddeicher Fischereihafen sind Fischer mit ihren Kuttern vertreten.

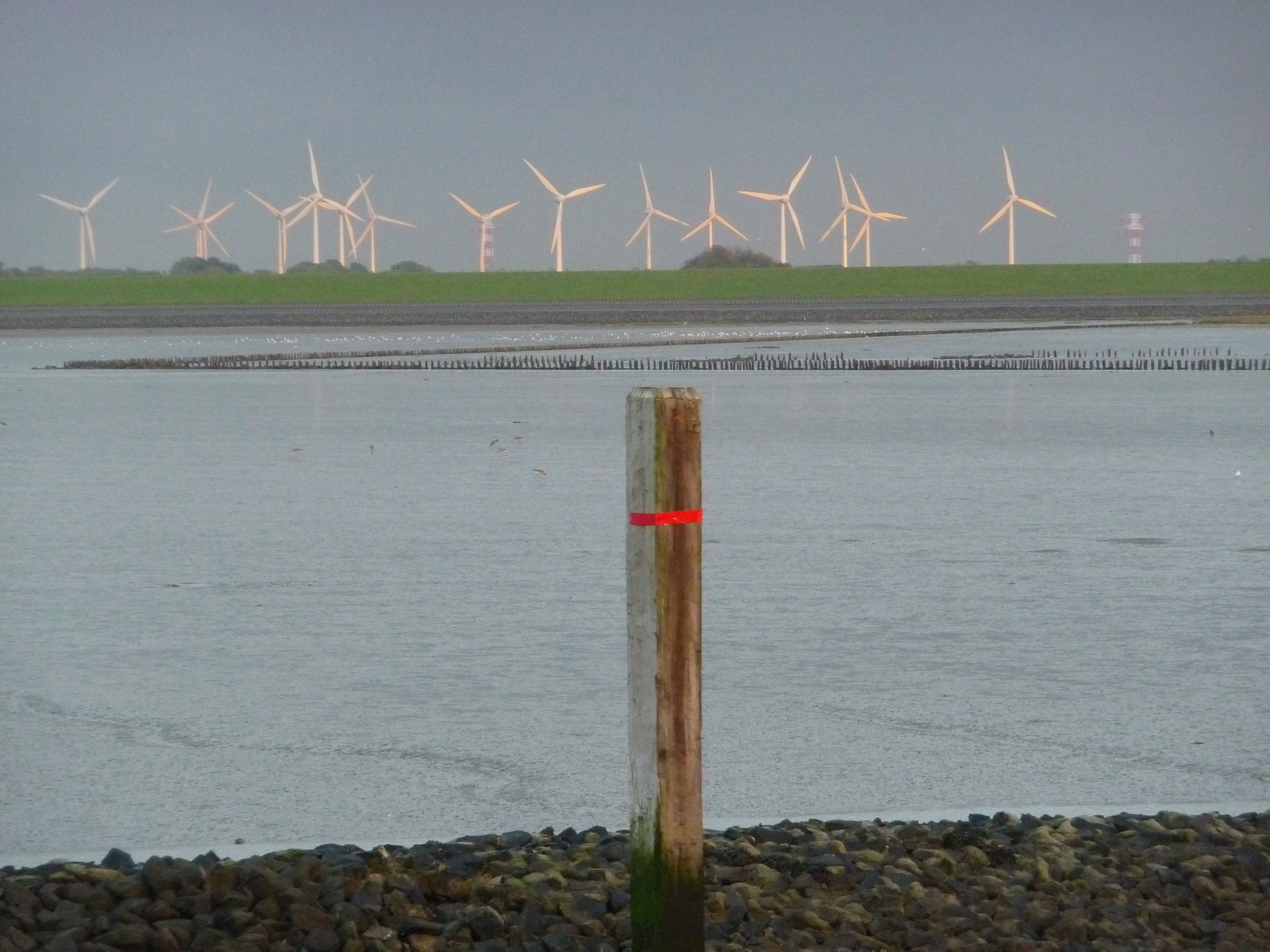
Windpark im nördlichen Stadtgebiet bei Lintelermarsch

Aufgrund der Küstenlage mit stetigen und kräftigen Winden eignen sich insbesondere die dünn besiedelten Außenbereiche der Stadt für die Nutzung von Windenergie. Es gibt dementsprechend auf Norder Stadtgebiet zwei größere Windparks (im nördlichen Stadtgebiet an der Grenze zur Gemeinde Lütetsburg und im Ortsteil Westermarsch II) sowie eine Vielzahl einzelner Windkraftanlagen.

### Wirtschaftsprobleme
Nachdem in den 1970er und 1980er Jahren der in Norden gegründete Spirituosenhersteller Doornkaat in wirtschaftliche Schwierigkeiten geraten war (und nach der Übernahme durch Berentzen inzwischen in Haselünne gebrannt wird) und ein Werk des Büromaschinenherstellers Olympia im Ortsteil Tidofeld geschlossen worden war, geriet die Stadt in wirtschaftliche Schwierigkeiten. Die Arbeitslosenquote lag Mitte der 1980er Jahre zum Teil bei weit über 20 Prozent. Den allgemeinen Rückgang der Beschäftigung in der Landwirtschaft durch Mechanisierung und Produktivitätssteigerung sowie die beiden Rückschläge im industriellen Bereich hat die Stadt trotz mancher Bemühungen im Tourismussektor und des Erfolgs einzelner ansässiger Firmen bis heute nicht vollständig kompensieren können. Die Arbeitslosenquote im Bereich der Geschäftsstelle Norden (Norden, Hage, Großheide, Dornum, Brookmerland) ist innerhalb des Bezirks Emden im Jahresdurchschnitt die höchste und liegt durchweg höher als zehn Prozent, im Winter um 15 Prozent. Wegen der hohen Bedeutung des Tourismus für den Arbeitsmarkt in (und um) Norden ist sie deutlichen saisonalen Schwankungen unterworfen.
Als Konsequenz aus der hohen Arbeitslosenquote ist auch die Zahl der Menschen, die unterhalb der Armutsgrenze leben in Norden überdurchschnittlich hoch. Mit Stand Oktober 2017 bezogen 16,1 % der Einwohner Leistungen nach dem Zweiten Buch Sozialgesetzbuch. Bei den Einwohnern unterhalb des 18. Lebensjahres liegt diese Ziffer bei 23,3 %.
Gegenüber den umliegenden Gemeinden hat Norden einen Pendlerüberschuss. Allerdings sind auch viele Norder jenseits der Stadtgrenzen beschäftigt, vor allem im Volkswagenwerk Emden.

### Öffentliche Einrichtungen

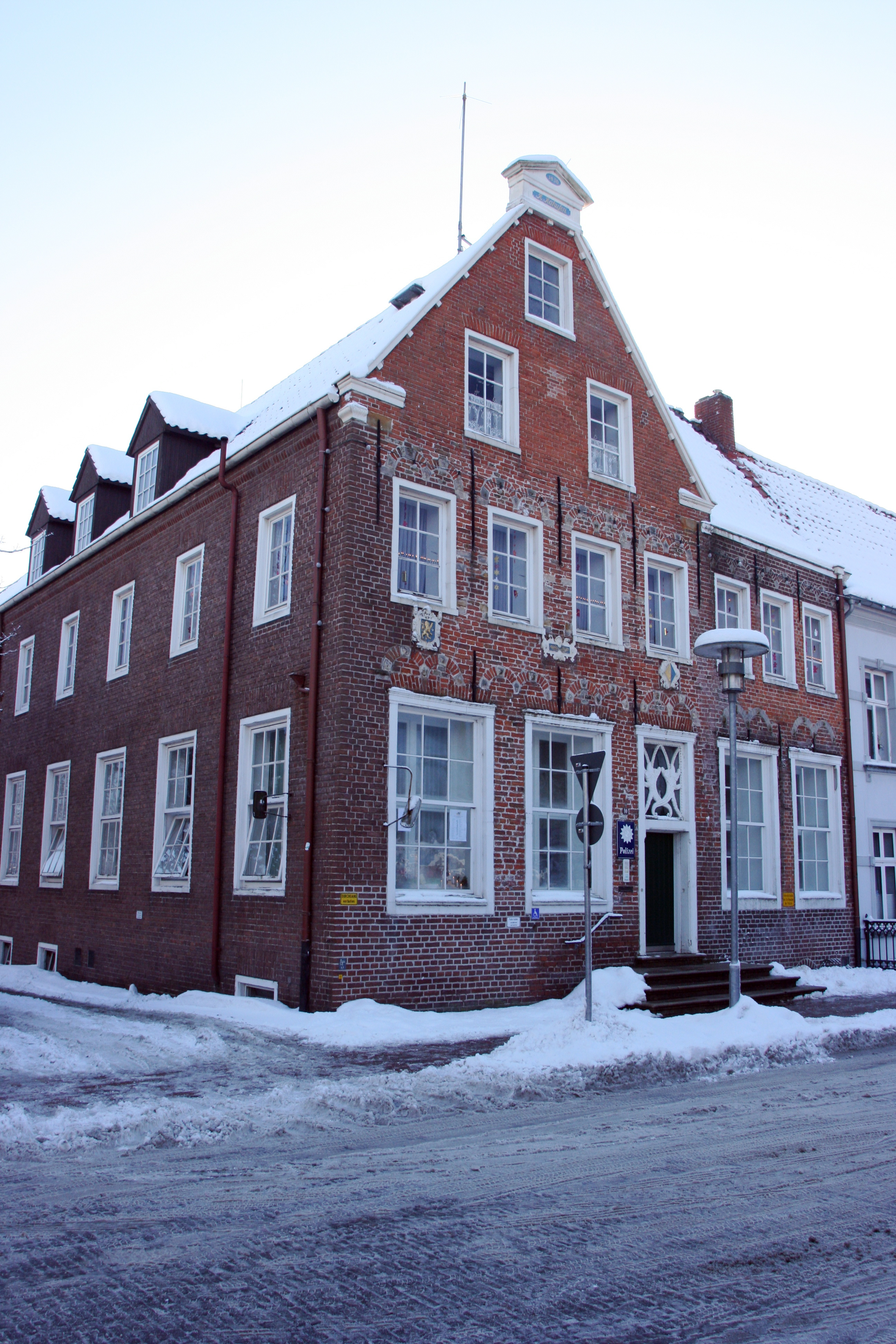
Das Norder Polizeikommissariat befindet sich in einem Gebäude aus dem Jahr 1610

In Norden befindet sich der Sitz des Niedersächsischen Landesbetriebs für Wasserwirtschaft, Küsten- und Naturschutz (NLWKN). Außerdem ist in der Stadt eine Betriebsstelle des NLWKN vorhanden. Sitz und Betriebsstelle beschäftigen in der Stadt zusammen 210 Mitarbeiter.
Die Deichacht Norden und der Entwässerungsverband Norden (in Personalunion geführt) haben ihren Sitz ebenfalls in der Stadt. Die Deichacht Norden ist für den Großteil des Seedeiches in der Stadt verantwortlich. Ein kleinerer Teil, der Störtebekerdeich im Ortsteil Leybuchtpolder, wird von der benachbarten Deichacht Krummhörn betreut. Im Osten erstreckt sich das Verbandsgebiet bis in die Gemeinde Dornum. Die Deichacht ist für die Unterhaltung von rund 30 Kilometern Seedeich zuständig. Der Entwässerungsverband Norden ist für die Entwässerung der tief liegenden Gebiete hinter dem Deich verantwortlich.
In Norden befindet sich ein Polizeikommissariat, das der Polizeiinspektion in Aurich angegliedert ist. Verantwortlich ist es für das Gebiet des Altkreises Norden. Das Amtsgericht Norden ist für die Stadt, die Inseln Juist, Norderney und Baltrum sowie die (Samt-)Gemeinden Hage, Brookmerland, Großheide und Dornum zuständig. Der gleiche Zuständigkeitsbereich gilt für das Norder Finanzamt. In der Stadt befindet sich zudem eine Geschäftsstelle der Arbeitsagentur (Bezirk Emden), die die Stadt Norden, die Inselgemeinde Baltrum und die (Samt-)Gemeinden Hage, Brookmerland, Großheide und Dornum betreut. Norden ist Sitz des lutherischen Kirchenkreisamtes des Kirchenkreises Norden.
Die Auricher Kreisverwaltung betreibt in Norden eine Außenstelle, die häufig nachgefragte Dienstleistungen des Landkreises anbietet (Kfz-Zulassung, Soziales etc.). Dies geschieht, um Bürgern aus Norden und Umgebung für alltägliche Amtsgeschäfte den Weg nach Aurich zu ersparen.
Die Freiwillige Feuerwehr Norden ist eine Schwerpunktfeuerwehr. Die Feuerwehr ist in vier Züge eingeteilt, von denen sich die ersten drei in Norden befinden. Der vierte ist in Leybuchtpolder stationiert.
In Norden sind zwei Fahrzeuge des bundeseigenen Katastrophenschutzes stationiert, insgesamt umfasst der Fuhrpark 16 Fahrzeuge. Seit dem 31. Mai 2009 befinden sich Feuerwehr und THW im neuen Hilfeleistungszentrum (HLZ) an der Osterstraße 93 in der Nähe der Bundesstraße 72 (Ortsumgehung).

### Verkehr

#### Straßenverkehr

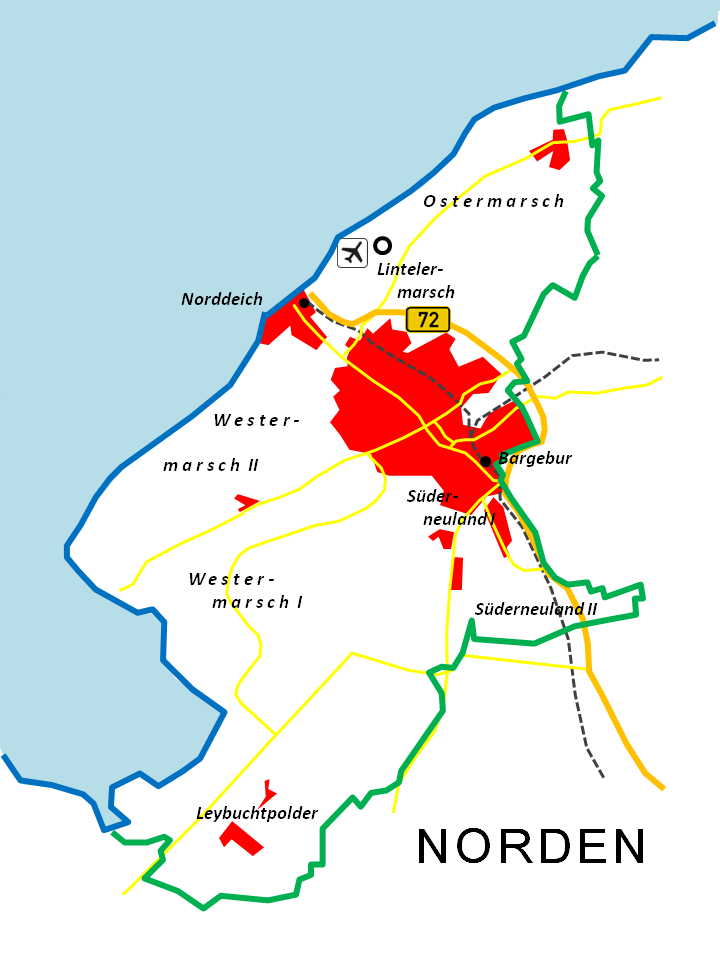
Norder Verkehrsnetz

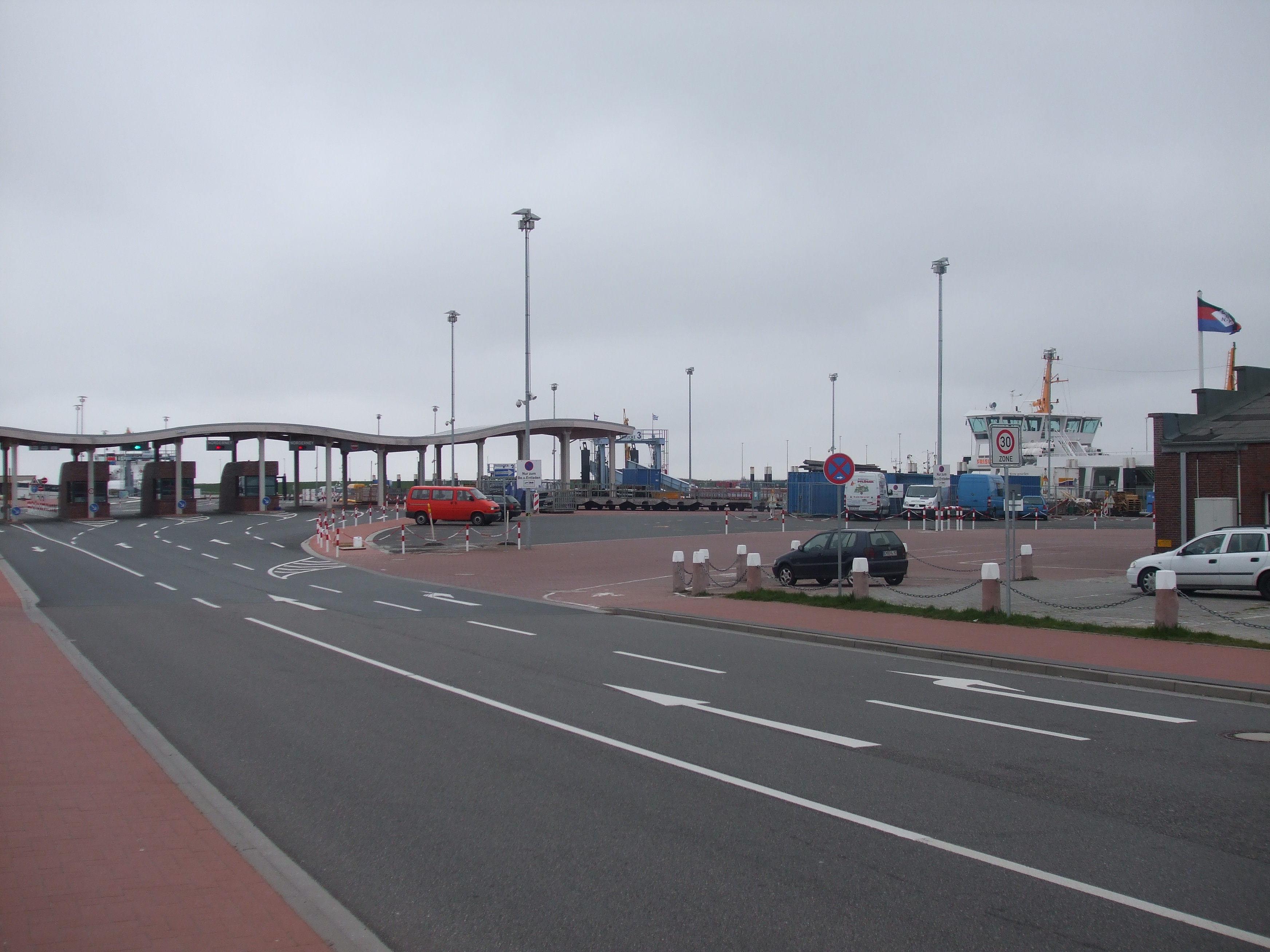
Das Ende der Bundesstraße 72 unmittelbar am Fähranleger

Die B 72 beginnt in Schneiderkrug im Landkreis Cloppenburg und endet am Fähranleger in Norddeich. Durch sie wird die Stadt Norden mit dem nächsten Verkehrsknotenpunkt in Georgsheil verbunden, wo sie auf die B 210 trifft. Diese wiederum führt nach Emden, von wo aus der Anschluss an die A 31 besteht. Die Entfernung zwischen Norden und der Anschlussstelle Emden-Mitte der A 31 beträgt etwa 25 Kilometer. Die Bundesstraße verlief über Jahrzehnte durch die Norder Innenstadt (Norddeicher Straße, Burggraben, Bahnhofstraße), was besonders in den Sommermonaten durch den Reiseverkehr von und nach Norddeich Mole für erhebliche Verkehrsbelastung sorgte. Seit Juli 2009 verläuft die B 72 vom südlichen Stadtrand Nordens bis zum Fähranleger in Norddeich über eine neue östlich der Stadt angelegte anbaufreie Umgehungsroute. So konnten im Innenstadtbereich verkehrsberuhigende Maßnahmen, wie der Bau von Kreisverkehren oder die „Abschaffung“ des Burggrabens als Einbahnstraße, umgesetzt werden. Eine früher geplante Verlängerung der A 31 aus dem Raum Emden/Riepe bis Norddeich wurde dagegen nicht gebaut.
Von vier Landesstraßen führen von Norden aus jeweils zwei in südliche und östliche Richtung. Die L 4 beginnt an der B 72 im Ortsteil Süderneuland und führt über Eilsum nach Pewsum in der südlichen Nachbargemeinde Krummhörn. Die L 27 beginnt am südlichen Ortseingang Norddeichs und führt am Norder Markt vorbei über Westermarsch und Neuwesteel südlich nach Greetsiel. Am gleichen Punkt beginnt auch die L 5 und führt in östlicher Richtung die B 72 kreuzend über Ostermarsch, Neßmersiel, Dornumersiel und Bensersiel nach Neuharlingersiel, fast immer in unmittelbarer Sichtweite des Seedeichs. Die L 6 beginnt an einem Kreisverkehr der B 72 auf der Grenze zu Lütetsburg und verbindet die Stadt weiter mit Hage, Westerholt, Esens, Neuharlingersiel und Carolinensiel, wo sie endet. Wegen ihrer innerörtlich extrem verkehrsberuhigten Straßenführung durch Hage wird der Durchgangsverkehr über eine anbaufreie Umgehung geführt.
Der öffentliche Nahverkehr wird durch Busse des Verkehrsverbunds Ems-Jade sichergestellt, welche fast alle den Zentralen Omnibusbahnhof (ZOB) am Bahnhof Norden anfahren. Eine Hauptlinie verkehrt als Erschließungsbus der kompakten Innenstadt zum Fähranleger in Norddeich, weitere nach Greetsiel und Pewsum in der südlichen Nachbargemeinde Krummhörn sowie nach Esens und Carolinensiel. Die meistfrequentierte Hauptlinie führt nach Georgsheil mit der Möglichkeit zur Weiterfahrt nach Aurich oder Emden. Ferner fungieren einige Nebenlinien im Wesentlichen nur als Schulbusse.

#### Schienenverkehr

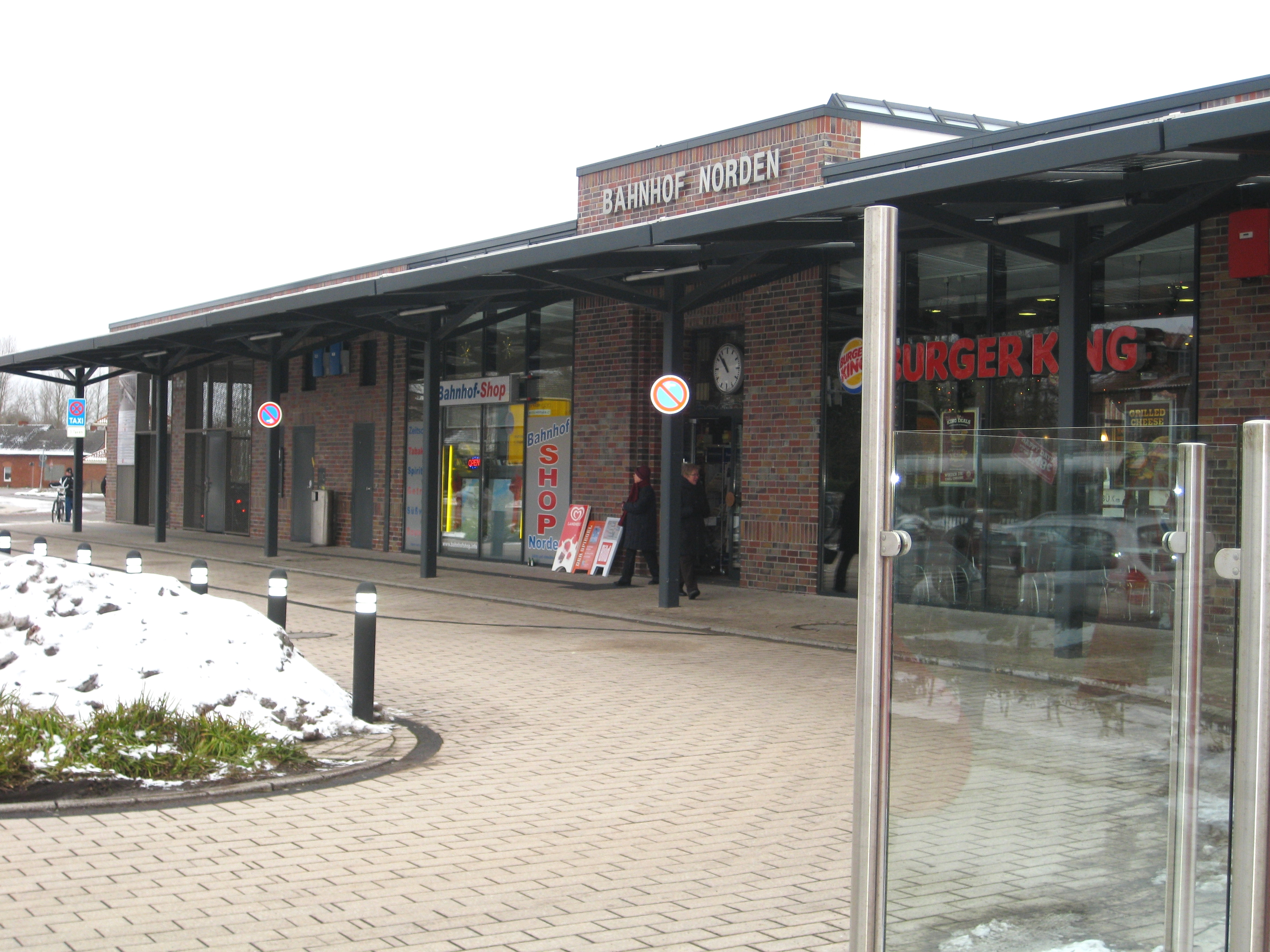
Bahnhof Norden

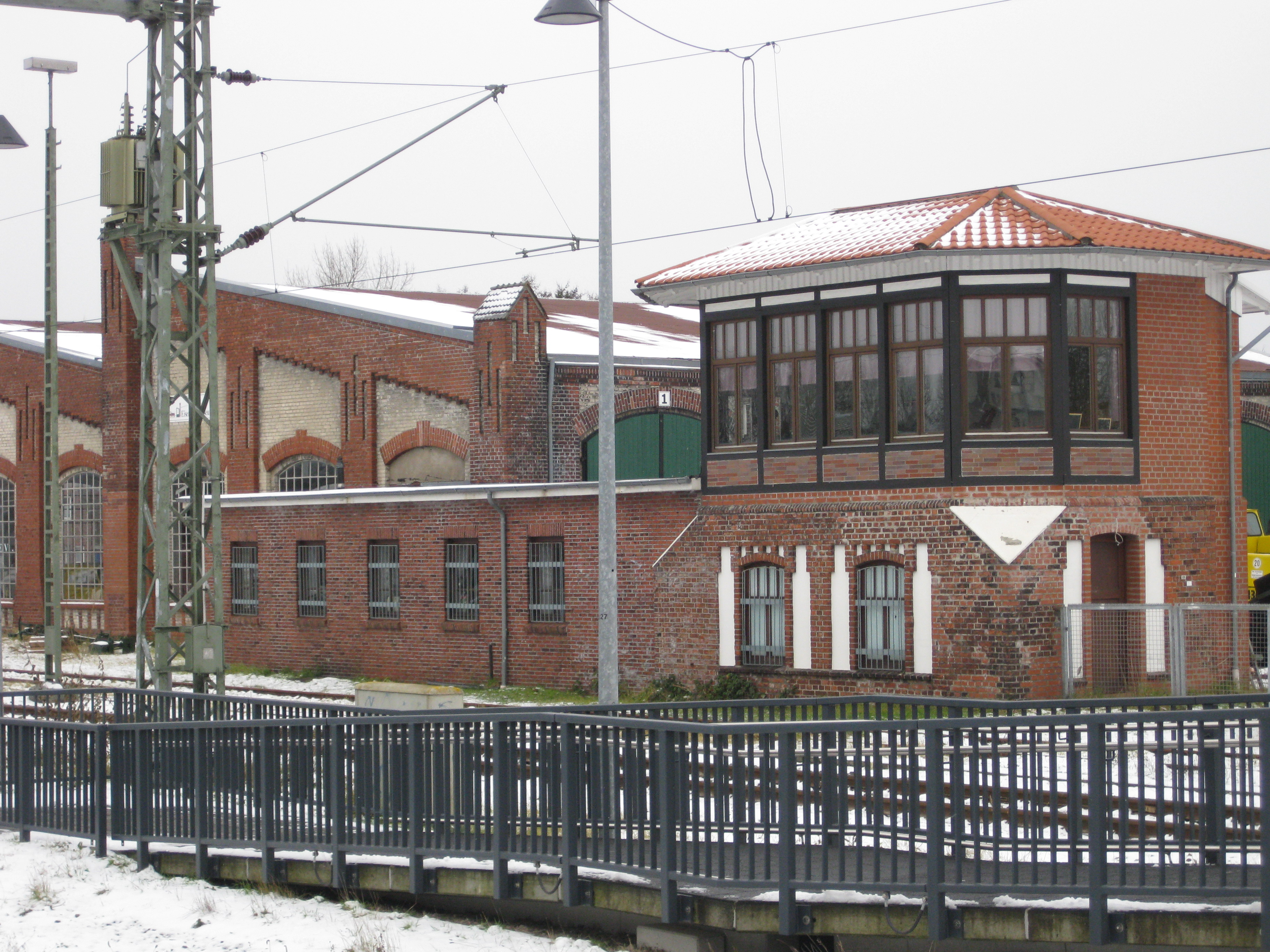
Historischer Lokschuppen auf dem Bahnhofsgelände

Norden liegt an der Emslandstrecke, die von Rheine nach Norddeich Mole führt, sowie an der teilweise stillgelegten Küstenbahn Ostfriesland nach Dornum.
In der Stadt gibt es drei für den Schienenverkehr genutzte Stationen. Alle sind Fernverkehrsbahnhöfe der Deutschen Bahn: Norden und Norddeich mit dem Bahnhofsgleis Norddeich Mole. Vom letzteren können direkt Fähren auf die ostfriesischen Inseln Juist und Norderney erreicht werden. Der Bahnsteig Norddeich Mole wurde 2013 saniert, der nur wenige Meter entfernte Bahnhof Norddeich umgebaut. Die Museumsbahn nach Dornum betreibt den Bahnhof Norden-KOF. Vom im Stadtteil Süderneuland gelegenen Bahnhof Norden aus verläuft die elektrifizierte Bahnstrecke eingleisig durch das östliche Norder Stadtgebiet in Richtung Norddeich. An die Strecke grenzen neben Wohngrundstücken u. a. auch das ehemalige Firmengelände der Doornkaat AG, welches ursprünglich einen eigenen Anschluss mit Verladegleis besaß, der Norder Friedhof und das Frisia-Bad. Straßenquerungen im Stadtgebiet erfolgen über mit Lichtzeichen und Halbschranken gesicherten Bahnübergängen. Die im Dieselbetrieb befahrene Strecke der Küstenbahn Ostfriesland zweigt nach dem Bahnübergang „Heerstraße“ in Richtung Dornum ab.
Täglich fahren Intercity-Züge der Linie 35 in Richtung Koblenz über Münster, das Ruhrgebiet und Köln sowie der Linie 56 nach Berlin oder Leipzig (über Bremen und Hannover).
Regionalexpress-Züge verkehren über Leer, Oldenburg und Bremen nach Hannover. Regionalzüge in Richtung Münster beginnen erst in Emden. Im Sommer 2020 verkehrte – zunächst versuchsweise – jeweils an den Wochenenden ein ICE-Zugpaar aus München nach Norddeich-Mole mit Halt am Norder Bahnhof. Diese Verbindung wurde zum Herbst jedoch wieder eingestellt. Eine Wiederaufnahme der ICE-Verbindung erfolgte im Juli 2021. Seitdem verbinden regelmäßige ICE Ostfriesland mit Stuttgart und Köln.
Die elektrifizierte Bahnstrecke Norddeich–Emden ist eingleisig, in Marienhafe und Abelitz existieren Ausweichgleise.
Bis in die Mitte der 1980er Jahre war der Norder Bahnhof ein Knotenpunkt im Eisenbahnverkehr an der nordwestdeutschen Küste. Bis in die 1950er Jahre hinein war Norden Standort eines Bahnbetriebswerkes (Bw), zu dem ein vierständiger Ringlokschuppen gehörte, der noch existiert und unter anderem als Eisenbahnmuseum genutzt wird. Ein Wasserturm wurde 1984 gesprengt. Das Gebäude der Güterabfertigung wurde im Zuge der Errichtung der neuen Bahnstation Anfang der 2000er Jahre wie das ehemalige Empfangsgebäude – bis auf einige technische Anlagen – abgerissen.
Der Niedergang des Eisenbahnknotenpunktes Norden erreichte nach Schließung des Bahnbetriebswerks und der Einstellung des Personenverkehrs zwischen Norden und Esens auf der Ostfriesischen Küstenbahn am 28. Mai 1983 seinen vorläufigen Höhepunkt: War der Bahnhof Norden bis dahin noch Ausgangspunkt für Züge, die die Küstenbahn über Esens in Richtung Sande befuhren, so wurde er danach zu einer reinen Durchgangsstation zwischen Emden und Norddeich. Das Teilstück zwischen Dornum und Esens wurde abgebaut und als Radweg genutzt. Der Personenverkehr zwischen Norden und Esens wird jetzt ausschließlich von Omnibussen bedient. Bis 1989 wurde die Strecke Norden–Dornum vereinzelt noch von Güterzügen befahren, anschließend wurde die Strecke an die Anliegergemeinden verkauft.
Um 2009 überlegten die Anliegerkommunen der Küstenbahn, diese wieder durchgängig für einen fahrplanmäßigen Personenverkehr zu reaktivieren.
Der Fahrplanwechsel am 28. Mai 1983 besiegelte auch das endgültige Ende des Haltepunktes Norden Stadt, im Norder Volksmund auch als Lüttje Bahnhof bezeichnet: Formell war die an der Osterstraße gelegene Station bis dahin zwar noch in den Fahrplänen der Emslandstrecke verzeichnet, jedoch hatte dort bereits seit Anfang der 1970er Jahre kein Zug mehr gehalten.
Infolge dieser Entwicklungen sank die Bedeutung des alten Norder Bahnhofs. Unter dem Projektnamen Zukunftsbahnhof wurde im Rahmen einer grundlegenden städtebaulichen Erneuerung des südlichen Stadtrandes Mitte der 2000er Jahre auf dem in Richtung Innenstadt gelegenen Gelände der ehemaligen Norder Güterabfertigung mit dem Bau einer modernen Eisenbahnstation und eines vorgelagerten zentralen Omnibusbahnhofs begonnen. In diesem Zusammenhang wurde ein neues Empfangsgebäude errichtet.
Das baufällige, weiter südlich gelegene alte Empfangsgebäude wurde zwar mit der Einweihung der neuen Bahnhofsanlagen aufgegeben, blieb jedoch noch mehrere Jahre erhalten, da sich hier noch wichtige bahntechnische Einrichtungen befanden. Nach jahrelangem Leerstand ohne Nutzung war es allmählich zu einer unansehnlichen Ruine verkommen, wurde schließlich abgerissen und durch den Neubau einer Gewerbeimmobilie ersetzt. Ein sich ebenfalls im südlichen Bereich des Norder Bahnhofs befindliches Stellwerksgebäude wurde an einen privaten Käufer veräußert und wurde renoviert.
Zum Jahresende 2024 hat die Deutsche Bahn AG das Reisezentrum im Bahnhof Norden geschlossen. Seitdem können Reisende ihre Fahrkarten nur noch über Automaten am Bahnsteig oder über das neu eingerichtete Video-Reisezentrum erwerben. Außer den Räumen des ehemaligen Reisezentrums befinden sich noch ein Kiosk sowie ein Fast-Food Restaurant in den Räumlichkeiten des Norder Bahnhofes.

#### Flugverkehr
Der Flugplatz Norden-Norddeich ist ein Sonderlandeplatz, vier Kilometer nördlich des Stadtzentrums. Von dort fliegt die FLN Frisia-Luftverkehr die Ostfriesischen Inseln und den Flugplatz Helgoland-Düne an. Im Frühjahr 2024 gab die FLN bekannt, die Insel Juist mangels Nachfrage ab dem 1. März 2024 nicht mehr ab Norddeich im Linienverkehr anfliegen zu wollen. Derweil kündigte ein norwegisches Unternehmen an, den planmäßigen Flugverkehr zwischen Norddeich und Juist ab dem Sommer 2025 wieder aufzunehmen.

#### Schiffsverkehr

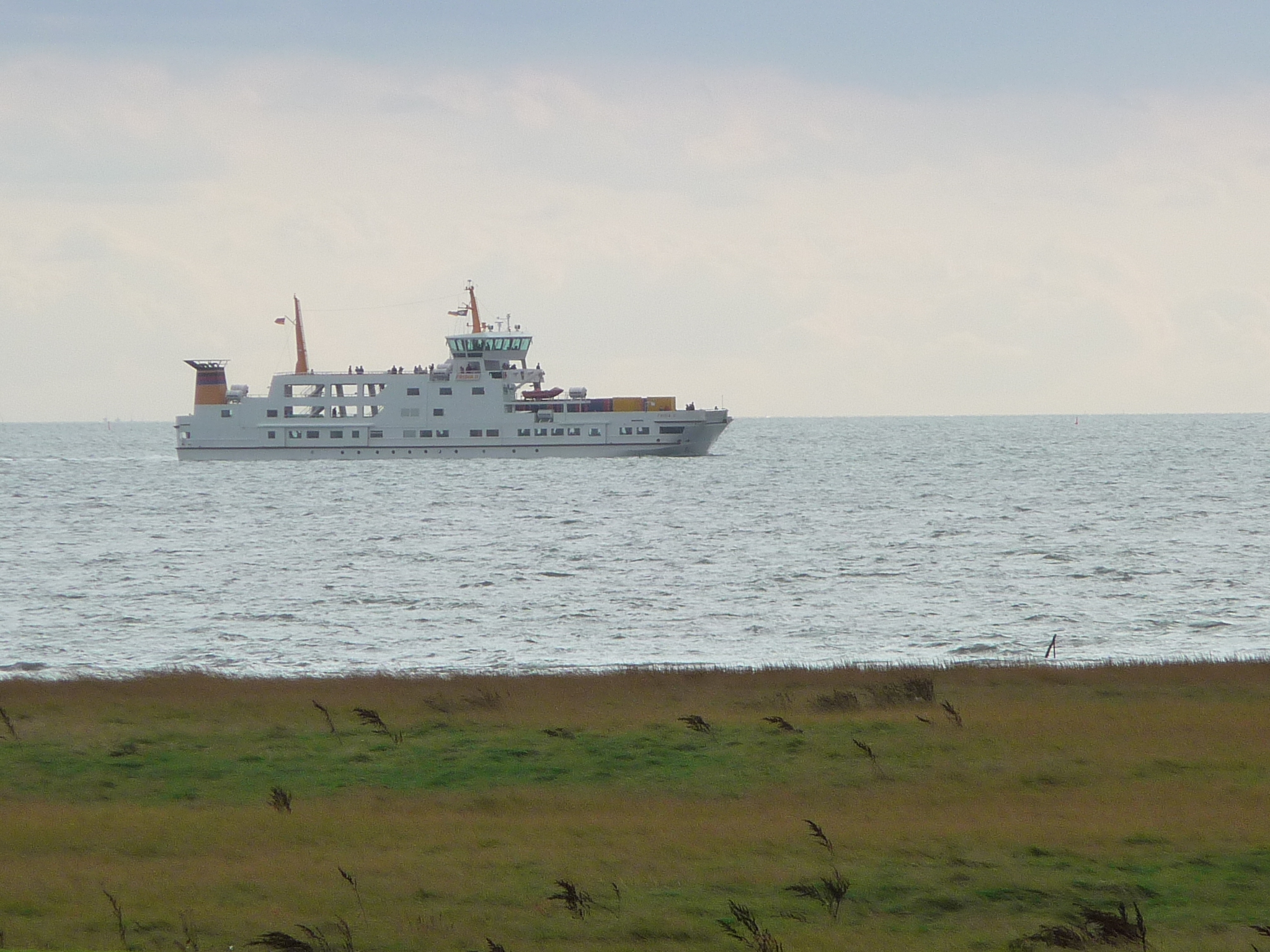
Personenfähre Frisia II auf dem Weg von Norddeich Mole nach Juist

Der Norddeicher Hafen ist Fährhafen zu den Inseln Juist und Norderney. Ein neuer Fährterminal wurde am 1. August 2009 eingeweiht. Außerdem gibt es Ausflugsverkehr zu den Ostfriesischen Inseln (mit Ausnahme Wangerooges) und ins Wattenmeer. Den Fährbetrieb übernimmt die in Norderney beheimatete AG Reederei Norden-Frisia. Im östlichen Teil des Hafengebiets befindet sich neben dem Yacht- und Sportboothafen der Norddeicher Fischereihafen, in dem Krabbenkutter beheimatet sind. Das Fahrwasser in Richtung der Inseln wird mehrere 100 Meter weit ins Wattenmeer durch Leitdämme gesäumt, ehe nördlich der Jantjemoeplate ausreichend tiefes Fahrwasser erreicht wird.
Norddeich ist Sitz einer Rettungsstation der Deutschen Gesellschaft zur Rettung Schiffbrüchiger (DGzRS), die hier das Seenotrettungsboot Cassen Knigge stationiert hat.

### Medien
Die führende Tageszeitung in Norden ist der Ostfriesische Kurier, herausgegeben vom Verlag Soltau-Kurier Norden (SKN). Daneben besteht in Norden eine Außenstelle der Bezirksredaktion Emden/Norden der Ostfriesen-Zeitung. Im Verlag SKN erscheint außerdem monatlich das Ostfriesland Magazin. Die Redaktion befindet sich in Norden. Der Verlag gibt auch Regionalliteratur und Telefonbücher heraus.
Die Deutsche Telekom ist in Norden mit einer Seekabel-Endstelle vertreten, von der aus Unterseekabel in alle Welt führen, darunter das TAT-14 nach New Jersey, USA, (2020 stillgelegt) und das SEA-ME-WE 3, welches Deutschland via Nordsee, Atlantik und Mittelmeer mit Asien und Australien verbindet. Damit ist sie ein wichtiges interkontinentales Kommunikationsrelais für Telefon und Internet in Deutschland und wird von US-Sicherheitsbehörden als wichtig für die nationale Sicherheit der USA erachtet. Aufgrund seiner Referenztechnik ist das Competence Center Submarine Cables Norden (CCSC) gleichzeitig Technologieführer, Beratungsstelle und Einsatzgruppe im glasfaserbasierten Backbone der Deutschen Telekom.
In Utlandshörn im Ortsteil Westermarsch II war die Küstenfunkstelle Norddeich Radio beheimatet. Der zuletzt als Callcenter der Telekom genutzte Komplex sollte kurzzeitig für touristische Zwecke (Fußballgolf u. ä.) genutzt werden und dient seit Oktober 2015 als Notunterkunft für bis zu 200 Geflüchtete.
Seit dem 30. April 2014 sendet „Radio Nordseewelle“ als kommerzieller lokaler Rundfunksender für Ostfriesland sein Programm aus einem Studio an der Ostseite des Norder Marktplatzes. Der Sender ist auf der UKW-Frequenz 88,2 MHz im Norder Stadtgebiet zu empfangen. Als weitere Rundfunksender sehen der öffentlich-rechtliche Norddeutsche Rundfunk (Hamburg) sowie die privaten kommerziellen Anbieter radio ffn, Antenne Niedersachsen (beide Hannover) und Radio 21 (Garbsen) die Stadt Norden als Teil ihres Sendegebietes an. Zusätzlich ist in Norden Radio Ostfriesland (Leer), ein nicht-kommerzieller Lokalsender, zu hören.

## Persönlichkeiten

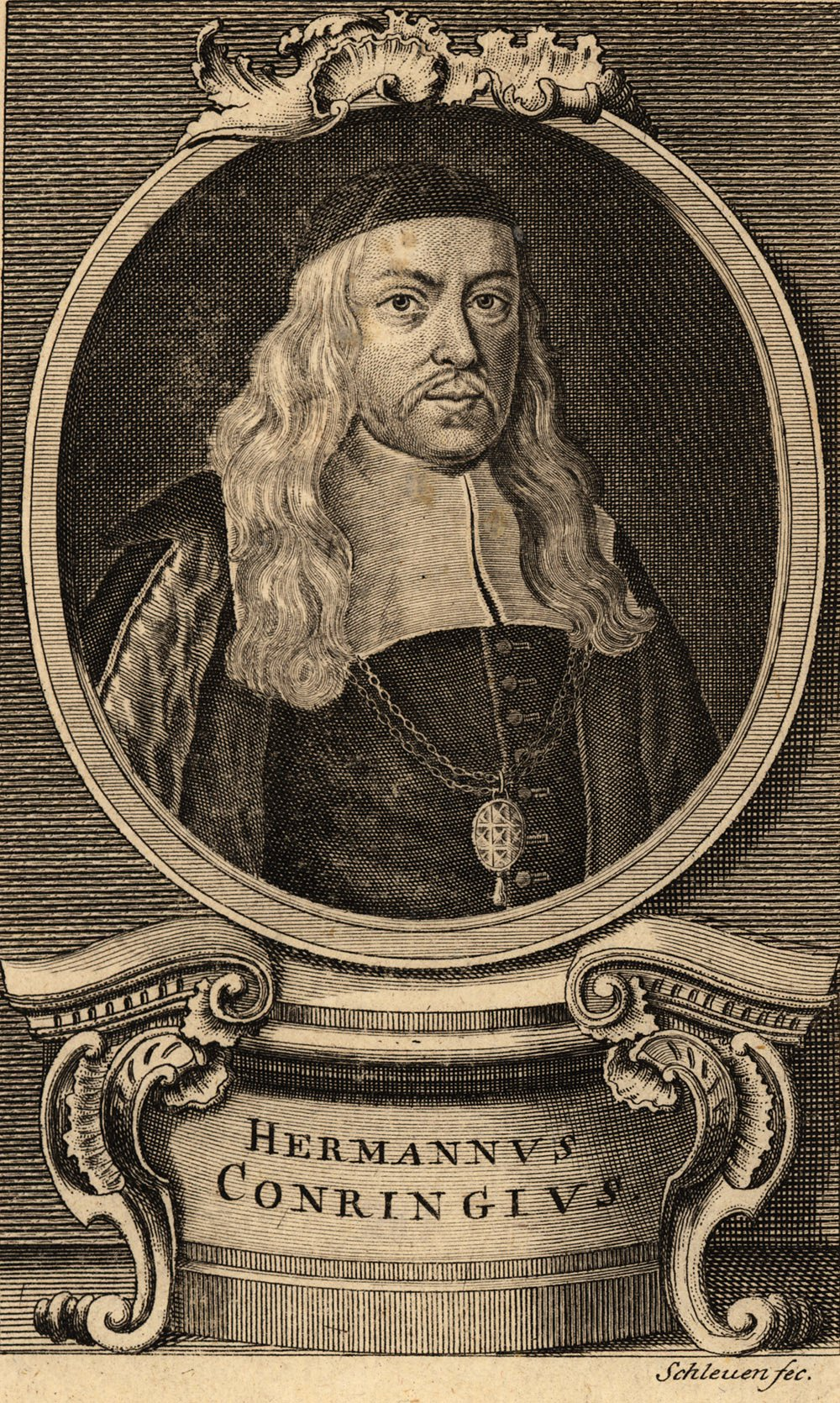
Hermann Conring

Am Beginn der Neuzeit treten zwei Persönlichkeiten hervor, die in Norden geboren wurden und/oder dort gewirkt haben. Hermann Conring (* 1606 in Norden; † 1681 in Helmstedt), war Universalgelehrter, Leibarzt der Königin Christina von Schweden, dänischer Staatsrat und Leiter des bremen-verdischen Archivs in Stade. Ubbo Emmius, Theologe, Historiker, Pädagoge und Gründungsrektor der Universität Groningen, wurde 1547 im benachbarten Greetsiel geboren, erhielt in Norden einen Teil seiner Ausbildung und wirkte dort später neun Jahre lang als Rektor der Lateinschule, bevor er die Stadt verließ. Er starb 1625 in Groningen.
Die 1892 in Norden geborene Lehrerin und Dichterin Recha Freier war eine deutsch-jüdische Widerstandskämpferin gegen den Nationalsozialismus. Sie gründete 1933 das Hilfskomitee für jüdische Jugendliche, die sogenannte Kinder- und Jugend-Alijah. Freier starb 1984 in Jerusalem. Der Geodät Walter Großmann wurde 1897 in Norden geboren.
Mehrere frühere Bundes- und Landespolitiker der SPD stammen ebenfalls aus Norden und/oder hatten dort zeitweise gelebt und gewirkt. Dazu zählen der frühere Bundestagsabgeordnete Johann Cramer (* 1905 in Norden; † 1987 in Wilhelmshaven), der in der ersten Legislaturperiode (1949–1953) Vorsitzender des Bundestagsausschusses für das Post- und Fernmeldewesen war. Georg Peters (* 1908 in Marienhafe; † 1992 in Norden) war mehr als drei Jahrzehnte lang Bundestagsabgeordneter seines Wahlkreises. Zugleich war er Landrat des früheren Landkreises Norden und in dieser Eigenschaft 1972 Vorsitzender des Gründungsausschusses der Schutzgemeinschaft Deutsche Nordseeküste. Sein Nachfolger als Landrat, Hinrich Swieter (* 1939 in Grimersum; † 2002 in Norden), war zudem 16 Jahre lang Abgeordneter des Niedersächsischen Landtags und von 1990 bis 1996 Landesfinanzminister. Auch der frühere Bundestagsabgeordnete Jann-Peter Janssen war gebürtiger Norder. Als weiterer Norder gehörte Hans Forster von 1998 bis 2002 und im Jahr 2005 dem Deutschen Bundestag als sozialdemokratischer Abgeordneter an. Der derzeitige Landtagsabgeordnete des Wahlkreises Emden/Norden ist der 1955 in Norden geborene und in Emden lebende Hans-Dieter Haase.
Der Norder Klaus-Peter Wolf erreichte bis 2023 mit siebzehn in und um Norden spielenden Krimi-Romanen in Folge die Spitze der Spiegel-Bestsellerliste und ist damit einer der erfolgreichsten deutschsprachigen Buchautoren. Das ZDF verfilmt seine Ostfrieslandkrimis.